# Arte Re:/Episodenliste
Dies ist die Episodenliste von Arte Re:. Sie führt alle Folgen der rund halbstündigen Dokumentationssendung Arte Re: des öffentlich-rechtlichen Fernsehsenders Arte auf. Seit dem 13. März 2017 wurden werktäglich mehr als 1520 Episoden ausgestrahlt. Die Auflistung ist nach den Ausstrahlungsdaten chronologisch sortiert.

## 2017
| Nr. (ges.) | Nr. (St.) | Originaltitel                                                                       | Erstausstrahlung D (arte) | Drehbuch |
| ---------- | --------- | ----------------------------------------------------------------------------------- | ------------------------- | --- |
| 1          | 1         | Auch unsere Niederlande! – Sylvana Simons und ihre neue Partei                      | 13. März 2017             | Tita von Hardenberg, Claudia Bäckmann |
| 2          | 2         | Die Sonntagskrieger – Polens Zivilisten rüsten auf                                  | 14. März 2017             | Volker Heimann |
| 3          | 3         | Geteiltes Zypern – Graben für den Frieden                                           | 15. März 2017             | Dirk Schraeder |
| 4          | 4         | Bulgaren gegen den Filz – Im korruptesten Land Europas                              | 16. März 2017             | Matthias Ebert |
| 5          | 5         | Supermutter & Karrierefrau – Frankreichs Erfolgsmodell in der Krise                 | 17. März 2017             | Antje Diller-Wolff |
| 6          | 6         | Allah liebt euch alle – Europas erster schwuler Imam                                | 20. März 2017             | Daniel Böhm, Katrin Sandmann |
| 7          | 7         | Die Lkw-Opas – Risiko auf der Straße?                                               | 21. März 2017             | Sebastian Bellwinkel |
| 8          | 8         | Letzte Zuflucht Waisenhaus – Griechenlands Familien in der Krise                    | 22. März 2017             | Claudia Bäckmann |
| 9          | 9         | Ocupa Barcelona – Der Kampf um Wohnraum                                             | 23. März 2017             | Lourdes Picareta |
| 10         | 10        | Mein Leben als Werbefläche – Youtube und die Generation Z                           | 24. März 2017             | Claudia Bäckmann |
| 11         | 11        | Pizza auf Ukrainisch – Stück für Stück zurück ins Leben                             | 27. März 2017             | – |
| 12         | 12        | Abschiebung in den Terror – Afghanistan - Ein sicheres Herkunftsland?               | 28. März 2017             | Katrin Sandmann |
| 13         | 13        | Freilerner – Leben ohne Schule                                                      | 29. März 2017             | Klaus Balzer |
| 14         | 14        | Ein Bauer für Putin – Stefan Dürr und sein russisches Imperium                      | 30. März 2017             | Matthias Schmidt |
| 15         | 15        | Vier Eltern und ein Kind – Co-Parenting in den Niederlanden                         | 31. März 2017             | Johannes Nichelmann |
| 16         | 16        | Liebe unerwünscht – Der zerrissene Balkan                                           | 3. Apr. 2017              | Darko Handrick |
| 17         | 17        | Heilung unbezahlbar – Griechenlands krankes Gesundheitssystem                       | 5. Apr. 2017              | Tanja Dammertz |
| 18         | 18        | Die Europaretter – Wie der "Pulse of Europe" schlägt                                | 6. Apr. 2017              | Sara Jasmin Bhatti, Julia Hurtzig |
| 19         | 19        | Agent Provocateur – Claude-Oliver Rudolph und der russische Sender RT               | 7. Apr. 2017              | – |
| 20         | 20        | Gespaltenes Kreuzberg – Deutschtürken vor dem Referendum                            | 10. Apr. 2017             | John A. Kantara |
| 21         | 21        | Addio Pizzo – Aufstand gegen die Mafia                                              | 11. Apr. 2017             | Alex Stein |
| 22         | 22        | Du Opfer! Schulmobber im Visier von Carsten Stahl                                   | 12. Apr. 2017             | Lutz Gregor |
| 23         | 23        | Erdogans Referendum – Der Weg in die Diktatur?                                      | 13. Apr. 2017             | Sabine Küper-Büsch, Thomas Büsch |
| 24         | 24        | Das heilige Wasser der Jesiden – Ein Muslim setzt Zeichen gegen den Völkermord      | 14. Apr. 2017             | Carsten Stormer |
| 25         | 25        | Obdachlos trotz Job – Überleben in Paris                                            | 18. Apr. 2017             | Norbert Lübbers |
| 26         | 26        | Chez Jeanne – Wie Städter versuchen, ein Dorf zu retten                             | 19. Apr. 2017             | Lourdes Picareta |
| 27         | 27        | Mein Bruder, der Terrorist – Zu Fuß gegen den Hass                                  | 20. Apr. 2017             | Sandra Aïd |
| 28         | 28        | Im Mekka des Rap – Der Sound der Banlieues                                          | 21. Apr. 2017             | Nadja Kölling |
| 29         | 29        | Brexit – Die Hoffnung der englischen Fischer                                        | 24. Apr. 2017             | Ina Kessebohm |
| 30         | 30        | Kreuz gegen Minarett – Kulturkampf in Erfurt                                        | 25. Apr. 2017             | Marta Werner |
| 31         | 31        | Hotspot Adria – Die Partymacher                                                     | 26. Apr. 2017             | Nadja Frenz |
| 32         | 32        | Der Wolf – Jäger oder Gejagter                                                      | 28. Apr. 2017             | Carsten Binsack |
| 33         | 33        | Außen vor statt mittendrin – Woher kommt die Wut in den Pariser Banlieues?          | 1. Mai 2017               | Marie Groß, Cordula Stadter |
| 34         | 34        | Projekt Versöhnung – Das Roma-Hotel im Kosovo                                       | 2. Mai 2017               | Frank Zintner |
| 35         | 35        | Deutsch für Anfänger – Integration im Eiltempo                                      | 4. Mai 2017               | Katrin Sandmann, Michael Lebor |
| 36         | 36        | Breaking the Silence – Israelische Bürgerrechtler unter Druck                       | 5. Mai 2017               | Katrin Sandmann, Stephan Lamby |
| 37         | 37        | Der Letzte seiner Art – Ein Fischer im Donau-Delta                                  | 8. Mai 2017               | Detlev Konnerth |
| 38         | 38        | Neue Heimat Deutschland – Der Traum vom Job                                         | 10. Mai 2017              | Hanna Hesselbarth, Stefan Hoge |
| 39         | 39        | Die Nilgänse kommen – Europas ungebetene Gäste                                      | 12. Mai 2017              | Anja Kindler |
| 40         | 40        | Deutsche Kämpfer gegen den IS – Die Schlacht um Shingal                             | 15. Mai 2017              | Andreas Lünser |
| 41         | 41        | #FreeDeniz – Ilkay Yücel kämpft für ihren Bruder Deniz                              | 16. Mai 2017              | Sara Jasmin Bhatti, Oliver Mayer, Christine Rütten |
| 42         | 42        | Polens schwarze Zukunft – Ein Land klammert sich an die Kohle                       | 17. Mai 2017              | Karsten Gravert, Dawid Romanowski |
| 43         | 43        | Wo sind die Helden? – Nachwuchsprobleme bei der Bundeswehr                          | 18. Mai 2017              | Arndt Wittenberg |
| 44         | 44        | Menschenhandel in Turin – Princess rettet Leben                                     | 22. Mai 2017              | Chiara Sambuchi |
| 45         | 45        | Das Geschäft mit den Ärzten – Auf Medizinersuche in Osteuropa                       | 24. Mai 2017              | Vivien Pieper |
| 46         | 46        | Charleroi – Eine Stadt im Abstiegskampf                                             | 29. Mai 2017              | Sebastian Bellwinkel |
| 47         | 47        | Meine 92-jährige Mitbewohnerin – Studenten im Altenheim                             | 30. Mai 2017              | Anne-Kathrin Thüringer |
| 48         | 48        | Schäfer vor dem Aus – Ein Beruf im Wandel                                           | 31. Mai 2017              | Jörg Daniel Hissen |
| 49         | 49        | Die Insel der Rebellen – Schotten kämpfen für ihre Freiheit                         | 1. Juni 2017              | Thomas Aders |
| 50         | 50        | Hilfe statt Strafe – Portugals umstrittene Drogenpolitik                            | 5. Juni 2017              | António Cascais |
| 51         | 51        | Fußball radikal – Ein linker Verein und seine Gegner                                | 6. Juni 2017              | John A. Kantara |
| 52         | 52        | Großbritannien vor der Neuwahl – Die Angst vor dem harten Brexit                    | 7. Juni 2017              | Tita von Hardenberg, Daniel Böhm |
| 53         | 53        | Abschied vom Leben – Letzte Fahrt mit dem Wünschewagen                              | 8. Juni 2017              | Dominic Egizzi |
| 54         | 54        | Steuern für die Katz – Nicht nur Hunde sollen zahlen                                | 13. Juni 2017             | Birgit Tanner |
| 55         | 55        | Granadas Volksheld – Ein Arzt mobilisiert die Massen                                | 14. Juni 2017             | – |
| 56         | 56        | Das Dorf und der Hühnerkönig – Ein ungleicher Kampf in der Ukraine                  | 15. Juni 2017             | – |
| 57         | 57        | Zurück nach Albanien – Wenn der Traum von Deutschland zerplatzt                     | 16. Juni 2017             | Christian Gropper |
| 58         | 58        | Parkour als Rettung – Der Kampf um Neapels verlorene Jugend                         | 19. Juni 2017             | Denise Dismer |
| 59         | 59        | Die Millionärs-Jägerinnen – Wie angle ich mir einen Oligarchen?                     | 20. Juni 2017             | Joana Jäschke |
| 60         | 60        | Zu gut für die Tonne – Kampf der Lebensmittelverschwendung                          | 21. Juni 2017             | Albert Knechtel |
| 61         | 61        | Die Stille nach dem Beben – Über den schwierigen Neuanfang in Mittelitalien         | 22. Juni 2017             | Philipp Grüll, Karl Hoffmann |
| 62         | 62        | Wanderer gegen Mountainbiker – Showdown in den Alpen                                | 26. Juni 2017             | Frank Gensthaler |
| 63         | 63        | Kampf auf der Klippe – Die Muschelfischerinnen von Galicien                         | 28. Juni 2017             | Manfred Uhlig |
| 64         | 64        | Wenn der Boden zur Ware wird – Rumäniens Agrarland im Ausverkauf                    | 29. Juni 2017             | Detlev Konnerth |
| 65         | 65        | Die Dicken kicken – Wie Briten gegen ihr Fett kämpfen                               | 30. Juni 2017             | Stefan Maier |
| 66         | 66        | Touristen gegen Anwohner – Wem gehören die Städte?                                  | 3. Juli 2017              | Janin Renner, Britta Behrendt, Christoph Pöthke |
| 67         | 67        | Mission Schwarze Tulpe – Vermisstensuche im ukrainischen Kriegsgebiet               | 4. Juli 2017              | Galina Breitkreuz |
| 68         | 68        | G20 in Hamburg – Countdown für den Gipfel                                           | 6. Juli 2017              | John A. Kantara, Michael Fräntzel |
| 69         | 69        | Aufbruch statt Angst – Homo-Liebe im strengen Albanien                              | 7. Juli 2017              | Ulf Eberle, Katharina Gugel |
| 70         | 70        | Urlaub trotz Terror – Tourismus in Tunesien                                         | 10. Juli 2017             | Marie Villetelle |
| 71         | 71        | G20 – Der Kampf um die Bilder                                                       | 11. Juli 2017             | Ira Beetz, Kirsten Hoehne, Stephan Lamby, Anna Sadovnikova, Kay Siering, Steffen Vogel, Nicola Burfeindt, Denise Jacobs, Henrik Neumann, Kathrin Sänger, Torge Wittern-Kochs |
| 72         | 72        | Mit den Waffen einer Frau – Die neuen Strategien der extremen Rechten               | 12. Juli 2017             | Manuel Gogos |
| 73         | 73        | Bürokratie als Waffe – Pastor Ivanyi und die ungarische Politik                     | 13. Juli 2017             | Andrea Morgenthaler |
| 74         | 74        | Zu früh geboren – Der schwere Start ins Leben                                       | 14. Juli 2017             | Antje Büll |
| 75         | 75        | Erdogans Geiseln – Mutige Frauen von Gefangenen                                     | 17. Juli 2017             | Lourdes Picareta |
| 76         | 76        | Colonia Dignidad – Opfer bis heute                                                  | 28. Aug. 2017             | Mattias Ebert |
| 77         | 77        | Krieg gegen Uber & Co – Spaniens Taxifahrer machen mobil                            | 29. Aug. 2017             | Karsten Gravert, Dawid Romanowski |
| 78         | 78        | Frisuren für ein neues Ich – Wie die "Barber Angels" Obdachlosen helfen             | 30. Aug. 2017             | Denise Jacobs |
| 79         | 79        | Der Sound von Tiflis – Georgien im Umbruch                                          | 31. Aug. 2017             | Boris Quatram |
| 80         | 80        | Kreativ gegen Hass – Schluss mit Hetze im Internet                                  | 1. Sep. 2017              | Caroline Wenzel |
| 81         | 81        | Nordirlands zerbrechlicher Frieden – Ein eingefrorener Konflikt                     | 4. Sep. 2017              | Christian Frey |
| 82         | 82        | Leben ohne Konsum – Die Vision von der Selbstversorgung                             | 5. Sep. 2017              | Tanja Dammertz |
| 83         | 83        | Gegen die Marihuana-Mafia – Wo Cannabis und Kriminalität blühen                     | 6. Sep. 2017              | Philipp Grüll, Karl Hoffmann |
| 84         | 84        | Kampf ums Wasser – Olivenanbau extrem in Andalusien                                 | 7. Sep. 2017              | Bettina Pohlmann |
| 85         | 85        | Dick und schön! – Frauen im Kampf gegen den Schlankheitswahn                        | 8. Sep. 2017              | Claudia Bäckmann |
| 86         | 86        | Waldbrände in Portugal – Die Wahrheit hinter der Katastrophe                        | 11. Sep. 2017             | Steffi Illinger |
| 87         | 87        | Russlanddeutsche vor der Wahl – Im Fadenkreuz der Propaganda?                       | 12. Sep. 2017             | Manuela Roppert |
| 88         | 88        | Jagd auf Vogeljäger – Kampf gegen den Vogelmord auf Malta                           | 13. Sep. 2017             | J. Michael Schumacher |
| 89         | 89        | Der letzte Umzug – Abenteuer Altenheim in Osteuropa                                 | 14. Sep. 2017             | Jens Nicolai |
| 90         | 90        | Gerüstet für die Apokalypse – Unter Preppern                                        | 15. Sep. 2017             | Volker Heimann |
| 91         | 91        | Walfang auf Färöer – Tradition oder Tierquälerei?                                   | 18. Sep. 2017             | Lutz Gregor |
| 92         | 92        | Mallorca am Limit – Kampf ums Urlaubsparadies                                       | 19. Sep. 2017             | Lena Breuer, Philipp Juranek |
| 93         | 93        | Polens Naturerbe in Gefahr – Der Kampf um den letzten Urwald Europas                | 20. Sep. 2017             | Tom Fugmann |
| 94         | 94        | Leben ohne Ackergift – Das unbeugsame Dorf im Vinschgau                             | 21. Sep. 2017             | Ralph Weihermann, Alexander Schiebel |
| 95         | 95        | Deutschland wählt – Europa fiebert mit                                              | 22. Sep. 2017             | Antje Diller-Wolff, Daniel Böhm, Denise Jacobs |
| 96         | 96        | Streit um Katalonien – Eine Nonne kämpft für die Unabhängigkeit                     | 25. Sep. 2017             | Peter Podjavorsek, Veronica Frenzel |
| 97         | 97        | Schuften im Paradies – Die Saisonarbeiter von Santorin                              | 26. Sep. 2017             | Julia Benkert |
| 98         | 98        | Hochzeit alla Napoletana – Ein Fest zwischen Traum und Wirklichkeit                 | 27. Sep. 2017             | Raffaele Brunetti, Enrico Nocera |
| 99         | 99        | Kuriere am Limit? – Heiße Ware per Fahrrad                                          | 28. Sep. 2017             | Simone Brannahl |
| 100        | 100       | Die Minenräumer von Bosnien – Der Kampf gegen einen unsichtbaren Feind              | 29. Sep. 2017             | Dietmar Klumpp |
| 101        | 101       | Weizen oder Wohnen? – Bauern gegen Städteplaner                                     | 2. Okt. 2017              | Sabine Lindlbauer |
| 102        | 102       | Im Urlaub Gutes tun – Junge Freiwillige in Kambodscha                               | 3. Okt. 2017              | Claudia Bäckmann |
| 103        | 103       | Heißer Herbst in Frankreich – Gewerkschafter gegen Macrons Reformen                 | 4. Okt. 2017              | Katja-Christiane Vogler, Sandra Aïd |
| 104        | 104       | Tod auf Rezept – Wie wollen wir sterben?                                            | 5. Okt. 2017              | Liz Wieskerstrauch |
| 105        | 105       | Die AfD im Bundestag – Zeitenwende in Berlin?                                       | 6. Okt. 2017              | Daniel Böhm, Detlev Konnerth, Frank Zintner |
| 106        | 106       | Das Land der Alten – Moldaus verlassene Generation                                  | 9. Okt. 2017              | Vivien Pieper |
| 107        | 107       | Überleben in Venedig – Einwohner wehren sich gegen Massentourismus                  | 10. Okt. 2017             | Susanna Zdrzalek |
| 108        | 108       | Mit Worten gegen den IS – Eine Jesidin erhebt die Stimme                            | 11. Okt. 2017             | Esther Saoub, Joachim Auch |
| 109        | 109       | Adios Toreros? – Spaniens Streit um den Stierkampf                                  | 12. Okt. 2017             | Maria-Christina Degen |
| 110        | 110       | Tiroler Bauern gegen Stromkonzern – Der lange Schatten der NS-Zeit                  | 13. Okt. 2017             | Almut Gronauer |
| 111        | 111       | Neue Fleischeslust – Europas Metzger-Revival                                        | 16. Okt. 2017             | Frauke Schlieckau, Lutz Ehrlich |
| 112        | 112       | Gekaufte Bräute – Bulgariens Roma-Heiratsmarkt                                      | 17. Okt. 2017             | Volker Heimann |
| 113        | 113       | Jäger ohne Chance – Die cleveren Wildschweine von Usedom                            | 18. Okt. 2017             | Lutz G. Wetzel |
| 114        | 114       | Der tschechische Trump – Andrej Babiš und der Storchennest-Fall                     | 19. Okt. 2017             | Ben Arnold |
| 115        | 115       | Karriere trotz Kind – Wie sich Familie und Beruf vereinbaren lassen                 | 20. Okt. 2017             | Dominic Egizzi |
| 116        | 116       | Lachen gegen Orbán – Wenn Satire Partei ergreift                                    | 23. Okt. 2017             | Jascha Hannover, Katalin Pázmándy |
| 117        | 117       | Schulen für Afghanistan – Ein deutsches Erfolgsmodell vor dem Aus                   | 24. Okt. 2017             | Carsten Stormer, Katrin Sandmann |
| 118        | 118       | Weil Du Jude bist – Die Geschichte von Oscar, Opfer von Antisemitismus              | 26. Okt. 2017             | Katrin Sandmann |
| 119        | 119       | Die Unbestechliche von Bukarest – Eine Staatsanwältin im Kampf gegen die Korruption | 27. Okt. 2017             | Alina Teodorescu, Dimitrie Iordanesco |
| 120        | 120       | Profi im Abseits – Der Fall des Fußballers Änis Ben-Hatira                          | 30. Okt. 2017             | Matthias Ebert |
| 121        | 121       | Reedereien in schwerer See – Ausgeflaggt und abgewrackt                             | 31. Okt. 2017             | Steven Galling, Cordula Stadter |
| 122        | 122       | Mutter und Gendarm – Frankreichs neue Reservisten                                   | 1. Nov. 2017              | Sandra Aïd |
| 123        | 123       | Retter oder Schlepper? – Flüchtlingshelfer in der Kritik                            | 2. Nov. 2017              | Emanuela Casentini, Claas Meyer-Heuer |
| 124        | 124       | Mehr Geld für Bauern – Fair statt billig                                            | 3. Nov. 2017              | Stefanie Fleischmann, Marie Villetelle |
| 125        | 125       | Der Kampf um die Kohle – Wie Heimat zerstört wird                                   | 6. Nov. 2017              | Theo Heyen |
| 126        | 126       | Wenn Boden zur Ware wird – Rumäniens Agrarflächen vor dem Ausverkauf                | 7. Nov. 2017              | Detlev Konnerth |
| 127        | 127       | Katholisch, weiblich, jung – Eine Frau kämpft ums Priesteramt                       | 8. Nov. 2017              | Dorothea Windolf |
| 128        | 128       | Ehe "light" – Die etwas andere Art zu heiraten                                      | 9. Nov. 2017              | Utta Seidenspinner, Christian Bock |
| 129        | 129       | Zerreißprobe Unabhängigkeit – Kataloniens gespaltene Familien                       | 10. Nov. 2017             | Marilina Görz y Moratalla, Marcel Kolvenbach |
| 130        | 130       | Leben mit dem Terror – Das Trauma der Augenzeugen                                   | 13. Nov. 2017             | Marta Schröer |
| 131        | 131       | Tödliche Raserei – Harte Strafen für illegale Rennen                                | 14. Nov. 2017             | Frank Gensthaler |
| 132        | 132       | Let's talk about Sex – Mit Aufklärung gegen Teenagerschwangerschaften               | 15. Nov. 2017             | Robert Jahn |
| 133        | 133       | Einsatz unter Lebensgefahr – Deutsche Helfer im Irak                                | 16. Nov. 2017             | Andreas Lünser |
| 134        | 134       | Klimaschutz im Ausverkauf? – Einblicke in die UN-Klimakonferenz                     | 17. Nov. 2017             | Michael Fräntzel, Marta Schröer, Frank Zintner |
| 135        | 135       | Mehr Security, keine Angst? – Der Boom der Sicherheitsbranche                       | 20. Nov. 2017             | Petra Cyrus |
| 136        | 136       | Auf dem Rücken der Frauen – Die Lastenträgerinnen von Melilla                       | 22. Nov. 2017             | Bettina Haasen |
| 137        | 137       | Bernstein-Fieber – Illegaler Raubbau in der Ukraine                                 | 23. Nov. 2017             | Anna Sadovnikova |
| 138        | 138       | Lust aufs Land – Wie sich Dörfer neu erfinden                                       | 24. Nov. 2017             | Birgit Tanner, Cordula Stadter |
| 139        | 139       | Abgefischt! – Kormorane und Fischotter im Jagdfieber                                | 27. Nov. 2017             | Bettina Renner |
| 140        | 140       | Chinesen auf Einkaufstour – Die Weinregion Bordeaux im Wandel                       | 28. Nov. 2017             | Jörg Daniel Hissen |
| 141        | 141       | Per Mausklick zum Welpen – Das mafiöse Online-Geschäft mit der Ware Hund            | 29. Nov. 2017             | Christian Frey |
| 142        | 142       | Fit für die Firma – Die optimierten Angestellten                                    | 30. Nov. 2017             | Reinhild Dettmer-Finke |
| 143        | 143       | Bärenjagd in Rumänien – Der Kampf um die Abschussquote                              | 1. Dez. 2017              | Martin Jabs |
| 144        | 144       | Die vergessenen Kinder – Europas Versagen in der Flüchtlingskrise                   | 4. Dez. 2017              | Lourdes Picareta |
| 145        | 145       | Mussolini als Souvenir – Italiens faschistisches Erbe                               | 5. Dez. 2017              | Dominic Egizzi |
| 146        | 146       | Sex an der Grenze – Käufliche Liebe in La Jonquera                                  | 7. Dez. 2017              | Albert Knechtel |
| 147        | 147       | Lieferwahnsinn – Wege aus dem Zustellchaos                                          | 8. Dez. 2017              | Thomas Langelage |
| 148        | 148       | Gewalt gegen Kinder – Wenn Eltern zu Tätern werden                                  | 11. Dez. 2017             | Liz Wieskerstrauch |
| 149        | 149       | Mord auf Malta – Wie korrupt ist die Insel?                                         | 12. Dez. 2017             | Ellen Trapp |
| 150        | 150       | Nur Platz für Millionäre? – Wohnungsnot in London                                   | 13. Dez. 2017             | Dirk Schraeder |
| 151        | 151       | Jagd auf Serieneinbrecher – Eine Soko bekämpft internationale Banden                | 14. Dez. 2017             | Beate Schwarz |
| 152        | 152       | Kickboxen gegen Hass – Der harte Kampf um Integration in Österreich                 | 18. Dez. 2017             | Caroline Wenzel |
| 153        | 153       | Grundeinkommen bedingungslos – Das finnische Experiment                             | 19. Dez. 2017             | Claudia Bäckmann |
| 154        | 154       | Russlands Atomkatastrophe – Auf den Spuren des vertuschten GAUs von Majak           | 20. Dez. 2017             | Susanna Dörhage |
| 155        | 155       | Polen vor der Zerreißprobe – Eine Frau kämpft um ihr Land                           | 21. Dez. 2017             | Annette Dittert |
| 156        | 156       | Wem gehört Jerusalem? – Kampf um einen Sehnsuchtsort                                | 22. Dez. 2017             | Katrin Sandmann |

## 2018
| Nr. (ges.) | Nr. (St.) | Originaltitel                                                                    | Erstausstrahlung D (arte) | Drehbuch                                          |
| ---------- | --------- | -------------------------------------------------------------------------------- | ------------------------- | ------------------------------------------------- |
| 157        | 1         | Schluss mit "Made in Germany"? – Chinas Run auf den Mittelstand                  | 8. Jan. 2018              | Gisela Baur, Ralph Gladitz                        |
| 158        | 2         | Kein Land für Rentiere? – Samische Hirten gegen den norwegischen Staat           | 9. Jan. 2018              | Simone Brannahl                                   |
| 159        | 3         | Gebet statt Alkohol – Mönche gegen Litauens Suchtproblem                         | 10. Jan. 2018             | Vivien Pieper                                     |
| 160        | 4         | Mieten unbezahlbar – Wie der Brexit Wohnen in Europa teurer macht                | 11. Jan. 2018             | Adrian Oeser                                      |
| 161        | 5         | Radikalisierung in Bosnien – Islamisten auf dem Vormarsch                        | 15. Jan. 2018             | Markus Reichert, Eldin Hadžović                   |
| 162        | 6         | Klassenkampf mit Bioseife – Eine griechische Fabrik in Arbeiterhand              | 16. Jan. 2018             | Karsten Gravert, Dawid Romanowski                 |
| 163        | 7         | Gottes Gastarbeiter – Ausländische Pfarrer in Bayern                             | 17. Jan. 2018             | Isabella Kroth                                    |
| 164        | 8         | Spiel bis zum Tod – Was steckt hinter dem Hashtag #Blauerwal?                    | 18. Jan. 2018             | Elisabeth Lehmann                                 |
| 165        | 9         | Reichsbürger gegen den Staat – Eine Gefahr für die Demokratie?                   | 22. Jan. 2018             | Jörg Meyerhoff                                    |
| 166        | 10        | Italiens verlorene Jugend – Auswandern als Chance                                | 23. Jan. 2018             | Denise Jacobs                                     |
| 167        | 11        | Vorsicht, der Mehlwurm kommt! – Das Essen der Zukunft?                           | 24. Jan. 2018             | Norbert Lübbers                                   |
| 168        | 12        | Klassenfahrt nach Auschwitz – Deutsche Jugendliche und der Holocaust             | 26. Jan. 2018             | Marta Schröer                                     |
| 169        | 13        | Impfgegner auf dem Vormarsch – Keine Nadel in mein Kind!                         | 29. Jan. 2018             | Claudia Bäckmann, Lutz Ehrlich                    |
| 170        | 14        | Alpen in Gefahr – Der Klimawandel in den Schweizer Bergen                        | 31. Jan. 2018             | Bettina Pohlmann                                  |
| 171        | 15        | Zu jung zum Sterben! – Junge Erwachsene kämpfen gegen Krebs                      | 2. Feb. 2018              | Liz Wieskerstrauch                                |
| 172        | 16        | Bitte eine Niere – Organspende via Facebook                                      | 5. Feb. 2018              | Sandra Aïd                                        |
| 173        | 17        | Nur die Ruhe! – Die Neuentdeckung der Langsamkeit                                | 6. Feb. 2018              | Anna Aumüller                                     |
| 174        | 18        | Kampf dem Kinderspeck – Wie Schüler in Finnland spielend schlank werden          | 8. Feb. 2018              | Tom Ockers                                        |
| 175        | 19        | Umzug ins Mikrohaus – Antworten auf Europas Wohnungskrise                        | 13. Feb. 2018             | Joana Jäschke, Esther Saoub                       |
| 176        | 20        | Weniger ist mehr – Vom Glück, anders zu wirtschaften                             | 15. Feb. 2018             | Denise Dismer                                     |
| 177        | 21        | Schweine in Gefahr – Wie Europa mit der Seuche umgeht                            | 20. Feb. 2018             | Jens Niehuss, Laura Zirkel                        |
| 178        | 22        | Europas Sozis in der Krise – Zwischen Macht und Ohnmacht                         | 23. Feb. 2018             | Romy Straßenburg                                  |
| 179        | 23        | Junge? Mädchen? Egal! – Schweden ringt um Gleichberechtigung                     | 26. Feb. 2018             | Norbert Lübbers, Philipp Juranek                  |
| 180        | 24        | Köche unter Dampf – Sterneboykott in der Spitzengastronomie                      | 28. Feb. 2018             | Jörg Daniel Hissen                                |
| 181        | 25        | Rundfunkgebühr abschaffen? – Die Schweiz vor der Entscheidung                    | 2. März 2018              | Andrea Morgenthaler                               |
| 182        | 26        | Grenzrebellen – Flüchtlingsretter in den französischen Alpen                     | 5. März 2018              | Lourdes Picareta                                  |
| 183        | 27        | Mach mich nicht an! – London im Zeichen von #MeToo                               | 6. März 2018              | Nils Casjens                                      |
| 184        | 28        | Die Last der Schulden – Wenn das Geld nicht reicht                               | 7. März 2018              | –                                                 |
| 185        | 29        | Leben im Laster – Der harte Alltag osteuropäischer LKW-Fahrer                    | 9. März 2018              | Mareike Wilms, Diana Löbl, Peter Onneken          |
| 186        | 30        | Generation Putin – Russlands Jugend vor der Wahl                                 | 13. März 2018             | Joana Jäschke                                     |
| 187        | 31        | Eine Klinik in Jerusalem – Ärzte überwinden politische Schranken                 | 15. März 2018             | Detlev Konnerth                                   |
| 188        | 32        | Kleiderschrank der Zukunft – Schluss mit den Wegwerfklamotten!                   | 16. März 2018             | –                                                 |
| 189        | 33        | Die Gier der Konzerne – Eva Joly gegen die Steuerflucht der Multis               | 20. März 2018             | Frédérique Zingaro, Mathilde Bonnassieux          |
| 190        | 34        | Zuhause alt werden – Helfer statt Heim                                           | 22. März 2018             | Tanja von Ungern-Sternberg                        |
| 191        | 35        | Fahren ohne Fahrschein – Ist kostenloser Nahverkehr die Zukunft?                 | 27. März 2018             | Johannes Backes, Julia Meyer                      |
| 192        | 36        | Schokolade ohne Reue – Ist fairer Genuss möglich?                                | 29. März 2018             | Boris Quatram                                     |
| 193        | 37        | Die Wende des R. Ménard – Von der linken Ikone zum Rechtspopulisten              | 3. Apr. 2018              | David Muntaner                                    |
| 194        | 38        | Die perfekte Welle – Big Wave Surfing in Portugal                                | 5. Apr. 2018              | Frank Gensthaler                                  |
| 195        | 39        | Geld, Gier und Gewissen – Die Korruptionsjäger der Ukraine                       | 9. Apr. 2018              | –                                                 |
| 196        | 40        | Der große Frauenstreik – Junge Spanierinnen machen Politik                       | 11. Apr. 2018             | Sabine Jainski, Ilona Kalmbach                    |
| 197        | 41        | Stadt, Land, Flut – Neue Methoden bei Hochwasser                                 | 13. Apr. 2018             | Stefanie Fleischmann, Alois Berger                |
| 198        | 42        | Kulturkampf in Lettland – Angst vor der russischen Minderheit                    | 16. Apr. 2018             | Susanne Roser                                     |
| 199        | 43        | Klappt die Inklusion? – Eine Schule für alle Kinder                              | 17. Apr. 2018             | –                                                 |
| 200        | 44        | Fairer Job – Chancengleich am Arbeitsplatz                                       | 19. Apr. 2018             | Insa Onken                                        |
| 201        | 45        | Fischen unter Polizeischutz – Wem gehört der Golf von Piran?                     | 23. Apr. 2018             | Mathias Frick                                     |
| 202        | 46        | Reparieren wird belohnt – Weiternutzen statt wegwerfen                           | 25. Apr. 2018             | Christian Bock, Birgit Tanner                     |
| 203        | 47        | Die Bitcoin-Millionäre – Mit vollem Einsatz ins Risiko                           | 27. Apr. 2018             | Maria-Christina Degen                             |
| 204        | 48        | Schwedens neues Sex-Gesetz – Der Staat an der Bettkante                          | 30. Apr. 2018             | –                                                 |
| 205        | 49        | Der Traum vom Paradies – Aussteiger auf La Gomera                                | 1. Mai 2018               | Silvia Kaiser                                     |
| 206        | 50        | Bürger gegen Korruption – Die Slowakei nach dem Journalistenmord                 | 3. Mai 2018               | Kristina Forbat                                   |
| 207        | 51        | Gutes Essen, gute Arbeit – Kreative Köche revolutionieren die Kantine            | 4. Mai 2018               | Anna Aumüller                                     |
| 208        | 52        | Omas gegen Rechts – Österreichs Rentner rebellieren                              | 7. Mai 2018               | Tita von Hardenberg, Lutz Ehrlich                 |
| 209        | 53        | Leben im Ausnahmezustand – Israelis, Palästinenser und der Gaza-Streifen         | 8. Mai 2018               | Katrin Sandmann                                   |
| 210        | 54        | Schläge und Schweigen – Polnische Frauen begehren auf!                           | 10. Mai 2018              | Vivien Pieper                                     |
| 211        | 55        | Gut vernetzt im Alter – Smarte Technik für Senioren                              | 11. Mai 2018              | –                                                 |
| 212        | 56        | Fünf Sterne für Rom – Italiens Populisten greifen nach der Macht                 | 15. Mai 2018              | –                                                 |
| 213        | 57        | Pfleger verzweifelt gesucht – Lösen Zugewanderte den Notstand?                   | 16. Mai 2018              | –                                                 |
| 214        | 58        | Bürger machen Politik – Neue Perspektiven für die Banlieue?                      | 17. Mai 2018              | Sabine Jainski, Ilona Kalmbach                    |
| 215        | 59        | Englands Streit um Eichhörnchen – Verdrängen die Grauen die Roten?               | 18. Mai 2018              | –                                                 |
| 216        | 60        | Aufstand der Zimmermädchen – Ausbeutung in Spaniens Urlaubsparadiesen            | 22. Mai 2018              | –                                                 |
| 217        | 61        | Mein Geld tut Gutes – Nachhaltiges Sparen und Finanzieren                        | 24. Mai 2018              | Claus Wischmann, Jessica Krauss                   |
| 218        | 62        | Mein Bauch gehört mir! – Ein Referendum spaltet Irland                           | 25. Mai 2018              | Astrid Reinberger                                 |
| 219        | 63        | Helfen oder wegschauen? – Mut zur Zivilcourage                                   | 28. Mai 2018              | –                                                 |
| 220        | 64        | Die rebellische Insel – Korsikas Kampf um Autonomie                              | 29. Mai 2018              | –                                                 |
| 221        | 65        | Kampf um eine saubere Lagune – Spanische Küstenbewohner gegen die Agrarindustrie | 31. Mai 2018              | Marilina Görz y Moratalla, Marcel Kolvenbach      |
| 222        | 66        | Faire Arbeit, gerechter Lohn – Wie der Job uns glücklich machen kann             | 1. Juni 2018              | Carsten Binsack                                   |
| 223        | 67        | Faszination Guinness – Die Jagd nach den Rekorden                                | 4. Juni 2018              | Carsten Binsack                                   |
| 224        | 68        | Frankreichs Armenhaus – Die Insel Mayotte im Indischen Ozean                     | 5. Juni 2018              | Lourdes Picareta                                  |
| 225        | 69        | Schöne neue Pflegewelt? – Digitalisierung im Altenheim                           | 6. Juni 2018              | Isabella Kroth                                    |
| 226        | 70        | Null Müll – Schluss mit dem Abfallwahnsinn                                       | 8. Juni 2018              | Dominic Egizzi                                    |
| 227        | 71        | Gemeinsam einsam – Großbritanniens Kampf gegen das Alleinsein                    | 11. Juni 2018             | Denise Jacobs                                     |
| 228        | 72        | Grausames Ritual – Beschnittene Mädchen suchen Hilfe in Deutschland              | 12. Juni 2018             | Ulrich Hagmann                                    |
| 229        | 73        | Traummann im Westen? – Rumäniens Frauen suchen das Weite                         | 13. Juni 2018             | Patricia Corniciuc                                |
| 230        | 74        | Leben vom Überfluss – Warum alle die Tafel brauchen                              | 14. Juni 2018             | Julia Hurtzig                                     |
| 231        | 75        | Kampf um die Kurve – Rechte Fußballfans in Italien                               | 18. Juni 2018             | Michael Richter                                   |
| 232        | 76        | Auf den Hund gekommen – Die Tierretter vom Goldstrand                            | 20. Juni 2018             | Jens Niehuss, Marcel Martschoke                   |
| 233        | 77        | Tötung aus Verzweiflung? – Gattenmörderinnen in Rumänien                         | 21. Juni 2018             | Katrin Molnár                                     |
| 234        | 78        | Arbeiten mit Handicap – Behinderung als Jobchance                                | 22. Juni 2018             | –                                                 |
| 235        | 79        | Uran-Mine vor der Haustür – Streit um Spaniens Salamanca-Projekt                 | 25. Juni 2018             | Sandra Aïd                                        |
| 236        | 80        | Der Wanderimker – Bienen für die Bauern                                          | 26. Juni 2018             | Daye di Simoni                                    |
| 237        | 81        | Alternative zum Rausch – Drogenhilfe für junge Menschen                          | 27. Juni 2018             | Yves Schurzmann                                   |
| 238        | 82        | Abgeschoben ... und dann? – Afghanen zwischen Flucht und Neuanfang               | 29. Juni 2018             | Katrin Sandmann                                   |
| 239        | 83        | Retter alter Steine – Europäisches Kulturerbe in Gefahr                          | 3. Juli 2018              | Marie Villetelle                                  |
| 240        | 84        | Müllkippe Nordsee – Gefährliche Geisternetze                                     | 4. Juli 2018              | –                                                 |
| 241        | 85        | Schmelzende Arktis – Mit Klimaforschern im Reich der Eisbären                    | 5. Juli 2018              | Peter Prestel, Karsten Schwanke                   |
| 242        | 86        | SOS Notaufnahme – Ambulanzen am Limit                                            | 6. Juli 2018              | –                                                 |
| 243        | 87        | Gift im Honig, tote Bienen – Rumänische Imker schlagen Alarm!                    | 9. Juli 2018              | Susanne Roser                                     |
| 244        | 88        | Die alternative Fußball-WM – Kicken für die Unabhängigkeit                       | 12. Juli 2018             | –                                                 |
| 245        | 89        | Slow Food oder Show Food – Bolognas schöne neue Feinkostwelt                     | 13. Juli 2018             | –                                                 |
| 246        | 90        | Der NSU-Prozess und die Opfer – Das lange Leiden der Angehörigen                 | 16. Juli 2018             | Eva Frisch, Alf Meier, Eckhart Querner            |
| 247        | 91        | Europas letzter wilder Fluss – Bedroht ein Staudamm Albaniens Natur?             | 17. Juli 2018             | Bettina Pohlmann                                  |
| 248        | 92        | Schöner sterben – Ein junger Bestatter und seine Mission                         | 18. Juli 2018             | Tita von Hardenberg                               |
| 249        | 93        | Mutig gegen Rechtsrock – Eine Kleinstadt wehrt sich                              | 19. Juli 2018             | Adrian Oeser, Ulrike Bremer                       |
| 250        | 94        | Ackern für die Zukunft – Gartenvielfalt ohne Chemie                              | 20. Juli 2018             | Stefanie Fleischmann, Adama Ulrich                |
| 251        | 95        | Der Jude und sein Dorf – Besuch in Deutschland                                   | 13. Aug. 2018             | Marco Giacopuzzi                                  |
| 252        | 96        | Schluss mit Schmiergeld – Griechen gegen Korruption                              | 14. Aug. 2018             | –                                                 |
| 253        | 97        | Abitur unterm Halbmond – 150 Jahre Deutsche Schule in Istanbul                   | 15. Aug. 2018             | Oliver Mayer-Rüth                                 |
| 254        | 98        | Hexe als Beruf – Rumänien zwischen Magie und Aberglaube                          | 16. Aug. 2018             | Pierre Lascar, Ilioné Schulz                      |
| 255        | 99        | Hausbesetzer auf Mallorca – Eigentümer machtlos                                  | 17. Aug. 2018             | –                                                 |
| 256        | 100       | Eine unmögliche Reise? – Nidal will zurück nach Gaza                             | 20. Aug. 2018             | Vanessa Schlesier                                 |
| 257        | 101       | Rom räumt auf – Bürger gegen den Verfall ihrer Stadt                             | 21. Aug. 2018             | Chiara Sambuchi                                   |
| 258        | 102       | Arme Rentner, reiche Rentner – Wege aus der Armutsfalle                          | 22. Aug. 2018             | Thilo Thielke, Carmen Schumacher                  |
| 259        | 103       | Asyl nach Taufe – Wenn Flüchtlinge zum Christentum konvertieren                  | 23. Aug. 2018             | Mayalen de Castelbajac, Constance de Bonnaventure |
| 260        | 104       | Jagd nach dem Sturm – Dem Extremwetter auf der Spur                              | 24. Aug. 2018             | Katja-Christiane Vogler                           |
| 261        | 105       | Lockruf aufs Land – Wie junge Mediziner wieder Hausarzt werden                   | 27. Aug. 2018             | Frank Zintner                                     |
| 262        | 106       | Italiens kleine Gangster – Ein Verein rettet sie vor der Mafia                   | 28. Aug. 2018             | Lutz Gregor                                       |
| 263        | 107       | Single, 60plus, sucht! – Senioren auf Partnersuche                               | 29. Aug. 2018             | Jens Nicolai                                      |
| 264        | 108       | Die Multi-Kulti-Macher – Wie kann Integration gelingen?                          | 30. Aug. 2018             | Birgit Tanner, Carmen Schumacher                  |
| 265        | 109       | Gute Windkraft, böse Windkraft – Zwei Dörfer und der Ökostrom                    | 31. Aug. 2018             | –                                                 |
| 266        | 110       | Bildung mit Leidenschaft – Gleiche Chancen für alle Schüler                      | 3. Sep. 2018              | –                                                 |
| 267        | 111       | Traumfrauen aus Silikon – Wenn Männer Puppen lieben                              | 4. Sep. 2018              | Claudia Bäckmann, Christoph Pöthke                |
| 268        | 112       | Taxifahrerinnen in Istanbul – Zwischen Machos und Klischees                      | 5. Sep. 2018              | Katharina Willinger                               |
| 269        | 113       | Rebellen lieben Cash – Pro und contra Bargeld in Schweden                        | 6. Sep. 2018              | William Irigoyen, Christian Gierow                |
| 270        | 114       | Wunder gegen Bares – Ein ukrainischer Prediger bekommt Gegenwind                 | 7. Sep. 2018              | –                                                 |
| 271        | 115       | Ausweg aus der Mietmisere – Letzte Chance Wohnungstausch?                        | 10. Sep. 2018             | Manuela Roppert                                   |
| 272        | 116       | Islands Touristenretter – Einsatz in der Wildnis                                 | 11. Sep. 2018             | Marta Schröer                                     |
| 273        | 117       | Armeniens Aufbruch – Chance und Risiko im Schatten Russlands                     | 12. Sep. 2018             | –                                                 |
| 274        | 118       | Alltag für Demenzkranke – Eine Frage der Würde                                   | 13. Sep. 2018             | Tanja von Ungern-Sternberg                        |
| 275        | 119       | Die Fischer von Ischia – Jäger der verlorenen Schätze                            | 14. Sep. 2018             | –                                                 |
| 276        | 120       | Integration mit Ziegenkäse – Eine Äthiopierin in den Alpen                       | 17. Sep. 2018             | Andreas Pichler                                   |
| 277        | 121       | Flüchtlinge statt Touristen – Ist Lesbos noch zu retten?                         | 18. Sep. 2018             | Antje Büll                                        |
| 278        | 122       | Generation Nichtschwimmer? – Marseilles marode Hallenbäder                       | 19. Sep. 2018             | Sandra Aïd                                        |
| 279        | 123       | Urlaub in Tschernobyl – Tourismus und Alltag in der Sperrzone                    | 20. Sep. 2018             | Markus Augé                                       |
| 280        | 124       | Invasion der Sumpfkrebse – Von der Plage zur Delikatesse                         | 21. Sep. 2018             | Carsten Binsack                                   |
| 281        | 125       | Liebe halal – Muslimische Hochzeiten in England                                  | 24. Sep. 2018             | Astrid Reinberger                                 |
| 282        | 126       | Dicke Luft! – Der Kampf gegen den Transitverkehr                                 | 25. Sep. 2018             | Susanne Roser                                     |
| 283        | 127       | Rebell im Priestergewand – Pater Ángel und seine offene Kirche                   | 26. Sep. 2018             | Gordian Arneth                                    |
| 284        | 128       | Evgenia gibt nicht auf – Leere Netze in der Ägäis                                | 27. Sep. 2018             | Caroline Wenzel                                   |
| 285        | 129       | Wo der Balkan bebt – Das Trompetenfestival in Guča                               | 28. Sep. 2018             | Tim Hamelberg                                     |
| 286        | 130       | Der große Run auf die Berge – Neue Herausforderungen für die Retter              | 1. Okt. 2018              | Kathrin Denk, Michael Düchs                       |
| 287        | 131       | Gegen Homo-Hass in Russland – Franzosen retten verfolgte Homosexuelle            | 2. Okt. 2018              | –                                                 |
| 288        | 132       | Der digitale Bauer – Hightech in der Landwirtschaft                              | 3. Okt. 2018              | Stefan Maier                                      |
| 289        | 133       | Letzte Chance zum Babyglück – Fürs Wunschkind nach Tschechien                    | 4. Okt. 2018              | Antje Dunkhase                                    |
| 290        | 134       | Die Würde der Kuh – Ein Schweizer kämpft für Rinder mit Hörnern                  | 5. Okt. 2018              | –                                                 |
| 291        | 135       | Streit um Camembert – Die Käse-Krieger                                           | 9. Okt. 2018              | Christian Frey                                    |
| 292        | 136       | Georgien im Aufbruch – Land zwischen Europa und Stalin                           | 10. Okt. 2018             | Dirk Schraeder                                    |
| 293        | 137       | Städte für Bürger! – Wenn Einwohner Lebensräume selbst gestalten                 | 11. Okt. 2018             | –                                                 |
| 294        | 138       | Abgetorft! – Legen deutsche Unternehmen das Baltikum trocken?                    | 12. Okt. 2018             | Susanne Brahms, Rainer Krause                     |
| 295        | 139       | Jagd auf Journalisten – Montenegro und die Pressefreiheit                        | 15. Okt. 2018             | Eberhard Rühle                                    |
| 296        | 140       | Jenseits der Hecke – Clash der Kulturen im Kleingarten                           | 16. Okt. 2018             | Ina Kessebohm                                     |
| 297        | 141       | Leben vom Müll der anderen – Die Abfallsammler von Rumänien                      | 17. Okt. 2018             | Katrin Molnár, Paul Tutsek                        |
| 298        | 142       | Leben bis zuletzt – Vom Umgang mit dem Tod                                       | 18. Okt. 2018             | –                                                 |
| 299        | 143       | Balkan Rallye – 4000 Kilometer durch den wilden Osten                            | 19. Okt. 2018             | Vivien Pieper                                     |
| 300        | 144       | Leben ohne Versicherung – Kein Geld für die Krankenkasse                         | 23. Okt. 2018             | –                                                 |
| 301        | 145       | Digitale Nomaden – Die Welt ist ihr Arbeitsplatz                                 | 24. Okt. 2018             | Dietmar Klumpp                                    |
| 302        | 146       | Aufbruch im Kiez – Problemviertel im Wandel                                      | 26. Okt. 2018             | Boris Quatram, Nanje Teuscher                     |
| 303        | 147       | Surfen gegen das Trauma – Wie Soldaten zurück ins Leben finden                   | 29. Okt. 2018             | Denise Jacobs                                     |
| 304        | 148       | Opa rennt – Senioren und der Leistungssport                                      | 30. Okt. 2018             | Joana Jäschke                                     |
| 305        | 149       | Bleibt wo ihr seid! – Fischen gegen Fluchtursachen im Senegal                    | 1. Nov. 2018              | Eva Beyer, Ralph Weihermann                       |
| 306        | 150       | Von Bali nach Bayern – Lehrlinge aus dem Paradies                                | 5. Nov. 2018              | Norbert Lübbers                                   |
| 307        | 151       | Kohle oder Wald? – Kampf um den Hambacher Forst                                  | 6. Nov. 2018              | Theo Heyen                                        |
| 308        | 152       | Streit um ETA-Häftlinge – Schwierige Versöhnung im Baskenland                    | 7. Nov. 2018              | Dawid Romanowski                                  |
| 309        | 153       | Achtung Schatzräuber! – Bulgariens Kulturgüter in Gefahr                         | 8. Nov. 2018              | Sibylle Smolka                                    |
| 310        | 154       | Johns Rückkehr nach Ghana – Ein Migrant sucht den Neuanfang                      | 9. Nov. 2018              | John A. Kantara                                   |
| 311        | 155       | Rückkehr von der Terrormiliz – Wie Eltern um ihre IS-Tochter kämpfen             | 13. Nov. 2018             | Andreas Lünser                                    |
| 312        | 156       | Ein göttlicher Tropfen – Kretas Winzer setzen auf alte Reben                     | 14. Nov. 2018             | Méline Freda                                      |
| 313        | 157       | Das Haus von morgen – Wie Bauen revolutioniert wird                              | 16. Nov. 2018             | Kathrina Edinger                                  |
| 314        | 158       | Höllenhunde – Wie gefährlich sind Pitbull und Co.?                               | 19. Nov. 2018             | Theo Heyen                                        |
| 315        | 159       | Faire Fracht – Segler statt Containerschiffe                                     | 21. Nov. 2018             | –                                                 |
| 316        | 160       | Die Hightech-Polizei – Neue Methoden der Verbrecherjagd                          | 22. Nov. 2018             | Jenny Roller-Spoo, Andrea Schäfer                 |
| 317        | 161       | Tanzen mit Kühen – Der Stierkampf à la française                                 | 23. Nov. 2018             | Jean-Marie Barrère                                |
| 318        | 162       | Sklaverei in Italien – Yvan Sagnets Kampf für Erntehelfer                        | 26. Nov. 2018             | Katrin Sandmann, Fritz Schaap                     |
| 319        | 163       | Leben in Würde – Ajnas Ringen für Bosniens "Kinder der Schande"                  | 27. Nov. 2018             | Christopher Bobyn, Markus Reichert                |
| 320        | 164       | Recht auf Gesundheit – Alina rettet Leben in Rumänien                            | 28. Nov. 2018             | –                                                 |
| 321        | 165       | Hoffnung für Kinder – Luis’ Einsatz in Andalusien                                | 29. Nov. 2018             | Albert Knechtel                                   |
| 322        | 166       | Leben unter Polizeischutz – Hamed Abdel-Samads Kampf um Meinungsfreiheit         | 30. Nov. 2018             | Brigitte Kleine                                   |
| 323        | 167       | Helfer oder Schmuggler – Der Fall Sarah Mardini                                  | 3. Dez. 2018              | Vanessa Schlesier, Claudia Bäckmann               |
| 324        | 168       | Tote auf der Balkanroute – Vermisst - Verscharrt - Vergessen                     | 4. Dez. 2018              | Darko Jakovljevic                                 |
| 325        | 169       | Francos langer Schatten – Spanien und die Wunden der Vergangenheit               | 6. Dez. 2018              | –                                                 |
| 326        | 170       | Faire Weihnachten – Umweltbewusst feiern                                         | 7. Dez. 2018              | Thomas Langelage                                  |
| 327        | 171       | Der koschere Cop – Ein Polizist kämpft gegen Judenhass                           | 10. Dez. 2018             | Julia Theres Held                                 |
| 328        | 172       | Diagnose Down-Syndrom – Leben mit der Entscheidung                               | 12. Dez. 2018             | Gesa Berg                                         |
| 329        | 173       | Tradition oder Rassismus? – Die Niederländer und ihr "Schwarzer Peter"           | 13. Dez. 2018             | Timo Gramer, Anni Brück                           |
| 330        | 174       | Mama auf Entzug – Fürs Kind raus aus der Sucht                                   | 14. Dez. 2018             | Micha Hawich, Johanna Lüttich                     |
| 331        | 175       | Die Bar der Hoffnung – Wie eine Italienerin Flüchtlingen hilft                   | 17. Dez. 2018             | Tim Hamelberg                                     |
| 332        | 176       | Durstige Kälber – Der Kampf gegen Tiertransporte                                 | 18. Dez. 2018             | –                                                 |
| 333        | 177       | Genua nach der Katastrophe – Das Leben nach dem Brückeneinsturz                  | 19. Dez. 2018             | –                                                 |
| 334        | 178       | Reisen und Helfen – Wie sinnvoll ist Freiwilligendienst?                         | 21. Dez. 2018             | –                                                 |
| 335        | 179       | Radio der Engel – Wenn Englands Senioren senden                                  | 24. Dez. 2018             | –                                                 |
| 336        | 180       | Winter in Schweden – Lebendiges Licht in langen Nächten                          | 25. Dez. 2018             | –                                                 |
| 337        | 181       | Palermos stolze Schuhputzer – Die Rückkehr der Sciuscià                          | 26. Dez. 2018             | Christian Gropper                                 |
| 338        | 182       | Kindheit in Grönland – Das nördlichste Kinderheim der Welt                       | 27. Dez. 2018             | Katrin Sandmann, Carsten Stormer                  |
| 339        | 183       | Ärger mit den Bären – Schäfer in den Pyrenäen wehren sich                        | 28. Dez. 2018             | Yann Le Gléau, François Reinhardt                 |

## 2019
| Nr. (ges.) | Nr. (St.) | Originaltitel                                                                | Erstausstrahlung D (arte) | Drehbuch                                          |
| ---------- | --------- | ---------------------------------------------------------------------------- | ------------------------- | ------------------------------------------------- |
| 340        | 1         | Aufbruch nach 1.000 Jahren – Die Regensburger Domspatzen in Israel           | 1. Jan. 2019              | –                                                 |
| 341        | 2         | Die Aschenputtel-Ballerinas – Das Nationalballett Kosovo tanzt ums Überleben | 2. Jan. 2019              | Tom Fugmann                                       |
| 342        | 3         | Die Sinti von Saint-Jacques – Angst vor der Abrissbirne                      | 3. Jan. 2019              | Güner Yasemin Balcı, Jesco Denzel                 |
| 343        | 4         | Bedrohlicher Vulkan – Islands Angst vor dem Öræfajökull                      | 4. Jan. 2019              | Thomas Aders                                      |
| 344        | 5         | Orbán gegen Obdachlose – Wenn Armut bestraft wird                            | 7. Jan. 2019              | Katrin Molnár, Paul Tutsek                        |
| 345        | 6         | Russlands Truckerinnen – Überleben in einer Männerwelt                       | 8. Jan. 2019              | Anna Sadovnikova                                  |
| 346        | 7         | Urlaub statt Knast – Wie Norwegen Verbrechen ahndet                          | 9. Jan. 2019              | Diana Löbl, Peter Onneken                         |
| 347        | 8         | Digitale Zukunft – Unterstützung für junge Gründer                           | 11. Jan. 2019             | –                                                 |
| 348        | 9         | Der Tod im Auge – Reporter gegen die Mafia                                   | 14. Jan. 2019             | Chiara Sambuchi                                   |
| 349        | 10        | Fliegende Müllabfuhr – Krähen im Kampf gegen Plastikabfall                   | 15. Jan. 2019             | Albert Knechtel                                   |
| 350        | 11        | Zum Verzehr geeignet – Reste kreativ verwerten                               | 17. Jan. 2019             | –                                                 |
| 351        | 12        | Kein Recht auf Familie? – Geflüchtete kämpfen um ihre Angehörigen            | 18. Jan. 2019             | Denise Dismer                                     |
| 352        | 13        | Exportschlager Diesel – Wo werde ich meinen Alten los?                       | 21. Jan. 2019             | Vivien Pieper                                     |
| 353        | 14        | Höher, schneller, weiter! – Ein Leben für den Sport?                         | 23. Jan. 2019             | Larissa Klinker                                   |
| 354        | 15        | Gestrandet in Berlin – Polen holt obdachlose Landsleute zurück               | 24. Jan. 2019             | Heike Bittner                                     |
| 355        | 16        | Traumjob Cam-Girl? – Der neue Boom in Osteuropa                              | 29. Jan. 2019             | Martin Jabs                                       |
| 356        | 17        | Rebellion in Frankreich – Widerstand gegen Macron                            | 31. Jan. 2019             | Dominique Preusse                                 |
| 357        | 18        | Weg von der Straße – Wie Finnland Obdachlosigkeit bekämpft                   | 5. Feb. 2019              | Steffi Fetz                                       |
| 358        | 19        | Alleingang am Mont Blanc – Grenzerfahrungen eines Solo-Bergsteigers          | 13. Feb. 2019             | Jörg Daniel Hissen                                |
| 359        | 20        | Dachbodenschätze – Trödel oder Sammlerstück?                                 | 15. Feb. 2019             | Christian Frey                                    |
| 360        | 21        | Hebamme dringend gesucht! – Notstand im Kreißsaal                            | 18. Feb. 2019             | Antje Büll                                        |
| 361        | 22        | Wolfshunde – Treue Gefährten oder gefährliche Haustiere?                     | 7. März 2019              | Susanne Roser                                     |
| 362        | 23        | Kostbare Jakobsmuscheln – Wie französische Fischer sie schützen              | 8. März 2019              | –                                                 |
| 363        | 24        | Dublin und die Silicon Docks – Überleben in der Boomtown                     | 11. März 2019             | Ulrike Bremer                                     |
| 364        | 25        | Die Currywurst wird 70 – Legende ohne Ende                                   | 12. März 2019             | Christoph Pöthke                                  |
| 365        | 26        | Mein Leben als Cyborg – Wenn Technik unter die Haut geht                     | 14. März 2019             | Dawid Romanowksi, Volker Heimann                  |
| 366        | 27        | Kriegsangst in der Ukraine – Machtkampf am Asowschen Meer                    | 15. März 2019             | Katrin Molnár, Paul Tutsek, Andriy Vovk           |
| 367        | 28        | Tausche Zeche gegen Laufsteg – Deutsche Kumpel in New York                   | 18. März 2019             | –                                                 |
| 368        | 29        | Dörfer ohne Doktor – Ärzte gehen neue Wege                                   | 21. März 2019             | Diana Deutschle                                   |
| 369        | 30        | Odessa im Griff der Mafia – Bürgerrechtler gegen die Korruption              | 25. März 2019             | Karsten Gravert                                   |
| 370        | 31        | Traumberuf Fußballprofi – Millionengeschäft mit dem Nachwuchs                | 27. März 2019             | Claudia Bäckmann                                  |
| 371        | 32        | Auf den Spuren der Täter – 25 Jahre nach dem Völkermord in Ruanda            | 1. Apr. 2019              | Ralph Weihermann, Eva Beyer                       |
| 372        | 33        | Die neue Lust am Pelz – Wildtiere im Visier                                  | 3. Apr. 2019              | Bettina Pohlmann                                  |
| 373        | 34        | Bezahlbares Zuhause – Rezepte gegen die Wohnungsnot                          | 5. Apr. 2019              | –                                                 |
| 374        | 35        | Wege aus dem Stau – Straßenverkehr neu gedacht                               | 8. Apr. 2019              | –                                                 |
| 375        | 36        | Frauen unerwünscht! – Verbotene Berufe in Russland                           | 10. Apr. 2019             | Benjamin Arnold                                   |
| 376        | 37        | Abenteuer Höhlenforschung – Abstieg ins Hölloch                              | 15. Apr. 2019             | Peter Prestel, Karsten Schwanke                   |
| 377        | 38        | Angelockt und abgezockt – Das Geschäft mit der Armut in Tschechien           | 16. Apr. 2019             | –                                                 |
| 378        | 39        | Nachhaltig reisen – Wie Urlaub und Klimaschutz gelingen                      | 18. Apr. 2019             | Annette von Donop                                 |
| 379        | 40        | Hightech gegen Handicaps – Neue Hilfen für Menschen mit Behinderung          | 23. Apr. 2019             | –                                                 |
| 380        | 41        | Wahlkampf für Anfänger – Die neue Europa-Partei VOLT                         | 26. Apr. 2019             | Katrin Sandmann, Daniel Böhm, Tita von Hardenberg |
| 381        | 42        | Billigflieger in Europa – Wer zahlt drauf?                                   | 29. Apr. 2019             | Christian Gropper                                 |
| 382        | 43        | Handwerk mit Zukunft – Qualität statt Masse                                  | 2. Mai 2019               | –                                                 |
| 383        | 44        | Neue Kräfte für die EU – Junge Praktikanten in Brüssel                       | 3. Mai 2019               | –                                                 |
| 384        | 45        | Die Spur der Verschwundenen – Istanbuls Familien gegen das Vergessen         | 6. Mai 2019               | –                                                 |
| 385        | 46        | Kohle-Abbau in Griechenland – Wie der Bergbau die Griechen entzweit          | 8. Mai 2019               | –                                                 |
| 386        | 47        | Als Azubi ins Ausland – Von den europäischen Nachbarn lernen                 | 10. Mai 2019              | Claudia Bäckmann, Lutz Ehrlich                    |
| 387        | 48        | Brexit-Chaos in der Karibik – Die Insel Anguilla steht Kopf                  | 13. Mai 2019              | Albert Knechtel                                   |
| 388        | 49        | Schluss mit Zirkustieren? – Tierschützer gegen Zirkusbetreiber               | 15. Mai 2019              | J. Michael Schumacher                             |
| 389        | 50        | Albaniens rebellische Jugend – Zwischen EU und Exil                          | 17. Mai 2019              | Katrin Sandmann                                   |
| 390        | 51        | Holzkohle adé – Polens Köhler vor dem Aus                                    | 21. Mai 2019              | Vivien Pieper, Agata Szymanska-Medina             |
| 391        | 52        | Dem Rechtsruck auf der Spur – Eine Zeitung sucht Antworten                   | 23. Mai 2019              | Frank Zintner                                     |
| 392        | 53        | Mostar Rock School – Mit Musik gegen Vorurteile und Hass                     | 24. Mai 2019              | Jutta Pinzler                                     |
| 393        | 54        | Raus aus Serbien? – Albaner im Preševo-Tal ringen um Abspaltung              | 27. Mai 2019              | –                                                 |
| 394        | 55        | Nachwuchs dringend gesucht! – Azubi-Mangel im Handwerk                       | 30. Mai 2019              | John A. Kantara, Cécilia Marchat                  |
| 395        | 56        | Tanzen gegen die Krankheit – Zwei Freunde und der Hip-Hop                    | 3. Juni 2019              | Maria-Christina Degen                             |
| 396        | 57        | Popstar der Populisten? – Die AfD im EU-Parlament                            | 6. Juni 2019              | –                                                 |
| 397        | 58        | Briefe an Julia – Ein Club in Verona beantwortet Liebespost                  | 10. Juni 2019             | Michael Stocks                                    |
| 398        | 59        | Gastro-Krise in Mecklenburg – Dürfen Ali und Jawad helfen?                   | 11. Juni 2019             | –                                                 |
| 399        | 60        | Benzin im Blut! – Zwei Frauen auf der Überholspur                            | 13. Juni 2019             | Heiko Lange                                       |
| 400        | 61        | Russlands Cowboys – Wilder Westen im Osten                                   | 17. Juni 2019             | Detlev Konnerth                                   |
| 401        | 62        | Das ungesühnte SS-Massaker – Ein französisches Dorf kämpft um Gerechtigkeit  | 18. Juni 2019             | Robert Bongen, Julian Feldmann, Fabienne Hurst    |
| 402        | 63        | Für immer jung – Fit bis ins hohe Alter                                      | 20. Juni 2019             | Anna Aumüller                                     |
| 403        | 64        | Babys ohne Arme – Rätsel um Neugeborene in Frankreich                        | 24. Juni 2019             | Jörg Daniel Hissen                                |
| 404        | 65        | Dopen bis das Herz versagt? – Gefährliche Spritzen im Fußball                | 25. Juni 2019             | Ulrich Hagmann, Sebastian Krause                  |
| 405        | 66        | Plastikmüll statt Mode – Ersticken wir in Billig-Altkleidern?                | 27. Juni 2019             | Sabine Lindlbauer                                 |
| 406        | 67        | Bahn-Abenteuer Dogu-Express – In 24 Stunden durch die Türkei                 | 1. Juli 2019              | Candan Six-Sasmaz                                 |
| 407        | 68        | Ausmisten nach Plan – Macht Ordnung glücklich?                               | 2. Juli 2019              | Denise Dismer                                     |
| 408        | 69        | Zur Wahl über die Grenze – Orbán holt Ukrainer nach Ungarn                   | 5. Juli 2019              | –                                                 |
| 409        | 70        | Wohin mit den IS-Kämpfern? – Die Kurden und die Gefangenen aus Europa        | 8. Juli 2019              | –                                                 |
| 410        | 71        | Staatsfeind Wildschwein – Dänemark und sein eiserner Vorhang                 | 9. Juli 2019              | Lutz G. Wetzel                                    |
| 411        | 72        | Seniorenheim der Stars – Mit Verdi ins Alter                                 | 11. Juli 2019             | Emanuela Casentini                                |
| 412        | 73        | Falsche Liebe – Online-Betrügern auf der Spur                                | 26. Aug. 2019             | Petra Wernz                                       |
| 413        | 74        | Fernbeziehungen – Besser lieben ohne Alltag?                                 | 28. Aug. 2019             | –                                                 |
| 414        | 75        | Tod im Paradies – Kampf um Wildtiere in den Niederlanden                     | 30. Aug. 2019             | –                                                 |
| 415        | 76        | Die Mondbrunnen von Spanien – Der tödliche Durst unserer Lebensmittel        | 3. Sep. 2019              | Dietmar Klumpp                                    |
| 416        | 77        | Sehnsuchtsort Berlin – Wem gehört die Stadt?                                 | 5. Sep. 2019              | Stefanie Groth                                    |
| 417        | 78        | Straßenhändler in Barcelona – Geduldet und gejagt                            | 6. Sep. 2019              | Jutta Pinzler                                     |
| 418        | 79        | Rap in Russland – Der Kampf um die Meinungsfreiheit                          | 10. Sep. 2019             | Thomas Aders                                      |
| 419        | 80        | Jagd auf Tabak-Schmuggler – Zigaretten-Schwarzmarkt in Rumänien              | 11. Sep. 2019             | Katrin Molnár, Paul Tutsek, Iryna Kyporenko       |
| 420        | 81        | Laufen und hoffen – Flüchtlinge nehmen am Maxi Race teil                     | 12. Sep. 2019             | –                                                 |
| 421        | 82        | Sicher ankommen – Wie Verkehrsunfälle verhindern?                            | 13. Sep. 2019             | Anna Aumüller                                     |
| 422        | 83        | Au-pair mit 60 – Als Leih-Oma ins Ausland                                    | 16. Sep. 2019             | Ina Kessebohm                                     |
| 423        | 84        | Wassermangel auf Zypern – Trinkwasser im Ausverkauf                          | 18. Sep. 2019             | Steven Galling                                    |
| 424        | 85        | Theater im Knast – Wie die Römer mit Häftlingen umgehen                      | 19. Sep. 2019             | Marie David                                       |
| 425        | 86        | Abenteuer Interrail – Gratis durch Europa                                    | 20. Sep. 2019             | –                                                 |
| 426        | 87        | Segel setzen gegen Krebs – Junge Patienten auf hoher See                     | 23. Sep. 2019             | Volker Heimann                                    |
| 427        | 88        | Pipeline contra Rentiere – Nord Stream 2 und die Folgen                      | 25. Sep. 2019             | Anna Sadovnikova                                  |
| 428        | 89        | Nachhaltig bauen – Wie man Schutt in Rohstoffe verwandelt                    | 26. Sep. 2019             | Andrea Ernst                                      |
| 429        | 90        | Streiken fürs Klima – Europas Schülerbewegung wächst                         | 26. Sep. 2019             | Vera Drude                                        |
| 430        | 91        | Bukarest bröckelt – Kulturerbe vor dem Zerfall                               | 30. Sep. 2019             | –                                                 |
| 431        | 92        | Rückkehr nach Masuren – 74 Jahre nach der Flucht                             | 2. Okt. 2019              | Carsten Stormer                                   |
| 432        | 93        | Einsam auf den Färöern – Neue Frauen braucht das Land!                       | 3. Okt. 2019              | Philipp Juranek                                   |
| 433        | 94        | Sanfter Alpentourismus – Wie Urlauber helfen, die Alpen zu schützen          | 4. Okt. 2019              | Thomas Lischak                                    |
| 434        | 95        | Abnehmen um zu Überleben – Der Kampf gegen Adipositas                        | 8. Okt. 2019              | Constanze Schulze                                 |
| 435        | 96        | Streit um wilde Wisente – Zerstören Ur-Rinder den Wald?                      | 9. Okt. 2019              | Jörg Daniel Hissen                                |
| 436        | 97        | Wege aus chronischem Schmerz – Neue Konzepte für mehr Lebensqualität         | 11. Okt. 2019             | –                                                 |
| 437        | 98        | Rock ’n’ Roll im Rollstuhl – Estnische Kinder und ihr großes Abenteuer       | 14. Okt. 2019             | Vivien Pieper                                     |
| 438        | 99        | Die Schatzis kommen – Hochzeits-Fieber im Kosovo                             | 16. Okt. 2019             | Katrin Molnár, Fisnik Latifi                      |
| 439        | 100       | Knast ohne Gitter – Wie gut funktioniert alternatives Strafen?               | 18. Okt. 2019             | Jasmin Lakatoš                                    |
| 440        | 101       | Eine Niere für Darius – Organspende-Skandal in Rumänien                      | 21. Okt. 2019             | Robert Jahn                                       |
| 441        | 102       | Strahlende Zukunft – Die Finnen und ihre Liebe zur Atomkraft                 | 22. Okt. 2019             | Trieneke Klein, Gabriel Stoukalov                 |
| 442        | 103       | Zu fit für den Ruhestand – Senioren auf dem Arbeitsmarkt                     | 23. Okt. 2019             | –                                                 |
| 443        | 104       | Die Bettler aus der Walachei – Bedürftige oder organisierte Banden?          | 25. Okt. 2019             | Anna Tillack                                      |
| 444        | 105       | Läden mit Geschichte – Die Rettung des historischen Lissabon                 | 28. Okt. 2019             | Lourdes Picareta                                  |
| 445        | 106       | Erdogan gegen die Kurden – Was wird aus den IS-Kämpfern?                     | 29. Okt. 2019             | –                                                 |
| 446        | 107       | Jean-Claude Juncker – Europa, mach es gut!                                   | 30. Okt. 2019             | Lukas Schmid                                      |
| 447        | 108       | Das Drama um den Brexit – Eine Nation kämpft mit sich selbst                 | 31. Okt. 2019             | Daniel Böhm                                       |
| 448        | 109       | Jodeln statt Yoga – Die neue Lust am Volksgesang                             | 1. Nov. 2019              | Joanna Michna                                     |
| 449        | 110       | Treffpunkt Kriegsgrab – Feiern für den Frieden                               | 4. Nov. 2019              | Alf Meier, Eva Frisch                             |
| 450        | 111       | Lesbos und die Flüchtlinge – Eine Insel vor dem Kollaps                      | 5. Nov. 2019              | Antje Büll                                        |
| 451        | 112       | Atommüllendlager ja oder nein? – Ein gallisches Dorf leistet Widerstand      | 7. Nov. 2019              | Claudia Bäckmann, Marie Tiemann                   |
| 452        | 113       | Neue Konzepte für den Handel – Wie Innenstädte wieder belebt werden          | 8. Nov. 2019              | –                                                 |
| 453        | 114       | Die Unerschrockenen – Russlands Jugend rebelliert                            | 11. Nov. 2019             | Oliver Matthes, Maxim Kireev                      |
| 454        | 115       | Den Städten geht die Luft aus – Wege aus der Abgas-Krise                     | 13. Nov. 2019             | Stefanie Fleischmann                              |
| 455        | 116       | Die Marmorbrüche von Carrara – Fluch und Segen für Mensch und Natur          | 14. Nov. 2019             | Yann Le Gléau                                     |
| 456        | 117       | Dammbruch in Brasilien – Welche Schuld trifft Deutschland?                   | 15. Nov. 2019             | –                                                 |
| 457        | 118       | Reiches Land - Arme Kinder – Soziale Not in Großbritannien                   | 18. Nov. 2019             | Steffi Fetz                                       |
| 458        | 119       | Traumjob oder Ausbeutung? – Thailändische Beerenpflücker in Schweden         | 21. Nov. 2019             | Norbert Lübbers                                   |
| 459        | 120       | Silver Gamers – Zocken im Rentenalter                                        | 22. Nov. 2019             | John A. Kantara                                   |
| 460        | 121       | Das versunkene Dorf – Giftschlamm in Rumänien                                | 25. Nov. 2019             | Tom Fugmann                                       |
| 461        | 122       | Spiritualität 2.0 – Der Traum vom optimierten Ich                            | 28. Nov. 2019             | Franziska Kracht, Helge Oelert                    |
| 462        | 123       | Bis zum letzten Krümel – Rezepte gegen Brotverschwendung                     | 29. Nov. 2019             | Anna Renk                                         |
| 463        | 124       | Müllhalde Mittelmeer – Ein Fischer zieht vor Gericht                         | 2. Dez. 2019              | Ursula Duplantier                                 |
| 464        | 125       | Londons Messer-Morde – Eltern kämpfen gegen Jugendgewalt                     | 3. Dez. 2019              | Dawid Romanowski                                  |
| 465        | 126       | Sinnsuche in Sibirien – Jesus aus der Taiga und seine Jünger                 | 6. Dez. 2019              | Carsten Stormer                                   |
| 466        | 127       | Notstand in der Kita – Italienische Erzieher sollen helfen                   | 9. Dez. 2019              | Katja Rieth                                       |
| 467        | 128       | Neulinge im EU-Parlament – Das erste halbe Jahr                              | 11. Dez. 2019             | –                                                 |
| 468        | 129       | Tiere als Helfer – Im Einsatz für den Menschen                               | 13. Dez. 2019             | Jenny Roller-Spoo, Monique Beier                  |
| 469        | 130       | Räder für Poroschkowo – Mit Pedalkraft in die Moderne                        | 16. Dez. 2019             | –                                                 |
| 470        | 131       | Giftiges Gold – Umweltproteste in der Türkei                                 | 17. Dez. 2019             | Sabine Küper-Büsch, Thomas Büsch                  |
| 471        | 132       | Die Toten von Stalingrad – Auf der Suche nach gefallenen Soldaten            | 18. Dez. 2019             | Carsten Stormer                                   |
| 472        | 133       | Zielscheibe des Hasses – Bürgermeister im Visier der Rechten                 | 20. Dez. 2019             | Ulrike Bremer                                     |
| 473        | 134       | Zerrissene Familien – Geflüchtete kämpfen um ihre Kinder                     | 23. Dez. 2019             | –                                                 |
| 474        | 135       | Ein Kiosk für kleine Dienste – Unterwegs mit Alltagshelfern in Paris         | 24. Dez. 2019             | –                                                 |
| 475        | 136       | Bier statt Messwein – Ein deutscher Pfarrer in Tschechien                    | 25. Dez. 2019             | Danko Handrick                                    |
| 476        | 137       | Syrien ohne Christen – Der Mut der Verzweifelten                             | 26. Dez. 2019             | Stefan Meining                                    |
| 477        | 138       | Die dunkle Seite des Lichts – Wenn die Nacht zum Tag wird                    | 27. Dez. 2019             | Christine Walter                                  |
| 478        | 139       | Ein Riesling aus Norwegen – Weinbau im Klimawandel                           | 30. Dez. 2019             | Christian Gropper                                 |

## 2020
| Nr. (ges.) | Nr. (St.) | Originaltitel                                                                            | Erstausstrahlung D (arte) | Drehbuch                                                                                   |
| ---------- | --------- | ---------------------------------------------------------------------------------------- | ------------------------- | ------------------------------------------------------------------------------------------ |
| 479        | 1         | König der Einsamkeit – Ein Aussteiger ringt um sein Inselleben                           | 1. Jan. 2020              | Simon Riesche                                                                              |
| 480        | 2         | Machtkampf im Gestüt – Polens berühmte Araberzucht in Gefahr                             | 2. Jan. 2020              | Benjamin Arnold                                                                            |
| 481        | 3         | Bosnien im Pyramiden-Fieber – Ein Mythos spült Touristen ins Land                        | 6. Jan. 2020              | Jörg Glindmeyer                                                                            |
| 482        | 4         | Eine Stadt speckt ab – Die 100.000-Kilo-Diät von Narón                                   | 7. Jan. 2020              | –                                                                                          |
| 483        | 5         | Die letzten Schwammtaucher – Die Insel Kalymnos im Wandel                                | 8. Jan. 2020              | Manuel Gogos                                                                               |
| 484        | 6         | Nähen zum Hungerlohn – Billigtextilien vom Balkan                                        | 13. Jan. 2020             | Stefan Maier                                                                               |
| 485        | 7         | Armeniens Waldwächter – Kampf gegen die illegale Abholzung                               | 14. Jan. 2020             | Tim Hamelberg                                                                              |
| 486        | 8         | Aufforsten gegen den Klimawandel? – Der Streit um Irlands Baumplantagen                  | 15. Jan. 2020             | Denise Jacobs                                                                              |
| 487        | 9         | Bäume im Klima-Stress – Wie sieht der Wald der Zukunft aus?                              | 16. Jan. 2020             | –                                                                                          |
| 488        | 10        | Jagd auf den Abzockerclan – Auf der Suche nach dem verlorenen Geld                       | 17. Jan. 2020             | –                                                                                          |
| 489        | 11        | Extinction Rebellion – Notwendiger Klimaprotest oder Ökoterrorismus?                     | 20. Jan. 2020             | Simone Dettelbacher                                                                        |
| 490        | 12        | Die Tourismus-Pleite – Was kommt nach Thomas Cook?                                       | 21. Jan. 2020             | Diana Deutschle                                                                            |
| 491        | 13        | Jungbrunnen Joghurt? – Chinesen pilgern in ein bulgarisches Dorf                         | 22. Jan. 2020             | Till Rüger                                                                                 |
| 492        | 14        | Geschichte einer Versöhnung – Hilfe aus Sachsen für Holocaust-Überlebende                | 24. Jan. 2020             | Norbert Lübbers                                                                            |
| 493        | 15        | Konservatoren in Auschwitz – Arbeiten gegen das Vergessen                                | 27. Jan. 2020             | –                                                                                          |
| 494        | 16        | Burnout auf dem Bauernhof – Landwirte in Existenznot                                     | 28. Jan. 2020             | Kathrin Wildhagen                                                                          |
| 495        | 17        | Widerstand in der Taiga – Ein Dorf wehrt sich gegen Moskaus Müll                         | 29. Jan. 2020             | –                                                                                          |
| 496        | 18        | Patient vor Profit – Medizin im Sinne des Menschen                                       | 31. Jan. 2020             | Stella Könemann                                                                            |
| 497        | 19        | Der Untergang von Venedig – Ist die Lagunenstadt noch zu retten?                         | 3. Feb. 2020              | Detlev Konnerth                                                                            |
| 498        | 20        | Kinderlos dem Klima zuliebe? – Wenn Frauen in den Gebärstreik treten                     | 4. Feb. 2020              | Elena Horn                                                                                 |
| 499        | 21        | Streit um die Weichsel – Das Ende eines wildes Flusses?                                  | 5. Feb. 2020              | Martina Hiller von Gaertringen                                                             |
| 500        | 22        | Flower Power ohne Pestizide – Von fairen Ernten und frischen Blüten                      | 7. Feb. 2020              | –                                                                                          |
| 501        | 23        | Der Glasflaschenrebell – Ein Getränkehändler kämpft gegen Plastik                        | 10. Feb. 2020             | Nicole Florié                                                                              |
| 502        | 24        | Litauens dribbelnde Helden – Wo Basketball zusammenschweißt                              | 11. Feb. 2020             | Antje Dunkhase                                                                             |
| 503        | 25        | Lithium-Abbau in Portugal – Ein Dorf auf den Barrikaden                                  | 12. Feb. 2020             | Antonio Cascais                                                                            |
| 504        | 26        | Tanzen, um frei zu sein – Lindy Hop in der Türkei                                        | 14. Feb. 2020             | Kristina Karasu                                                                            |
| 505        | 27        | Ciao Trostlosigkeit – Hoffnung für Palermos Problemviertel                               | 17. Feb. 2020             | Marie-Kristin Boese                                                                        |
| 506        | 28        | Designer-Mode aus der Tonne – Altkleider und ihr Weg um die Welt                         | 19. Feb. 2020             | Tanja Dammertz                                                                             |
| 507        | 29        | Die grüne Pest – Algen in der Bretagne                                                   | 20. Feb. 2020             | Marianne Kerfriden                                                                         |
| 508        | 30        | Tödliche Keime – Wenn Antibiotika nicht mehr wirken                                      | 21. Feb. 2020             | Torsten Mehltretter                                                                        |
| 509        | 31        | Beruf Minenräumer – Die Ukraine und ihr Kriegserbe                                       | 24. Feb. 2020             | Juliane Tutein, Fabian Janssen                                                             |
| 510        | 32        | Rohstoffe in der Tiefsee – Ausbeutung oder Meeresschutz?                                 | 25. Feb. 2020             | Michael Stocks                                                                             |
| 511        | 33        | Polizeigewalt in Frankreich – Viel zu brutal oder so hart wie nötig?                     | 26. Feb. 2020             | Xavier-Marie Bonnot                                                                        |
| 512        | 34        | Traumjob Butler – Leben, um zu dienen?                                                   | 27. Feb. 2020             | Stefan Dexheimer                                                                           |
| 513        | 35        | Welche Rechte haben Tiere? – Tierschutz in den Niederlanden                              | 28. Feb. 2020             | Theo Heyen                                                                                 |
| 514        | 36        | Gigantomanie am Gipfel – Skifahren um jeden Preis?                                       | 2. März 2020              | Gordian Arneth                                                                             |
| 515        | 37        | Unsichtbar und tödlich – Deutschland in der Sepsis-Krise                                 | 3. März 2020              | Theo Heyen                                                                                 |
| 516        | 38        | Delikatesse der Nordsee – Die Auster kommt zurück                                        | 5. März 2020              | Peter Prestel, Karsten Schwanke                                                            |
| 517        | 39        | Das Leben kehrt zurück – Ein Geisterdorf in den Pyrenäen                                 | 6. März 2020              | Dietmar Klumpp                                                                             |
| 518        | 40        | Schweinepest auf dem Vormarsch – Europas unterschätzte Gefahr                            | 9. März 2020              | Marcel Martschoke, Jens Niehuss                                                            |
| 519        | 41        | Der Berg als Freizeitpark? – Das Allgäu ringt um seine Zukunft                           | 11. März 2020             | Kathrin Denk, Susanne Fiedler                                                              |
| 520        | 42        | Volkskrankheit Depression – Wie neue Therapien helfen können                             | 13. März 2020             | Anja Kollruß, Nadja Kölling                                                                |
| 521        | 43        | Misswahl im Wandel – Vom Ende der Bikinirunde                                            | 16. März 2020             | Denise Jacobs                                                                              |
| 522        | 44        | Ein neues Virus geht um die Welt – Corona und die Folgen                                 | 17. März 2020             | Cécilia Marchat, Georg Fahrion, Romy Straßenburg, Carsten Binsack, Theo Heyen              |
| 523        | 45        | Wunderbiene am Nil – Ein deutscher Imker auf Mission                                     | 18. März 2020             | Susanne Roser                                                                              |
| 524        | 46        | Obst ohne Gift – Wenn Natur die Chemie ersetzt                                           | 20. März 2020             | Torsten Mehltretter                                                                        |
| 525        | 47        | Schweizer Müllberge – Unterwegs mit Abfalljägern                                         | 23. März 2020             | Petra Wernz                                                                                |
| 526        | 48        | Eine Kämpferin gegen die russische Justiz – Die Menschenrechtsanwältin Wera Gontscharowa | 26. März 2020             | Niko Karasek, Elena Lwowa                                                                  |
| 527        | 49        | Wir ernten, was wir säen – Saatgutretter im Einsatz                                      | 27. März 2020             | Christine Voges, Emanuela Casentini                                                        |
| 528        | 50        | Sperrzone Norditalien – Im Zentrum der Corona-Krise                                      | 30. März 2020             | Markus Frings                                                                              |
| 529        | 51        | Allein gegen das Stahlwerk – Die Giftschleuder von Tarent                                | 31. März 2020             | Chiara Sambuchi                                                                            |
| 530        | 52        | Der Wiederaufbau von Notre-Dame – Frankreichs offenes Herz                               | 2. Apr. 2020              | Simone Hoffmann                                                                            |
| 531        | 53        | Wirtschaft mit Zukunft – Langsames Wachstum - mehr Zufriedenheit                         | 3. Apr. 2020              | Sybille Koller                                                                             |
| 532        | 54        | Alles retour – Die Kehrseite des Online-Handels                                          | 6. Apr. 2020              | Jacqueline Dreyhaupt                                                                       |
| 533        | 55        | Unter Quarantäne – Wie Corona Existenzen bedroht                                         | 8. Apr. 2020              | Claudia Bäckmann, Katrin Kleemann, Dawid Romanowski                                        |
| 534        | 56        | Wir sind im Krieg – Wie Frankreich gegen das Coronavirus kämpft                          | 9. Apr. 2020              | Marion Lippmann, Clément Gargoullaud, Alara Bordier, Lisa Monin                            |
| 535        | 57        | Corona in Jerusalem – Ostern im Ausnahmezustand                                          | 10. Apr. 2020             | Katrin Sandmann, Vanessa Schlesier, Theresa Breuer                                         |
| 536        | 58        | Die spanische Tragödie – Wie Corona ein Land überrollt                                   | 14. Apr. 2020             | Mayte Carrasco, Marcel Mettelsiefen                                                        |
| 537        | 59        | Weitermachen in der Krise – Leben mit geschlossenen Grenzen                              | 16. Apr. 2020             | Heike Bittner, Robert Jahn                                                                 |
| 538        | 60        | Vom Balkan nach Bitterfeld – Pflegersuche in Bosnien                                     | 17. Apr. 2020             | Johanna Lüttich, Micha Hawich                                                              |
| 539        | 61        | Dem IS verfallen – Ein Vater sucht seine Söhne in Syrien                                 | 20. Apr. 2020             | Eberhard Rühle                                                                             |
| 540        | 62        | Festung Europa – Druck auf Griechenlands Grenzen                                         | 22. Apr. 2020             | Detlev Konnerth, Andreas Lünser                                                            |
| 541        | 63        | Ade Urlaubsparadies Algarve – Das Virus vertreibt die Touristen aus Portugal             | 23. Apr. 2020             | Lourdes Picareta, Vania Antunes, Paulo Barriga                                             |
| 542        | 64        | Infizierte Wirtschaft – Deutschlands kreativer Mittelstand                               | 24. Apr. 2020             | Claudia Bäckmann, Scarlet Richter, Dawid Romanowski                                        |
| 543        | 65        | Wir und Selenskyj – Neuer Präsident - neue Hoffnung?                                     | 28. Apr. 2020             | Ralph Weihermann, Alexej Getmann                                                           |
| 544        | 66        | Ernten trotz Corona-Krise – Wie Landwirte dem Virus die Stirn bieten                     | 30. Apr. 2020             | Marie-Kristin Boese, Heike Bittner, Robert Jahn                                            |
| 545        | 67        | Deutschland im Corona-Notstand – Vorübergehend geschlossen                               | 1. Mai 2020               | Ralf Wilharm                                                                               |
| 546        | 68        | Corona in Schweden – Bewährt sich der Sonderweg?                                         | 4. Mai 2020               | Steven Galling                                                                             |
| 547        | 69        | Auswanderer in Corona-Zeiten – Der geplatzte Traum?                                      | 5. Mai 2020               | Johannes Krayer, Jens Nicolai, Florian Nusch, Kathrin Wildhagen                            |
| 548        | 70        | Aufstieg am Mount Everest – Allein zum höchsten Gipfel der Welt                          | 6. Mai 2020               | Jörg Daniel Hissen                                                                         |
| 549        | 71        | Anpacken statt verpacken – Wege aus dem Müll-Dilemma                                     | 8. Mai 2020               | Yves Schurzmann                                                                            |
| 550        | 72        | Quarantäne auf Lesbos – Das Virus und die Flüchtlinge                                    | 11. Mai 2020              | Jobst Knigge, Murat Türemiş                                                                |
| 551        | 73        | Ein Virus bedroht Rumänien – Die Angst vor den Rückkehrern                               | 14. Mai 2020              | Katrin Molnár, Paul Tutsek                                                                 |
| 552        | 74        | Die Corona-Geisterstädte – Metropolen im Lockdown                                        | 15. Mai 2020              | Jörg Daniel Hissen, Dominique Preusse, Caroline Schiemann, Julide Tanriverdi, Sara Tirelli |
| 553        | 75        | Mit dem Schlittenhund durch Norwegen – Das härteste Rennen Europas                       | 18. Mai 2020              | Tim Hamelberg                                                                              |
| 554        | 76        | Kreuzfahrt und Corona – Ein Passagierschiff auf Irrwegen                                 | 19. Mai 2020              | André Goerschel, Julia Jancsó                                                              |
| 555        | 77        | Italiens fehlende Pfleger – Weggespart und ausgewandert                                  | 21. Mai 2020              | Denise Jacobs, Chiara Sambuchi, Gianmarco Altieri                                          |
| 556        | 78        | Eingesperrt und ausgeliefert – Über den Anstieg häuslicher Gewalt in Frankreich          | 22. Mai 2020              | Mélanie van der Ende                                                                       |
| 557        | 79        | Rätsel um Babys ohne Arme – Die Fälle in Deutschland                                     | 25. Mai 2020              | Jörg Daniel Hissen                                                                         |
| 558        | 80        | Der Untergang von Hasankeyf – Ein Weltkulturerbe versinkt im Stausee                     | 27. Mai 2020              | Sabine Küper-Büsch, Thomas Büsch                                                           |
| 559        | 81        | Alltag ohne Alkohol – Leben mit null Prozent                                             | 29. Mai 2020              | Anna Bachner                                                                               |
| 560        | 82        | Raubkatzen im Wohnzimmer – Russen und ihre exotischen Haustiere                          | 1. Juni 2020              | Anna Sadovnikova                                                                           |
| 561        | 83        | Bulgariens bedrohtes Biotop – Ist die Kresna-Schlucht noch zu retten?                    | 2. Juni 2020              | Katrin Molnár, Paul Tutsek                                                                 |
| 562        | 84        | Deutsche Handwerker in Afrika – Unterwegs mit den Grünhelmen                             | 4. Juni 2020              | Frank Zintner, Cécilia Marchat                                                             |
| 563        | 85        | Wem gehört das Heilige Land? – Deutsche Siedler im Westjordanland                        | 8. Juni 2020              | Katrin Sandmann, Theresa Breuer, Vanessa Schlesier                                         |
| 564        | 86        | Der letzte Fang? – Ostseefischer vor dem Aus                                             | 11. Juni 2020             | Felix Krüger, Fred Pilarski                                                                |
| 565        | 87        | Schneller als das Virus – Der digitale Wettlauf gegen Corona                             | 12. Juni 2020             | Nicolas Hecker                                                                             |
| 566        | 88        | Unser Sommer auf Mallorca – Neustart auf der Urlaubs-Insel                               | 10. Aug. 2020             | Patricia Corniciuc                                                                         |
| 567        | 89        | Unser Sommer in Portugal – Mit Surfbrett und Fado durch die Krise                        | 11. Aug. 2020             | Antonio Cascais                                                                            |
| 568        | 90        | Unser Sommer in Griechenland – Kos und die Rückkehr der Touristen                        | 12. Aug. 2020             | Detlev Konnerth                                                                            |
| 569        | 91        | Unser Sommer in Bulgarien – Wolken überm Sonnenstrand                                    | 13. Aug. 2020             | Boris Quatram                                                                              |
| 570        | 92        | Die Vögel verschwinden – Hilfe für bedrohte Arten                                        | 14. Aug. 2020             | Torsten Mehltretter                                                                        |
| 571        | 93        | Unser Sommer auf Rügen – Happy End am Ostseestrand?                                      | 17. Aug. 2020             | Sibylle Smolka                                                                             |
| 572        | 94        | Unser Sommer in Frankreich – Retten Sie unsere Ferien!                                   | 18. Aug. 2020             | Romy Strassenburg                                                                          |
| 573        | 95        | Magersucht als Wettbewerb – Essstörungen bei Instagram                                   | 19. Aug. 2020             | Ina Kessebohm                                                                              |
| 574        | 96        | Anders ackern – Wie Landwirte umdenken                                                   | 21. Aug. 2020             | Philipp Juranek                                                                            |
| 575        | 97        | Lampedusa und die Flüchtlinge – Die überforderte Ferieninsel                             | 24. Aug. 2020             | Emanuela Casentini, Alessandro Leonardi                                                    |
| 576        | 98        | Jeder Tropfen zählt – Dürre auf dem Acker                                                | 26. Aug. 2020             | Sabine Lindlbauer                                                                          |
| 577        | 99        | Wissen, was man kauft – Mehr Transparenz für Kunden                                      | 27. Aug. 2020             | Gregor Eppinger, Anna Aumüller                                                             |
| 578        | 100       | Die Lebensmittel-Retter – Ins Regal statt in die Tonne                                   | 31. Aug. 2020             | Detlev Konnerth                                                                            |
| 579        | 101       | Schlachten auf dem Hof – Der erfolgreiche Kampf Schweizer Landwirte                      | 2. Sep. 2020              | Henning Winter                                                                             |
| 580        | 102       | Billiger Wohnen – Bessere Bedingungen für Mieter                                         | 3. Sep. 2020              | Frédérique Veith, Anna Aumüller, Volker Wasmuth                                            |
| 581        | 103       | Pommes-Berge durch Corona – Kartoffelbauern in der Klemme                                | 4. Sep. 2020              | Florian Schneider                                                                          |
| 582        | 104       | Schausteller in Not – Eine Saison ohne Volksfeste                                        | 7. Sep. 2020              | Christine Walter                                                                           |
| 583        | 105       | Gemeinschaft statt Gymnasium – Zoff in Tschechiens Lehrerzimmern                         | 8. Sep. 2020              | Danko Handrick                                                                             |
| 584        | 106       | Familien unter Druck – Wie Corona Kinder und Eltern belastet                             | 10. Sep. 2020             | Petra Wernz                                                                                |
| 585        | 107       | Irinas Kinder – Der lange Weg zurück zur Schule                                          | 11. Sep. 2020             | Brigitte Kleine                                                                            |
| 586        | 108       | Luftfahrt am Boden – Wie geht's weiter mit dem Fliegen?                                  | 14. Sep. 2020             | Isabella Kroth                                                                             |
| 587        | 109       | Der Libanon im freien Fall – Das Drama vor den Toren Europas                             | 15. Sep. 2020             | Daniel Böhm                                                                                |
| 588        | 110       | Basta Europa!? – Corona-Wut in Italien                                                   | 17. Sep. 2020             | Alessandro Leonardi, Elena Horn                                                            |
| 589        | 111       | Wo die Wüste wächst – Klimawandel in Rumänien                                            | 18. Sep. 2020             | Dominik von Eisenhart-Rothe                                                                |
| 590        | 112       | Tatort Wald – Die Holzmafia in Rumänien                                                  | 21. Sep. 2020             | Alina Teodorescu                                                                           |
| 591        | 113       | Neustart im Hochzeitsparadies? – Santorin nach dem Lockdown                              | 22. Sep. 2020             | Amai Haukamp, Frank Müller, Svetlana Strelnikova                                           |
| 592        | 114       | Stress im Rotlichtviertel – Amsterdam und die Party-Touristen                            | 24. Sep. 2020             | Ina Kessebohm                                                                              |
| 593        | 115       | Jung, mutig, demokratisch – Aufbruch in Belarus                                          | 25. Sep. 2020             | Juliane Tutein                                                                             |
| 594        | 116       | Drogen, Mafia und Bausünden – Neapels schlimmstes Viertel                                | 5. Okt. 2020              | Raffaele Brunetti, Enrico Nocera                                                           |
| 595        | 117       | Wildtiere erobern die Stadt – Im Schatten von Corona                                     | 6. Okt. 2020              | J. Michael Schumacher                                                                      |
| 596        | 118       | Auf Knochen gebaut – Leben mit dem Erbe des Gulags                                       | 7. Okt. 2020              | Niko Karasek, Elena Lwowa                                                                  |
| 597        | 119       | Bergbauern in Not – Ohne Hilfe geht's nicht mehr                                         | 9. Okt. 2020              | Vera Rudolph                                                                               |
| 598        | 120       | Überlebende in Srebrenica – 25 Jahre nach dem Massaker                                   | 12. Okt. 2020             | Eberhard Rühle, Keno Verseck                                                               |
| 599        | 121       | Radikal regional! – Essen ohne Umwege                                                    | 13. Okt. 2020             | Ulrich Crüwell                                                                             |
| 600        | 122       | Albtraum Moria – Europas ungelöstes Flüchtlingsproblem                                   | 15. Okt. 2020             | Karsten Gravert                                                                            |
| 601        | 123       | Der Steinadler kehrt zurück – Erfolg für Naturschutz im Allgäu                           | 16. Okt. 2020             | Peter Prestel, Karsten Schwanke                                                            |
| 602        | 124       | Ami go home? – Deutschland und die US-Truppen                                            | 19. Okt. 2020             | Ralph Gladitz, Almut Gronauer                                                              |
| 603        | 125       | Helfen aus Leidenschaft – Junge Albaner trotzen der Armut                                | 20. Okt. 2020             | Dirk Schraeder                                                                             |
| 604        | 126       | Waldbrände in Deutschland – Eine unterschätzte Gefahr?                                   | 22. Okt. 2020             | Steffi Illinger                                                                            |
| 605        | 127       | Der letzte Wunsch – Glücksmomente für Sterbenskranke                                     | 23. Okt. 2020             | Thomas Aders                                                                               |
| 606        | 128       | Gefangen an Bord – Seeleute im Lockdown                                                  | 26. Okt. 2020             | Katrin Spranger                                                                            |
| 607        | 129       | Lula hofft auf eine Chance – Jobcoaching für geflüchtete Frauen in Holland               | 27. Okt. 2020             | Marie-Kristin Boese                                                                        |
| 608        | 130       | Aussteiger mit 92 – Zuhause in den Karpaten                                              | 29. Okt. 2020             | Vivien Pieper, Agata Szymanska-Medina                                                      |
| 609        | 131       | Streit um Motorradlärm – Biker gegen Anwohner                                            | 30. Okt. 2020             | Volker Heimann                                                                             |
| 610        | 132       | Jagd am Polarkreis – Die Samen gegen den schwedischen Staat                              | 2. Nov. 2020              | Marie Tiemann                                                                              |
| 611        | 133       | Berlins mobile Tierärztin – Mit Herz für Hund und Herrchen                               | 3. Nov. 2020              | Michaela Kirst, Jutta Pinzler                                                              |
| 612        | 134       | Mehr Sinn statt Gier – Kapitalismus neu gedacht                                          | 5. Nov. 2020              | Ulrich Bentele                                                                             |
| 613        | 135       | Einer gegen die Mafia – Jagd auf Rumäniens Unterwelt                                     | 6. Nov. 2020              | Katrin Molnár, Paul Tutsek                                                                 |
| 614        | 136       | Ultraorthodoxe Aussteiger – Neues Leben für Juden in Deutschland                         | 9. Nov. 2020              | Theresa Breuer, Vanessa Schlesier                                                          |
| 615        | 137       | Spätfolgen von COVID-19 – Leben nach der Krankheit                                       | 10. Nov. 2020             | Schyda Vasseghi                                                                            |
| 616        | 138       | Schuften im Schlachthof – Rumänen in Deutschland, Asiaten in Rumänien                    | 12. Nov. 2020             | Marcel Martschoke, Jens Niehuss                                                            |
| 617        | 139       | Italiens Olivenbäume in Gefahr – Killer-Bakterium breitet sich aus                       | 13. Nov. 2020             | Lutz Gregor                                                                                |
| 618        | 140       | Retter in der Klimanot? – Wenn Stroh zum Baustoff wird                                   | 16. Nov. 2020             | Almut Gronauer                                                                             |
| 619        | 141       | Militant und rechtsextrem – Der III. Weg und die Neonazi-Szene                           | 17. Nov. 2020             | Rainer Fromm                                                                               |
| 620        | 142       | Die Robin Hoods von Marseille – Hilfe für die Armen                                      | 19. Nov. 2020             | Ursula Duplantier                                                                          |
| 621        | 143       | Verkäuferin mit Herz – Ein rollender Dorfladen in der lettischen Provinz                 | 20. Nov. 2020             | Ulli Wendelmann                                                                            |
| 622        | 144       | Frauenmorde in der Türkei – Aufstand gegen die Gewalt                                    | 23. Nov. 2020             | Sabine Küper-Büsch, Thomas Büsch                                                           |
| 623        | 145       | Winzer ohne Weingut – Landwirtschaft zum Mitmachen                                       | 24. Nov. 2020             | Eva Beyer                                                                                  |
| 624        | 146       | Ultrarechts im Stadion – Bulgariens Fußballfans                                          | 25. Nov. 2020             | Boris Sebastian Kamp                                                                       |
| 625        | 147       | Der weiße Tod in Europa – Die Rückkehr der Tuberkulose                                   | 26. Nov. 2020             | Heike Bittner, Liudmyla Berdnyk                                                            |
| 626        | 148       | Auf die harte Tour – Drogenentzug auf dem Bauernhof                                      | 30. Nov. 2020             | Fabian Schmalenbach, Frauke Lodders                                                        |
| 627        | 149       | Sex als Kulturkampf – Polen streitet um die Sexualmoral                                  | 1. Dez. 2020              | Nicole Blacha                                                                              |
| 628        | 150       | Gott schütze uns vor Corona! – Rumäniens Umgang mit dem Virus                            | 3. Dez. 2020              | Katrin Molnár, Paul Tutsek                                                                 |
| 629        | 151       | Fair spielen – Nachhaltigkeit im Kinderzimmer                                            | 4. Dez. 2020              | Christian Bock                                                                             |
| 630        | 152       | Der Helfer von Bihac – Zivilcourage in Bosnien                                           | 7. Dez. 2020              | Simon Riesche                                                                              |
| 631        | 153       | Albaniens Platz an der Sonne – Ein Solarunternehmen startet durch                        | 9. Dez. 2020              | Ingolf Gritschneder                                                                        |
| 632        | 154       | Pferdesport am Limit – Distanzreiten in Europa                                           | 10. Dez. 2020             | Cécilia Marchat                                                                            |
| 633        | 155       | Neues Leben im Kloster – Zwischen Abschied und Aufbruch                                  | 11. Dez. 2020             | Ulrich Bentele, Norbert Lübbers                                                            |
| 634        | 156       | Konflikt unterm Kreuz – Reformdruck in der katholischen Kirche                           | 14. Dez. 2020             | Petra Wernz, Astrid Reinberger                                                             |
| 635        | 157       | Charlie Hebdo im Visier – Terror gegen Satire in Frankreich                              | 15. Dez. 2020             | Charlotte Roquencourt, Liza Cummins                                                        |
| 636        | 158       | Venedig nach Corona – Zurück zum Massentourismus?                                        | 16. Dez. 2020             | Sara Tirelli, Jens Nicolai                                                                 |
| 637        | 159       | Unser Haus! – Kölner Obdachlose helfen sich selbst                                       | 17. Dez. 2020             | Susanne Böhm                                                                               |
| 638        | 160       | Advent ohne Lichterglanz – Vorweihnachtszeit in der Pandemie                             | 18. Dez. 2020             | Maria-Christina Degen, Cécilia Marchat                                                     |
| 639        | 161       | Brennpunkt Covid-Station – Wie gefährlich ist die zweite Welle?                          | 21. Dez. 2020             | Antje Büll                                                                                 |
| 640        | 162       | Corona-Test für alle? – Ärzte und Labore am Limit                                        | 22. Dez. 2020             | Tita von Hardenberg, Claudia Bäckmann                                                      |
| 641        | 163       | Klinik in den Anden – Europäer helfen in Peru                                            | 23. Dez. 2020             | Michael Stocks                                                                             |
| 642        | 164       | Politik statt Protest – Klimaaktivisten als Volksvertreter                               | 29. Dez. 2020             | Lennart Bedford-Strohm                                                                     |
| 643        | 165       | Braunbären in Osteuropa – Geschützt, geliebt, gehasst                                    | 30. Dez. 2020             | Detlev Konnerth                                                                            |

## 2021
| Nr. (ges.) | Nr. (St.) | Originaltitel                                                           | Erstausstrahlung D (arte) | Drehbuch                                                           |
| ---------- | --------- | ----------------------------------------------------------------------- | ------------------------- | ------------------------------------------------------------------ |
| 644        | 1         | Sex aus Armut – Zwangsprostitution in Europa                            | 4. Jan. 2021              | Stefan Maier, Herbert Gruenwald                                    |
| 645        | 2         | Revolution aus der Ferne – Thailändische Oppositionelle im Exil         | 5. Jan. 2021              | Eric Malbert                                                       |
| 646        | 3         | Wege aus dem Sanierungsstau – Fitnesskur für Brücken und Straßen        | 7. Jan. 2021              | Torsten Mehltretter                                                |
| 647        | 4         | Agata allein zu Haus – Alltag einer Pendler-Familie in Polen            | 11. Jan. 2021             | Vivien Pieper                                                      |
| 648        | 5         | Nervenkrieg in der Ägäis – Eine Insel im Gaskonflikt mit der Türkei     | 12. Jan. 2021             | Andrea Morgenthaler                                                |
| 649        | 6         | Hass im Netz – Wenn anonyme Täter zur Bedrohung werden                  | 13. Jan. 2021             | Kathrin Wildhagen                                                  |
| 650        | 7         | Der Lockruf der Provinz – Wenn die Großstadt ihren Reiz verliert        | 15. Jan. 2021             | Helge Oelert                                                       |
| 651        | 8         | Zeitbomben am Meeresgrund – Weltkriegserbe in Nord- und Ostsee          | 19. Jan. 2021             | Michael Stocks                                                     |
| 652        | 9         | Frauen gegen Lukaschenko – Belarussinnen kämpfen im Exil                | 20. Jan. 2021             | Dietmar Klumpp                                                     |
| 653        | 10        | Gestrandet auf den Kanaren – Flüchtlingskrise im Urlaubsparadies        | 21. Jan. 2021             | Dawid Romanowski                                                   |
| 654        | 11        | Mit Anwälten für Klimaschutz – Bürger verklagen die EU                  | 22. Jan. 2021             | Lourdes Picareta                                                   |
| 655        | 12        | Bauernhof statt Seniorenheim – Ein Lebensabend mit Huhn und Kuh         | 25. Jan. 2021             | Katrin Klemann, Janin Renner                                       |
| 656        | 13        | Sibirien taut auf – Klimawandel im Permafrost                           | 26. Jan. 2021             | Niko Karasek                                                       |
| 657        | 14        | Flucht aus Hongkong – Ein neues Leben im britischen Exil                | 27. Jan. 2021             | Nicole Krättli                                                     |
| 658        | 15        | Geschäft mit dem Babyglück – Leihmütter in der Ukraine                  | 29. Jan. 2021             | Bettina Wobst                                                      |
| 659        | 16        | Spiel mit der Sucht – Sieg oder Niederlage?                             | 1. Feb. 2021              | Ulrich Hagmann, Sebastian Krause                                   |
| 660        | 17        | Generation Waldbesetzer – Im Baumhaus gegen die Klimakrise              | 2. Feb. 2021              | Tatjana Mischke, Karin de Miguel Wessendorf                        |
| 661        | 18        | Wir halten die Stellung! – Der Corona-Winter in Europa                  | 4. Feb. 2021              | Jochen Bartelt, Kristina Karasu, Chiara Sambuchi, Juliane Tutein   |
| 662        | 19        | Damit's fürs Alter reicht – Wege aus der Rentenlücke                    | 5. Feb. 2021              | Joanna Michna                                                      |
| 663        | 20        | Abtreibungsverbot in Polen – Frauen fordern Selbstbestimmung            | 8. Feb. 2021              | Konrad Szołajski                                                   |
| 664        | 21        | Der Fahrradflüsterer – Hamburg im Zweiradfieber                         | 9. Feb. 2021              | Dirk Schraeder                                                     |
| 665        | 22        | Die Rohstoff-Revolution – Neu, natürlich, nachwachsend                  | 10. Feb. 2021             | Stella Könemann, Felix Franz                                       |
| 666        | 23        | Die neuen Jägerinnen – Abschied vom Lodenfilz                           | 12. Feb. 2021             | Marijke Engel, Detlev Konnerth                                     |
| 667        | 24        | Spanien rückt nach rechts – Die Pandemie und die politische Krise       | 15. Feb. 2021             | Marcel Mettelsiefen, Mayte Carrasco                                |
| 668        | 25        | Ein Herz für Laura – Das lange Warten auf ein Spenderorgan              | 17. Feb. 2021             | Liz Wieskerstrauch                                                 |
| 669        | 26        | Skilifte zu, Berge in Ruh? – Winter und Corona                          | 18. Feb. 2021             | Kathrin Denk, Thomas Hauswald                                      |
| 670        | 27        | Das Attentat von Hanau – Ein Jahr voll Trauer und Wut                   | 19. Feb. 2021             | Marcin Wierzchowski                                                |
| 671        | 28        | Gott, Ehre, Vaterland – Unabhängigkeitsmarsch in Polen                  | 22. Feb. 2021             | Georg Waldmüller                                                   |
| 672        | 29        | Konflikt im Kaukasus – Umkämpftes Bergkarabach                          | 23. Feb. 2021             | Aram Shahbazyan, Jürgen Hansen                                     |
| 673        | 30        | Jungbrunnen Joghurt? – Chinesen pilgern in ein bulgarisches Dorf        | 24. Feb. 2021             | Till Rüger                                                         |
| 674        | 31        | Kampf an vielen Fronten – Die Bundeswehr und ihre Reservisten           | 25. Feb. 2021             | Theo Heyen                                                         |
| 675        | 32        | Ausgemolken! – Bauern steigen aus der Nutztierhaltung aus               | 26. Feb. 2021             | Christian Gropper, Barbara Struif                                  |
| 676        | 33        | Überleben im Holocaust – Geheimen Verstecken auf der Spur               | 1. März 2021              | Peter Prestel, Karsten Schwanke                                    |
| 677        | 34        | Aufstand gegen Putin – Steht Russland vor dem Umbruch?                  | 2. März 2021              | Niko Karasek, Elena Lwowa                                          |
| 678        | 35        | Schuften für die Kinder – Eine rumänische Familie in Berlin             | 4. März 2021              | Tom Fugmann                                                        |
| 679        | 36        | Mit Corona auf die Piste – Skichaos in den Alpen                        | 5. März 2021              | Gordian Arneth                                                     |
| 680        | 37        | Arm auf Mallorca – Urlaubsinsel in Corona-Not                           | 8. März 2021              | Ralf Wilharm                                                       |
| 681        | 38        | Letzte Hoffnung in Calais – Der Brexit und das Elend der Migranten      | 9. März 2021              | Camille Toulmé                                                     |
| 682        | 39        | Waschen, schneiden, desinfizieren – Endlich wieder zum Friseur          | 10. März 2021             | Nicole Blacha, Theo Heyen, Elena Horn, Katrin Kleemann             |
| 683        | 40        | Mein Leben für Tiere – Eine Schottin und ihr Tierhospiz                 | 12. März 2021             | Tim Hamelberg                                                      |
| 684        | 41        | Schnitzel 2.0 – Pflanzliche Alternativen erobern Europa                 | 15. März 2021             | Philipp Juranek, Antonia Coenen                                    |
| 685        | 42        | Urne oder Sarg? – Griechenland streitet um die letzte Ruhe              | 17. März 2021             | Katrin Molnár, Efthymia Mourgela, Paul Tutsek                      |
| 686        | 43        | Die Thunfischer von Andalusien – Eine Algenplage bedroht das Mittelmeer | 19. März 2021             | Marcel Mettelsiefen, Tim Röhn                                      |
| 687        | 44        | Überleben Glückssache? – Rumäniens krebskranke Kinder                   | 23. März 2021             | Alina Teodorescu                                                   |
| 688        | 45        | Buddhisten gegen Oligarchen – Streit um einen Tempel im Ural            | 24. März 2021             | Valeria Starovoyt, Frank Müller                                    |
| 689        | 46        | Wärme dank Hanf und Hightech – Neue Wege zur Wärmewende                 | 26. März 2021             | Frauke Vogel                                                       |
| 690        | 47        | St. Pauli in der Krise – Der Kiez vor dem Aus                           | 29. März 2021             | Ina Kessebohm                                                      |
| 691        | 48        | Dicke Fische – Wettangeln am Balaton                                    | 31. März 2021             | Katrin Molnár, Paul Tutsek                                         |
| 692        | 49        | Spielend zum Erfolg – Mehr Motivation für alle                          | 2. Apr. 2021              | Cordula Stadter                                                    |
| 693        | 50        | Der letzte Ausverkauf – Ladensterben im Einzelhandel                    | 5. Apr. 2021              | Jennifer Gunia                                                     |
| 694        | 51        | Flüchtlinge in der Türkei – Die Gestrandeten von Istanbul               | 7. Apr. 2021              | Kristina Karasu                                                    |
| 695        | 52        | Provinz für Anfänger – Italiens Ideen gegen die Landflucht              | 9. Apr. 2021              | Caroline von der Tann                                              |
| 696        | 53        | Arme Sau? – Deutsche Schweinebauern unter Druck                         | 13. Apr. 2021             | Carsten Binsack                                                    |
| 697        | 54        | Ein Staatsanwalt räumt auf – Jagd auf die Mafia in Kalabrien            | 14. Apr. 2021             | Edgar Wolf, Sandro Mattioli                                        |
| 698        | 55        | Kosovo träumt vom Neuanfang – Junger Staat mit tiefen Wunden            | 15. Apr. 2021             | Katrin Molnár, Paul Tutsek                                         |
| 699        | 56        | Tunesiens verlorene Generation – Eine Gefahr für Europa?                | 20. Apr. 2021             | Daniel Böhm, Mirco Keilberth, Dawid Romanowski                     |
| 700        | 57        | Franzosen gegen Amazon – Streit um den Online-Handel                    | 22. Apr. 2021             | Lorenz Findeisen                                                   |
| 701        | 58        | Das Vieh muss weg! – Niederländische Bauern in der Klimakrise           | 27. Apr. 2021             | Britta Behrendt, Claudia Bäckmann                                  |
| 702        | 59        | Corona in Französisch-Guayana – Das Virus an Europas Rand               | 29. Apr. 2021             | Albert Knechtel                                                    |
| 703        | 60        | Fliegen, fahren, schweben – Der Verkehr der Zukunft                     | 30. Apr. 2021             | Christian Bock                                                     |
| 704        | 61        | Frauen im Riesentruck – Das Ende einer Männerbastion                    | 4. Mai 2021               | Detlev Konnerth                                                    |
| 705        | 62        | Durchhalten in der Krise – Die Pandemie und die Psyche                  | 5. Mai 2021               | Almut Gronauer, Cornelia Benne                                     |
| 706        | 63        | Impfen für alle – Wie erfolgreich ist Serbiens Impfkampagne?            | 6. Mai 2021               | Eberhard Rühle, Natalija Miletić                                   |
| 707        | 64        | Wenn die Fluten steigen – Küstenschutz gegen Klimawandel                | 7. Mai 2021               | Christina Gantner, Philipp Juranek                                 |
| 708        | 65        | Corona und der Haustier-Boom – Hund, Katze, Affe dringend gesucht       | 10. Mai 2021              | Dominik Von Eisenhart-Rothe                                        |
| 709        | 66        | Die Muschelsucher vom Tejo – Illegaler Beutezug aus Not                 | 12. Mai 2021              | Lourdes Picareta, Miguel Szymanski                                 |
| 710        | 67        | Ramadan in Europa – Fasten, beten, Abstand halten                       | 13. Mai 2021              | Thomas Büsch, Lorenz Findeisen, Sabine Küper-Büsch, Juliane Tutein |
| 711        | 68        | Simonkas Schicksal – Ein Vater hofft                                    | 14. Mai 2021              | Danko Handrick                                                     |
| 712        | 69        | Deutschland, Frankreich, Covid – Wie ein Virus die Grenze zurück bringt | 17. Mai 2021              | Susanne Freitag-Carteron                                           |
| 713        | 70        | Starkregen und Sturzfluten – Sind wir vorbereitet?                      | 19. Mai 2021              | Susanne Roser                                                      |
| 714        | 71        | Hilfe aus der Natur – Alte Heilmethoden neu entdeckt                    | 21. Mai 2021              | Jenny Roller-Spoo, Sabine Grießer                                  |
| 715        | 72        | Der Brexit-Frust – Zollchaos im Königreich                              | 24. Mai 2021              | Katrin Spranger, Anke Lüddecke                                     |
| 716        | 73        | Die Kanaren der Zukunft – Neue Tourismuspläne für die Inseln            | 27. Mai 2021              | Simon Riesche                                                      |
| 717        | 74        | Blut, Schweiß und Tränen – Leben an Russlands Elite-Sportschulen        | 31. Mai 2021              | Niko Karasek, Elena Lwowa                                          |
| 718        | 75        | Luchse ohne Zukunft? – Streit um die Wiederansiedlung in Europa         | 1. Juni 2021              | Henning Winter                                                     |
| 719        | 76        | Das Attentat von Nizza – Leben nach dem Terroranschlag                  | 3. Juni 2021              | Harriet Kloss, Markus Thöß                                         |
| 720        | 77        | Schuldenfalle Corona – Berater am Limit                                 | 4. Juni 2021              | Susanne Fiedler, Steffi Illinger                                   |
| 721        | 78        | Durstige Avocados – Neue Monokulturen in Portugals Süden                | 7. Juni 2021              | Gordian Arneth                                                     |
| 722        | 79        | Polnische Pflegerinnen – Schuften für Deutschland                       | 9. Juni 2021              | Emilia Sniegoska                                                   |
| 723        | 80        | Fernweh nach Italien – Anders reisen nach der Pandemie                  | 10. Juni 2021             | Marijke Engel, Detlev Konnerth                                     |
| 724        | 81        | Rettet Europas Amazonas – Wasserstraße bedroht Polesiens Natur          | 11. Juni 2021             | Lourdes Picareta                                                   |
| 725        | 82        | Vorsicht Blutsauger! – Forscher auf Zecken-Jagd                         | 9. Aug. 2021              | Thomas Aders                                                       |
| 726        | 83        | Angler gegen Fischer – Streit um Frankreichs Lachse                     | 10. Aug. 2021             | Sebastian Heemann                                                  |
| 727        | 84        | Wasser für Istanbul – Trocknet die Millionenmetropole aus?              | 12. Aug. 2021             | Oliver Mayer-Rüth, Şener Azak                                      |
| 728        | 85        | Den Rücken stärken – Wege in ein schmerzfreies Leben                    | 13. Aug. 2021             | Anni Brück                                                         |
| 729        | 86        | Rente mit 40? – Heute verzichten, später genießen                       | 16. Aug. 2021             | Patricia Corniciuc                                                 |
| 730        | 87        | Die Taliban in Kabul – Afghanische Zivilisten in Gefahr                 | 17. Aug. 2021             | Daniel Böhm, Thore Schröder                                        |
| 731        | 88        | Der Krieg um den Wildfisch – Auf einem Trawler vor den Färöer-Inseln    | 18. Aug. 2021             | Philippe Lespinasse                                                |
| 732        | 89        | Käse statt Kriminalität – Ein Biohof in Marseille                       | 19. Aug. 2021             | Stephanie Schories, Kathrin Wildhagen                              |
| 733        | 90        | Künstler im Knast – Meinungsfreiheit in Spanien gefährdet               | 23. Aug. 2021             | Dietmar Klumpp                                                     |
| 734        | 91        | Invasion der Stinkwanzen – Ein neuer Schädling wird zur Plage           | 24. Aug. 2021             | Sabine Lindlbauer                                                  |
| 735        | 92        | Hilfe für Rumäniens Straßenhunde – Ein neues Zuhause für Nummer 44330   | 26. Aug. 2021             | Scarlet Richter                                                    |
| 736        | 93        | Für immer jung! – Omas und Opas gründen ihr eigenes Radio               | 30. Aug. 2021             | Helge Oelert                                                       |
| 737        | 94        | Die Rückkehr der Rückepferde – Kraftpakete für den Wald                 | 1. Sep. 2021              | Sybille Schultz                                                    |
| 738        | 95        | Spitzenküche ohne Fleisch? – Frankreichs Gastronomie im Umbruch         | 2. Sep. 2021              | Marie Tiemann                                                      |
| 739        | 96        | My Camper Is My Castle – Corona und der Wohnmobil-Boom                  | 3. Sep. 2021              | Katrin Kleemann, Volker Heimann                                    |
| 740        | 97        | Illegale Pestizide – Den Giften auf der Spur                            | 7. Sep. 2021              | Susanne Roser                                                      |
| 741        | 98        | Betrunken im Mutterleib – Alkoholgeschädigte Kinder in Nordirland       | 9. Sep. 2021              | Anke Lüddecke                                                      |
| 742        | 99        | Die Artisten-Azubis – Voller Einsatz für die Bühnen-Reife               | 10. Sep. 2021             | Dirk Schraeder                                                     |
| 743        | 100       | Urlaub auf der Krim – Sommer, Sonne und Sanktionen                      | 13. Sep. 2021             | Niko Karasek, Elena Lwowa                                          |
| 744        | 101       | Tauben – Seuchenverbreiter oder Rennpferde der Lüfte?                   | 14. Sep. 2021             | Jutta Pinzler, Sylvia Freudenberger                                |
| 745        | 102       | Elif will Gold – Ringen in Bulgarien                                    | 15. Sep. 2021             | Katrin Molnár, Paul Tutsek                                         |
| 746        | 103       | Steuern rauf für Superreiche – Deutschlands Geld-Elite nach Corona      | 16. Sep. 2021             | Petra Wernz                                                        |
| 747        | 104       | Mitbestimmen und gestalten – Der Wunsch nach mehr Demokratie            | 17. Sep. 2021             | Saskia Heim, Lena Breuer, Sybille Koller                           |
| 748        | 105       | Schutzengel der Transfrauen – Loredanas Aufstand gegen den Hass         | 21. Sep. 2021             | Giulia Ottaviano                                                   |
| 749        | 106       | Ambulanz für Denkmäler – Ruinen-Retter in Siebenbürgen                  | 22. Sep. 2021             | Antje Schneider                                                    |
| 750        | 107       | Einsatz in der Ostukraine – Ein Pastor zwischen den Fronten             | 23. Sep. 2021             | Michael S. McGlinn                                                 |
| 751        | 108       | Lust an der Gefahr – Warum Extremsportler ihr Leben riskieren           | 24. Sep. 2021             | Detlef Konnerth                                                    |
| 752        | 109       | Schulschluss in Serbien – Wenn auf dem Land nichts mehr geht            | 27. Sep. 2021             | Vivien Pieper                                                      |
| 753        | 110       | Gefährliche Gletscherschmelze – Klimawandel im Hochgebirge              | 28. Sep. 2021             | Jörg Daniel Hissen                                                 |
| 754        | 111       | Baywatch auf 4 Pfoten – Italiens Rettungshunde                          | 29. Sep. 2021             | Marie-Kristin Boese, Claudia Groh                                  |
| 755        | 112       | Zurück zur Wildnis – Mensch und Natur im Einklang                       | 1. Okt. 2021              | Lena Gräf, Susanne Roser                                           |
| 756        | 113       | Im Schatten des Ätna – Was wird aus den Dörfern am Vulkan?              | 4. Okt. 2021              | Heiko Heltorff, Juliette Planitzer                                 |
| 757        | 114       | Pulverfass Nordirland – Streit nach dem Brexit                          | 5. Okt. 2021              | Peter Onneken                                                      |
| 758        | 115       | Lust auf neues Leder – Häute aus Apfel, Biobüffel und Kaktee            | 6. Okt. 2021              | Felix Franz                                                        |
| 759        | 116       | Ein Koch am Ende der Welt – Spitzenküche in Bulgarien                   | 8. Okt. 2021              | Katrin Molnár, Paul Tutsek                                         |
| 760        | 117       | Schneeglöckchen aus Georgien – Handel mit Wildblumen aus dem Kaukasus   | 11. Okt. 2021             | Nathalie Bertrams, Ingrid Gercama, Arndt Lorenz, Jens Tervooren    |
| 761        | 118       | Polen Shalom – Jung, jüdisch, selbstbewusst                             | 12. Okt. 2021             | Jan Tenhaven                                                       |
| 762        | 119       | Überleben unter Islamisten – Die Taliban an der Macht                   | 13. Okt. 2021             | Daniel Böhm, Thore Schröder                                        |
| 763        | 120       | Die Modeverweigerer – Slow statt Fast Fashion                           | 14. Okt. 2021             | Susann Kowatsch, Norbert Lübbers                                   |
| 764        | 121       | Grönlands neue Rohstoffe – Eine Chance für den Aufschwung?              | 15. Okt. 2021             | Michael Fräntzel                                                   |
| 765        | 122       | Portugals "Himbeervisum" – Asiaten schuften für den EU-Pass             | 18. Okt. 2021             | Lourdes Picareta, Paulo Barriga                                    |
| 766        | 123       | Geisterstadt Varosha – Zypern zwischen Krise und Versöhnung             | 19. Okt. 2021             | Kristina Karasu                                                    |
| 767        | 124       | Kinderpsychiatrie am Limit – Ärzte schlagen Alarm                       | 20. Okt. 2021             | Liz Wieskerstrauch                                                 |
| 768        | 125       | Auszeit in der Nordsee – Die Robben und der Lockdown                    | 22. Okt. 2021             | J. Michael Schumacher                                              |
| 769        | 126       | Schwarzer Tee, grüner Anbau – Neue Ideen für ein Traditionsgetränk      | 25. Okt. 2021             | Tanja von Ungern-Sternberg                                         |
| 770        | 127       | Wenn Pflege krank macht – Ein Berufsstand vor dem Burnout               | 26. Okt. 2021             | Schyda Vasseghi                                                    |
| 771        | 128       | Jagd auf Pilze in Rumänien – Das Geschäft mit einer Delikatesse         | 28. Okt. 2021             | Alina Teodorescu                                                   |
| 772        | 129       | Lebendig und lebenswert – Wie Städte sich neu erfinden                  | 29. Okt. 2021             | Eva Münstermann, Frédérique Veith                                  |
| 773        | 130       | Die Klima-Aussteiger – Leben ohne Strom und fließend Wasser             | 1. Nov. 2021              | Juliane Tutein                                                     |
| 774        | 131       | Wir machen Moor – Im Einsatz für den Klimaschutz                        | 2. Nov. 2021              | Julia Schwenn                                                      |
| 775        | 132       | Ein Ende der Qual? – Schweinebauern denken um                           | 5. Nov. 2021              | Constantin Stüve                                                   |
| 776        | 133       | Samenbank oder Hausbesuch? – Wunschkinder von fremden Vätern            | 8. Nov. 2021              | Ulrike Brincker                                                    |
| 777        | 134       | Der Synagogenretter – Jüdisches Erbe in der Ukraine                     | 9. Nov. 2021              | Lennart Banholzer                                                  |
| 778        | 135       | Harte Linie gegen Migranten – Dänemarks Problemviertel                  | 11. Nov. 2021             | Petra Wernz                                                        |
| 779        | 136       | Tante Emma lebt – Dorfläden im Trend                                    | 12. Nov. 2021             | Theo Heyen                                                         |
| 780        | 137       | Rauschlos glücklich? – Der Hype um den Wirkstoff CBD                    | 15. Nov. 2021             | Andreas Wagner                                                     |
| 781        | 138       | Das beste Heu der Welt – Wem gehört das Wasser in Südfrankreich?        | 16. Nov. 2021             | Lorenz Findeisen                                                   |
| 782        | 139       | Wasser für den Donbass – Kriegsalltag in der Ostukraine                 | 18. Nov. 2021             | Antje Büll                                                         |
| 783        | 140       | Tropenfrüchte ohne Reue – Ökologisch, fair und lecker                   | 19. Nov. 2021             | Marika Liebsch, Tanja Reinhard, Yves Schurzmann                    |
| 784        | 141       | Bandenkriminalität in Schweden – Krieg der Clans                        | 22. Nov. 2021             | Detlev Konnerth                                                    |
| 785        | 142       | One-Way-Ticket aus Budapest – Ungarn in Berlin                          | 23. Nov. 2021             | Marian Kiss, Julia Csabai                                          |
| 786        | 143       | Gewalt im Kreißsaal – Wenn die Geburt zum Alptraum wird                 | 25. Nov. 2021             | Liz Wieskerstrauch                                                 |
| 787        | 144       | Wunderwaffe Hanf – Altes Wissen neu entdeckt                            | 26. Nov. 2021             | Daniela Erler, Ralph Weihermann                                    |
| 788        | 145       | Dollars für die Heimat – Familie als Sozialsystem                       | 29. Nov. 2021             | Ralph Weihermann                                                   |
| 789        | 146       | Der große Holzmangel – Warum ein Dorf nicht bauen kann                  | 30. Nov. 2021             | Theo Heyen                                                         |
| 790        | 147       | Illegaler Müll in Polen – Millionengeschäft Müllexporte                 | 1. Dez. 2021              | Philipp Lemmerich                                                  |
| 791        | 148       | Diagnose unbekannt – Leben mit einer seltenen Erkrankung                | 2. Dez. 2021              | Elena Horn, Antje Büll                                             |
| 792        | 149       | Faire Wolle – Neue Wege in der Textilindustrie                          | 3. Dez. 2021              | Lydia Meyer, Philipp Juranek                                       |
| 793        | 150       | Giftige Jeans – Die dunkle Seite der türkischen Textilindustrie         | 6. Dez. 2021              | Kristina Karasu                                                    |
| 794        | 151       | Auswandern nach Deutschland? – Londons jüdische Gemeinde und der Brexit | 7. Dez. 2021              | Dominik von Eisenhart-Rothe                                        |
| 795        | 152       | Die deutschen Russen – Späte Rückkehr in eine fremde Heimat             | 9. Dez. 2021              | Volker Insel                                                       |
| 796        | 153       | Gold und Glitzer – Schmuck aus fairem Handel                            | 10. Dez. 2021             | Jasmin Cilesiz Linhart                                             |
| 797        | 154       | Leben mit der Lava – La Palma kommt nicht zur Ruhe                      | 13. Dez. 2021             | Gordian Arneth                                                     |
| 798        | 155       | Geld ist nicht alles – Investieren mit doppelter Rendite                | 14. Dez. 2021             | Norman Laryea, Alexandra Hostert                                   |
| 799        | 156       | Misshandelt – Kinderschutz in der Pandemie                              | 15. Dez. 2021             | Petra Boberg, Christine Rütten                                     |
| 800        | 157       | Zurück in den Job – Wege aus der Arbeitslosigkeit                       | 16. Dez. 2021             | Sabine Grießer, Jenny Roller-Spoo                                  |
| 801        | 158       | Zoff im Tagebau Turow – Gräbt Polen uns das Wasser ab?                  | 17. Dez. 2021             | Bettina Wobst                                                      |
| 802        | 159       | Oje, Tannenbaum! – Schlagen, mieten oder selber basteln?                | 20. Dez. 2021             | Susann Kowatsch, Norbert Lübbers                                   |
| 803        | 160       | Meine Katze aus Damaskus – Wie Geflüchtete ihre Haustiere wiedersehen   | 21. Dez. 2021             | Jennifer Gunia                                                     |
| 804        | 161       | First Lady of Whisky – Schottland auf neuen Wegen                       | 22. Dez. 2021             | Peter Prestel, Karsten Schwanke                                    |
| 805        | 162       | Zwischen den Fronten – Lebensretter an Polens Ostgrenze                 | 23. Dez. 2021             | Jonas Eisenschmidt, Constanze Wolpers, Natalia Zuch                |
| 806        | 163       | Lieber verstrahlt als im Krieg? – Neuanfang in Tschernobyl              | 27. Dez. 2021             | Katrin Molnár, Liudmyla Berdnyk                                    |
| 807        | 164       | Land für alle – Keine Chance für Spekulanten                            | 28. Dez. 2021             | Jürgen Brügger, Jürgen Haaßengier                                  |
| 808        | 165       | Obdachlos am Bosporus – Wenn der Staat nicht hilft                      | 29. Dez. 2021             | Katharina Willinger, Cemal Taşdan, Murat Yücalar                   |
| 809        | 166       | Notruf Tel Aviv – Im Einsatz sind alle gleich                           | 30. Dez. 2021             | Martin Himel                                                       |

## 2022
| Nr. (ges.) | Nr. (St.) | Originaltitel                                                                                | Erstausstrahlung D (arte) | Drehbuch |
| ---------- | --------- | -------------------------------------------------------------------------------------------- | ------------------------- | --- |
| 810        | 1         | Traum vom eigenen Schloss – Märchen oder Millionengrab?                                      | 3. Jan. 2022              | Jelena Altenberg                                                                                               |
| 811        | 2         | Gälisch für Anfänger – Leben auf den Aran Islands                                            | 4. Jan. 2022              | Simone Dettelbacher                                                                                            |
| 812        | 3         | Jung, arm und ausgebremst – Jugendarmut in Deutschland                                       | 5. Jan. 2022              | Christine Walter                                                                                               |
| 813        | 4         | Endlich Ruhe – Wie der Alltag leiser wird                                                    | 7. Jan. 2022              | Veit Bentlage                                                                                                  |
| 814        | 5         | Segel setzen, Zeichen setzen – Nachhaltiger Handel im Mittelmeer                             | 10. Jan. 2022             | Stefanie Brockhaus                                                                                             |
| 815        | 6         | Stark am Ball – Im Verein gegen Judenhass                                                    | 11. Jan. 2022             | Jacqueline Dreyhaupt                                                                                           |
| 816        | 7         | Süchtig nach Muskeln – Junge Männer und ihr Körperkult                                       | 13. Jan. 2022             | Steffi Cassel                                                                                                  |
| 817        | 8         | Senioren am Steuer – Altersgrenze für den Führerschein?                                      | 14. Jan. 2022             | Matthias Ilnicki                                                                                               |
| 818        | 9         | Bitte warten! – Krebskranke im Schatten der Pandemie                                         | 17. Jan. 2022             | Kathrin Denk, Thomas Hauswald                                                                                  |
| 819        | 10        | Siziliens Frauen begehren auf – Unabhängig statt unterwürfig                                 | 19. Jan. 2022             | Denise Dismer                                                                                                  |
| 820        | 11        | Boden gut, alles gut – Mit lebendiger Erde das Klima retten                                  | 20. Jan. 2022             | Wolfram Huke, Pia Schädel                                                                                      |
| 821        | 12        | Marie-Claires "Rote Orchideen" – Hilfe für Opfer von Genitalverstümmelung                    | 21. Jan. 2022             | Janine Bechthold                                                                                               |
| 822        | 13        | Klimakiller Fliegen – Wohin geht die Luftfahrt?                                              | 24. Jan. 2022             | Isabella Kroth                                                                                                 |
| 823        | 14        | Das portugiesische Wunder im Kampf gegen die Drogen – Wie Portugal den Süchtigen helfen will | 25. Jan. 2022             | Thomas Dandois                                                                                                 |
| 824        | 15        | Liebe über Grenzen – Der lange Kampf ums Visum                                               | 26. Jan. 2022             | Denise Jacobs                                                                                                  |
| 825        | 16        | Für alle Felle – Die Tierschutzpolizei Ihrer Majestät                                        | 28. Jan. 2022             | J. Michael Schumacher                                                                                          |
| 826        | 17        | Neustart mit Hindernissen – Afghanische Ortskräfte in Deutschland                            | 31. Jan. 2022             | Eva Beyer, Ralph Weihermann                                                                                    |
| 827        | 18        | Auf Fälscher-Fährte – Die Jagd auf Produkt-Piraten                                           | 1. Feb. 2022              | Jennifer Gunia                                                                                                 |
| 828        | 19        | Ein Dach für alle – Wege aus der Obdachlosigkeit                                             | 3. Feb. 2022              | Karlo Malmedie, Lars Hering                                                                                    |
| 829        | 20        | Die Müllsammler vom Bosporus – Wem gehört der Abfall?                                        | 4. Feb. 2022              | Stephan Talneau, Selcen Küçüküstel                                                                             |
| 830        | 21        | Hilfe vom Heilpraktiker – Gefahr oder alternative Medizin?                                   | 7. Feb. 2022              | Janin Renner, Dawid Romanowski                                                                                 |
| 831        | 22        | Spaltung in Bosnien – Gemeinsam gegen Populisten                                             | 8. Feb. 2022              | Eberhard Rühle, Natalija Miletic                                                                               |
| 832        | 23        | Kreuzfahrt auf neuem Kurs – Schrottplatz oder Jungfernfahrt?                                 | 9. Feb. 2022              | J. Michael Schumacher                                                                                          |
| 833        | 24        | So ein Käse – Köstlich, kreativ und klimafreundlich                                          | 11. Feb. 2022             | Annie Hofmann, Katrin Kleemann                                                                                 |
| 834        | 25        | Säen, ernten, posten – Junge Influencer in der Landwirtschaft                                | 14. Feb. 2022             | Stefan Bellgardt, Kathrin Wildhagen                                                                            |
| 835        | 26        | Ekatarina sucht das Eheglück – Russische Frauen in der Krise                                 | 15. Feb. 2022             | Anna Shishova, Frank Müller                                                                                    |
| 836        | 27        | Hetzjagd in Frankreich – Kampf um eine königliche Tradition                                  | 16. Feb. 2022             | Pedro Da Fonseca, Yann Le Gléau                                                                                |
| 837        | 28        | Was ist schon normal? – Zusammen leben mit und ohne Behinderung                              | 18. Feb. 2022             | Angela Scheele                                                                                                 |
| 838        | 29        | Schwimmen mit Handicap – Höchstleistung ohne Arme und Beine                                  | 21. Feb. 2022             | Eva Deroualle, Alix François Meier                                                                             |
| 839        | 30        | Huhn and the City – Der Traum vom eigenen Ei                                                 | 22. Feb. 2022             | Diana Löbl |
| 840        | 31        | Illegale Autorennen – Wenn Raser Menschenleben fordern                                       | 23. Feb. 2022             | Ralf Wilharm                                                                                                   |
| 841        | 32        | Patrouille am Stacheldraht – Georgier gegen russische Okkupation                             | 24. Feb. 2022             | Katrin Molnár, Salome Meskhi-Sanikidze, Ralph Hälbig                                                           |
| 842        | 33        | Calvinisten und Corona – Proteste in den Niederlanden                                        | 25. Feb. 2022             | Detlev Konnerth, Antonia Köppert, Karsten Scheuren                                                             |
| 843        | 34        | Anderssein unerwünscht – In Russland gegen Vorurteile                                        | 28. Feb. 2022             | Vivien Pieper                                                                                                  |
| 844        | 35        | Der Traum vom Moulin Rouge – Tanzkarriere trotz Pandemie                                     | 1. März 2022              | Simone Hoffmann                                                                                                |
| 845        | 36        | An der Frontlinie – Auf der Flucht in der Ukraine                                            | 2. März 2022              | Roman Schell                                                                                                   |
| 846        | 37        | Umweltgift am Mittelmeer – Frankreichs Industrie in Fos-sur-Mer                              | 3. März 2022              | Tania Schelest                                                                                                 |
| 847        | 38        | Fremde Heimat Serbien – Abschiebung ins Nichts                                               | 4. März 2022              | Claudia Bäckmann, Julia Groteclaes                                                                             |
| 848        | 39        | Wunschkinder für Solo-Männer – Familienplanung ohne Partnerin                                | 7. März 2022              | Elena Horn, Isabel Sutton                                                                                      |
| 849        | 40        | Rebellin mit Krückstock – Minja und die serbischen Flüsse                                    | 8. März 2022              | Vivien Pieper, Laura Schmitt                                                                                   |
| 850        | 41        | Land unter in Portugal – Angst vor dem Meer                                                  | 9. März 2022              | Antonio Cascais                                                                                                |
| 851        | 42        | Krieg in der Ukraine – Fliehen oder bleiben?                                                 | 10. März 2022             | Nicole Blacha, Michael McGlinn, Frank Zintner                                                                  |
| 852        | 43        | Unterwegs mit Verzweifelten – Ukrainer auf der Flucht vor Putins Truppen                     | 11. März 2022             | Katrin Molnár, Paul Tutsek, Marin Turea                                                                        |
| 853        | 44        | Leben ohne Ackergift – Fünf Jahre später                                                     | 14. März 2022             | Ralph Weihemann                                                                                                |
| 854        | 45        | Erdogans Geiseln – Fünf Jahre später                                                         | 15. März 2022             | Lourdes Picareta, Vera Rudolph, Christian Feiland                                                              |
| 855        | 46        | Der Traum vom Paradies – Fünf Jahre später                                                   | 16. März 2022             | Silvia Kaiser                                                                                                  |
| 856        | 47        | Zurück nach Albanien – Fünf Jahre später                                                     | 17. März 2022             | Christian Gropper                                                                                              |
| 857        | 48        | Schottergärten im Visier – Wenn Kies und Co. die Natur verdrängen                            | 21. März 2022             | Nicola Goethe                                                                                                  |
| 858        | 49        | Erzfeinde im Kosovo – Albaner und Serben streiten um Trepča-Mine                             | 22. März 2022             | Paul Tutsek, Elmar J. Lordemann                                                                                |
| 859        | 50        | Angst vor Russlands Panzern – Moldawien und der Krieg in der Ukraine                         | 24. März 2022             | Detlev Konnerth                                                                                                |
| 860        | 51        | Ein Haus aus Müll – Bauen für eine saubere Zukunft                                           | 25. März 2022             | Tatjana Mischke, Valentin Thurn                                                                                |
| 861        | 52        | Die Lawinensprenger – Sicherheit für Österreichs Pisten                                      | 28. März 2022             | Markus Henssler                                                                                                |
| 862        | 53        | Danny und die gute Küche – Ein Australier begeistert ein italienisches Dorf                  | 29. März 2022             | Peter Onneken, Diana Löbl                                                                                      |
| 863        | 54        | Trucker verzweifelt gesucht – Wie Speditionen um Nachwuchs kämpfen                           | 30. März 2022             | Sabine Lindlbauer, Susanne Roser                                                                               |
| 864        | 55        | Die Unentbehrlichen – Mehr Anerkennung für harte Arbeit                                      | 31. März 2022             | Denise Dismer                                                                                                  |
| 865        | 56        | Die Russen und der Krieg – Protest und Unterdrückung                                         | 1. Apr. 2022              | Frank Müller, Valeria Starovoit, Iwan Bezdomnyj                                                                |
| 866        | 57        | Fremd im eigenen Körper – Hilfe für junge Transmenschen                                      | 4. Apr. 2022              | Sonja Sydow |
| 867        | 58        | Mit Vollgas gegen die Langeweile – Schrottrennen in der finnischen Provinz                   | 5. Apr. 2022              | Dawid Romanowski                                                                                               |
| 868        | 59        | Abschied von Allah – Wenn Muslime aufhören zu glauben                                        | 7. Apr. 2022              | Marco Giacopuzzi                                                                                               |
| 869        | 60        | Jagdfieber in Frankreich – Die Hetzjagd und ihre Gegner                                      | 8. Apr. 2022              | Nils Casjens                                                                                                   |
| 870        | 61        | Geprüft, gesperrt, gesprengt – Sind Deutschlands Brücken noch zu retten?                     | 11. Apr. 2022             | Julia Schwenn, Victoria Vorbröker                                                                              |
| 871        | 62        | Hass, Liebe, Heimat – Glückssuche auf Jüdisch                                                | 12. Apr. 2022             | Jan Tenhaven                                                                                                   |
| 872        | 63        | Boom der Geisterjäger – Sehnsucht nach dem Paranormalen                                      | 13. Apr. 2022             | Volker Heimann, Tobias Hochstöger                                                                              |
| 873        | 64        | Lockruf der Provinz – Die neue Lust aufs Land                                                | 14. Apr. 2022             | Babette Hnup, Frédérique Veith                                                                                 |
| 874        | 65        | Schwarz unter Weißen – Rassismus als Alltagsproblem                                          | 18. Apr. 2022             | Nils Fricke, Jens Nicolai                                                                                      |
| 875        | 68        | Das marode Herz von Marseille – Eine Stadt im Zerfall                                        | 21. Apr. 2022             | Nils Casjens                                                                                                   |
| 876        | 69        | Die Geld-Netzwerker – Mit lokaler Währung durch die Corona-Krise                             | 22. Apr. 2022             | Karin de Miguel Wessendorf                                                                                     |
| 877        | 70        | Freiwillig in die Ukraine – Ein Deutscher zieht in den Krieg                                 | 25. Apr. 2022             | Sebastian Weis                                                                                                 |
| 878        | 71        | Wenn Krebs arm macht – Überleben nach der Diagnose                                           | 26. Apr. 2022             | Ole Neugebauer                                                                                                 |
| 879        | 72        | Krakau ohne Krakauer – Polens neue Lust auf vegan                                            | 27. Apr. 2022             | Dirk Schraeder                                                                                                 |
| 880        | 73        | Mit der Kamera an die Front – Zwei Kriegsfotografinnen in der Ukraine                        | 29. Apr. 2022             | Mila Teshaieva, Johanna-Maria Fritz, Nils Fricke                                                               |
| 881        | 72        | Valerius’ Schützlinge – Zuflucht für Bukarests verlorene Kinder                              | 2. Mai 2022               | Alina Teodorescu                                                                                               |
| 882        | 73        | Abschied vom Ungeborenen – Sternenkinder und ihre Familien                                   | 4. Mai 2022               | Schyda Vasseghi, Katrin Kleemann                                                                               |
| 883        | 74        | Medizin von morgen – Wenn Computer heilen helfen                                             | 5. Mai 2022               | Tatjana Mischke                                                                                                |
| 884        | 77        | Windräder in der Ägäis – Streit um Griechenlands grüne Zukunft                               | 9. Mai 2022               | Madeleine Dallmeyer, Tasos Karadedos                                                                           |
| 885        | 78        | Doktor Olga in der Taiga – Post und Pillen für Sibirien                                      | 11. Mai 2022              | Vivien Pieper, Laura Schmitt                                                                                   |
| 886        | 79        | Ackern, Kämpfen, Helfen – Bauern zwischen Krieg und Frieden                                  | 12. Mai 2022              | Almut Gronauer, Cornelia Benne                                                                                 |
| 887        | 80        | Mit Körper und Köpfchen – Ganzheitlich gesünder sein                                         | 13. Mai 2022              | Maria-Christina Degen                                                                                          |
| 888        | 81        | Flucht vor Putin – Russen in Georgien                                                        | 16. Mai 2022              | Katrin Molnár, Salome Meskhi-Sanikidze, Paul Tutsek, Ralph Hälbig                                              |
| 889        | 82        | Agnes und Amir – WG mit einer 101-Jährigen                                                   | 17. Mai 2022              | Lisa Jandi |
| 890        | 83        | Gesundheit für alle – Mehr als Medizin                                                       | 19. Mai 2022              | Jana Kalms |
| 891        | 84        | Brexit ja, Zukunft nein – Der Frust der britischen Fischer                                   | 20. Mai 2022              | Sebastian Bellwinkel                                                                                           |
| 892        | 85        | Kabeljauzungen-Schneider – Traditionsjob für die Kinder der Lofoten                          | 23. Mai 2022              | Michael McGlinn                                                                                                |
| 893        | 86        | Heimatlos und ungeliebt – Syrische Flüchtlinge in der Türkei                                 | 25. Mai 2022              | Oliver Mayer-Rüth, Cemal Taşdan, Sener Azak                                                                    |
| 894        | 87        | Insekten à la Carte – Frankreichs Nouvelle Cuisine                                           | 26. Mai 2022              | Aliénor Adrey                                                                                                  |
| 895        | 88        | Vielfalt leben – Schluss mit Vorurteilen                                                     | 27. Mai 2022              | Joanna Michna, Candan Six-Sasmaz                                                                               |
| 896        | 89        | Geboren im Krieg – Ein Wunschkind aus Kiew                                                   | 30. Mai 2022              | Diana Deutschle                                                                                                |
| 897        | 90        | Bombenalarm auf der Bühne – Die Oper in Lwiw trotzt dem Krieg                                | 1. Juni 2022              | Peggy Bruguière, Michaël Sztanke, Jacek Blaszczyk                                                              |
| 898        | 91        | Putins langer Schatten – Kampf gegen Serbiens gelenkte Demokratie                            | 2. Juni 2022              | Eberhard Rühle, Peter Podjavorsek, Natalija Miletic                                                            |
| 899        | 92        | Spaniens Lithium-Schatz – Fluch oder Segen?                                                  | 3. Juni 2022              | Ralf Wilharm                                                                                                   |
| 900        | 93        | Mein Hund is(s)t vegan! – Fleischlose Tiernahrung                                            | 6. Juni 2022              | Claudia Bäckmann, Tobias Hochstöger                                                                            |
| 901        | 94        | Schluss mit Torf – Irlands Ausstieg aus dem Torfabbau                                        | 9. Juni 2022              | John A. Kantara                                                                                                |
| 902        | 95        | Essen für alle – Wie wir in Zukunft satt werden                                              | 10. Juni 2022             | Christina Gantner, Stella Könemann                                                                             |
| 903        | 96        | Krabbenfischer mit Gegenwind – Ein Berufsstand kämpft ums Überleben                          | 13. Juni 2022             | Jonas Geisler, Eberhard Rühle                                                                                  |
| 904        | 97        | Schweden preppt – Ein Staat probt den Ernstfall                                              | 14. Juni 2022             | Gordian Arneth                                                                                                 |
| 905        | 98        | Zwischen Lager und Ausreise – Ukrainische Kriegsflüchtlinge in Russland                      | 15. Juni 2022             | – |
| 906        | 99        | Trucker unter Druck – Preiskampf auf der Autobahn                                            | 16. Juni 2022             | Dominic Egizzi                                                                                                 |
| 907        | 100       | Zerreißprobe Ukrainekrieg – Russlanddeutsche zwischen allen Stühlen                          | 17. Juni 2022             | Kathrin Denk, Ulrike Lefherz                                                                                   |
| 908        | 101       | Neustart nach der Flut – Nadine und Dirk geben nicht auf                                     | 15. Aug. 2022             | Monja Eigenschenk                                                                                              |
| 909        | 102       | Das Ende der Neutralität – Finnland vor dem NATO-Beitritt                                    | 16. Aug. 2022             | Thomas Aders                                                                                                   |
| 910        | 103       | Barcelonas Bürgerpatrouille – Anwohner machen Jagd auf Diebe                                 | 17. Aug. 2022             | Marilina Görz y Moratalla, Marcel Kolvenbach                                                                   |
| 911        | 104       | Streit um Stonehenge – König Artus und der Autotunnel                                        | 18. Aug. 2022             | Marie Tiemann                                                                                                  |
| 912        | 105       | Bornholm lebt grün – Eine Insel als Vorbild für Europa                                       | 19. Aug. 2022             | Peter Prestel, Karsten Schwanke                                                                                |
| 913        | 106       | Eintrittsgeld fürs Mittelmeer – Streit um Italiens Strände                                   | 22. Aug. 2022             | Caroline von der Tann                                                                                          |
| 914        | 107       | Cannabis für alle – Deutschland auf dem Weg zur Legalisierung                                | 23. Aug. 2022             | Volker Heimann                                                                                                 |
| 915        | 108       | Schwangere unter Druck – Der Streit um Abtreibungen                                          | 24. Aug. 2022             | Antje Büll |
| 916        | 109       | Grigny – Der beste Bürgermeister der Welt                                                    | 25. Aug. 2022             | Auberie Perreaut, Ariane Maurisson                                                                             |
| 917        | 110       | Das Schweigen der Kirche – Sexueller Missbrauch in Spanien                                   | 26. Aug. 2022             | Stefan Maier                                                                                                   |
| 918        | 111       | Sterneküche statt Sozialamt – Neustart für Frauen in Frankreich                              | 29. Aug. 2022             | Katrin Wildhagen, Stephanie Schories                                                                           |
| 919        | 112       | Die Corona-Auswanderer – Eine neue Heimat in Bulgarien                                       | 30. Aug. 2022             | Niko Karasek                                                                                                   |
| 920        | 113       | Schwimmen gegen Plastikmüll – 2.700 Kilometer donauabwärts                                   | 31. Aug. 2022             | Sebastian Heemann                                                                                              |
| 921        | 114       | Grönlands Eisbärpatrouille – Die Arktis im Klimawandel                                       | 2. Sep. 2022              | J. Michael Schumacher                                                                                          |
| 922        | 115       | Freiwillig gegen die Feuer – Die Waldschützer von Chios                                      | 5. Sep. 2022              | Caroline Wenzel                                                                                                |
| 923        | 116       | Brot für das Volk – Die Türkei in der Lebensmittelkrise                                      | 7. Sep. 2022              | Kristina Karasu                                                                                                |
| 924        | 117       | Mit Bäumen gegen die Dürre – Wie Agroforstwirtschaft unsere Felder schützt                   | 8. Sep. 2022              | Andrea Koeppler                                                                                                |
| 925        | 118       | Gleich und gerecht – Wie die Welt für alle passt                                             | 9. Sep. 2022              | Katarina Schickling                                                                                            |
| 926        | 119       | Alarm am Atlantik – Hochsaison für Lebensretter                                              | 12. Sep. 2022             | Sebastian Heemann, Paul Pflüger                                                                                |
| 927        | 120       | Ärztemangel in Frankreich – Rettung aus Tunesien                                             | 14. Sep. 2022             | Amira Souilem, Firas Rebiai                                                                                    |
| 928        | 121       | Mikroplastik auf der Spur – Die Jäger der unsichtbaren Teilchen                              | 15. Sep. 2022             | Peter Prestel, Karsten Schwanke                                                                                |
| 929        | 122       | Willkommen auf Spitzbergen – Ohne Visum in die Arktis                                        | 16. Sep. 2022             | Anja Widell |
| 930        | 123       | Last Exit Moldau – Ein deutscher Hafenmanager am Rande Europas                               | 19. Sep. 2022             | Tom Fugmann |
| 931        | 124       | Land ohne Queen – Ein Königreich im Umbruch                                                  | 20. Sep. 2022             | Michael McGlinn, Tosca Barnes, Laura Hartung, Nicole Krättli, Claudia Bäckmann, Michael Fräntzel, Anja Wieland |
| 932        | 125       | Alle lieben Ota – Große Kunst aus Böhmen                                                     | 21. Sep. 2022             | Danko Handrick                                                                                                 |
| 933        | 126       | Vier Düsen für ein Halleluja – Der Flugzeugparkplatz von Teruel                              | 22. Sep. 2022             | Peter Bardehle                                                                                                 |
| 934        | 127       | Klimaschutz im Krankenhaus – Neue Rezepte für nachhaltige Medizin                            | 23. Sep. 2022             | Candan Six-Sasmaz, Joanna Michna                                                                               |
| 935        | 128       | Dolomiten in Gefahr? – Südtirol kämpft mit dem Massentourismus                               | 26. Sep. 2022             | Georg Bayerle                                                                                                  |
| 936        | 129       | Theresienstadt und das Lager – Maroder Gedenkort oder lebenswerte Stadt?                     | 27. Sep. 2022             | Denise Dismer                                                                                                  |
| 937        | 130       | Hoffnung auf Heilung – Phagentherapie in Georgien                                            | 28. Sep. 2022             | Heike Bittner                                                                                                  |
| 938        | 131       | Unser täglich Brot – Natürlich und gesund backen                                             | 30. Sep. 2022             | Anni Brück |
| 939        | 132       | Bierbrauen ist Frauensache – Unterwegs auf Spaniens Bierroute                                | 3. Okt. 2022              | Lourdes Picareta                                                                                               |
| 940        | 133       | Die große Dürre – Keine Zukunft für den Wald?                                                | 4. Okt. 2022              | Lisbeth Schröder                                                                                               |
| 941        | 134       | Sehnsucht nach Algerien – Drei Generationen im französischen Exil                            | 5. Okt. 2022              | Hérade Feist                                                                                                   |
| 942        | 135       | Prestigeprojekt Autobahn – Montenegros Deal mit China                                        | 6. Okt. 2022              | Katrin Molnár, Paul Tutsek                                                                                     |
| 943        | 136       | Sauber in die Zukunft starten – Wasserstoff für die Energiewende                             | 7. Okt. 2022              | Cordula Stadter                                                                                                |
| 944        | 137       | Nachhaltige Mode aus Seide – Die spinnen, die Schweizer                                      | 10. Okt. 2022             | Alexander Stenzel                                                                                              |
| 945        | 138       | Mehr als Hut und Stiel – Wie Pilzforscher an der Zukunft arbeiten                            | 11. Okt. 2022             | Sabine Lindlbaue                                                                                               |
| 946        | 139       | Neue Lust auf gutes Fleisch – Wenn das Tierwohl im Mittelpunkt steht                         | 13. Okt. 2022             | Torsten Mehltretter                                                                                            |
| 947        | 140       | Russlands Soldaten – Wie sie den Krieg in die Heimat bringen                                 | 14. Okt. 2022             | – |
| 948        | 141       | Wenn Menschen verschwinden – Familien fordern Antworten                                      | 17. Okt. 2022             | Inga Turczyn                                                                                                   |
| 949        | 142       | Mit 90 vor die Kamera – Seniorenmodels starten durch                                         | 18. Okt. 2022             | Jan Tenhaven, Salome Bader                                                                                     |
| 950        | 143       | Wettlauf gegen die Zeit – Minenräumerinnen in der Ukraine                                    | 20. Okt. 2022             | Juliane Tutein                                                                                                 |
| 951        | 144       | Der Knochenjäger – Ein Hund sucht Vermisste                                                  | 21. Okt. 2022             | Jutta Pinzler, Lennart Haneklaus                                                                               |
| 952        | 145       | Fluss ohne Fische – Ist die Oder noch zu retten?                                             | 24. Okt. 2022             | Volker Heimann, Tobias Hochstöger, Dawid Romanowski                                                            |
| 953        | 146       | Selbstbestimmt sterben – Sterbehilfe auf dem Prüfstand                                       | 25. Okt. 2022             | Liz Wieskerstrauch                                                                                             |
| 954        | 147       | Mehr als Applaus – Luxemburg lockt deutsche Pflegekräfte                                     | 27. Okt. 2022             | Markus Harmann, Ralph Weihermann                                                                               |
| 955        | 148       | E-Autos für alle – Wie wir in Zukunft mobil bleiben                                          | 28. Okt. 2022             | Marika Liebsch, Tanja Reinhard                                                                                 |
| 956        | 149       | Kaiseradler in Gefahr – Auf der Spur der Wilderer                                            | 31. Okt. 2022             | Theo Heyen |
| 957        | 150       | Frauen auf der Flucht – Zwischen Hoffnung und Gewalt                                         | 2. Nov. 2022              | Katrin Kleemann, Maria Caroline Wölfle                                                                         |
| 958        | 151       | Die Schakale kommen – Dürre in Rumänien                                                      | 3. Nov. 2022              | Katrin Molnár, Paul Tutsek                                                                                     |
| 959        | 152       | Tolle Knolle – Kartoffeln mit Zukunft                                                        | 4. Nov. 2022              | Katharina Meyer, Christina Gantner                                                                             |
| 960        | 153       | Das korsische Feuer – Junge Rebellen fordern die Autonomie                                   | 7. Nov. 2022              | Michaël Sztanke, Marion Galland                                                                                |
| 961        | 154       | Ein Volk auf Reise – Das harte Leben der Irish Traveller                                     | 8. Nov. 2022              | Adèle Prugnaud                                                                                                 |
| 962        | 155       | Oktopus aus Massenzucht – Tierschutz oder Jagd auf das große Geld?                           | 9. Nov. 2022              | Lennart Behnke, Nina Suweis                                                                                    |
| 963        | 156       | Gefährliche Ernte – Tee-Anbau in der Türkei                                                  | 10. Nov. 2022             | J. Michael Schumacher                                                                                          |
| 964        | 157       | Energie für morgen – Keine Angst vor Alternativen                                            | 11. Nov. 2022             | Juliane Kussmann                                                                                               |
| 965        | 158       | Jongleure des Lebens – Kataloniens letzter Familienzirkus                                    | 14. Nov. 2022             | Marcel Mettelsiefen, Mayte Carrasco                                                                            |
| 966        | 159       | Wir bringen Lieder und Liebe – Wie ein polnischer Chor gegen Hass kämpft                     | 15. Nov. 2022             | Ulf Eberle |
| 967        | 160       | Ein Hausboot in London – Bezahlbar wohnen auf dem Wasser?                                    | 16. Nov. 2022             | Petra Wernz |
| 968        | 161       | Das Erbe des Kolonialismus – Eine deutsch-namibische Spurensuche                             | 18. Nov. 2022             | Manuel Gogos                                                                                                   |
| 969        | 162       | Zurück nach Armenien – Die junge Diaspora und der Krieg                                      | 21. Nov. 2022             | Dawid Romanowski                                                                                               |
| 970        | 163       | Wie geht eigentlich jüdisch sein? – Junge Deutsche auf Identitätssuche                       | 22. Nov. 2022             | Andreas Nickl, Matthias Schellenberg                                                                           |
| 971        | 164       | Land ohne Eltern – Die verlassenen Kinder von Moldau                                         | 23. Nov. 2022             | Julius Schmitt                                                                                                 |
| 972        | 165       | Krieg ums Panzerdenkmal – Estland und seine Russen                                           | 24. Nov. 2022             | Ingolf Gritschneder                                                                                            |
| 973        | 166       | Ecstasy für Europa – Einsatz gegen niederländische Drogenlabore                              | 25. Nov. 2022             | Theo Heyen |
| 974        | 167       | Mode aus zweiter Hand – Das Geschäft mit gebrauchter Kleidung                                | 28. Nov. 2022             | Schyda Vasseghi                                                                                                |
| 975        | 168       | Wenn der Meeresspiegel steigt – Küstenschutz und Klimawandel in den Niederlanden             | 29. Nov. 2022             | Alexander Stenzel                                                                                              |
| 976        | 169       | Umweltschutz im Blumentopf – Wie Zimmerpflanzen nachhaltig werden                            | 30. Nov. 2022             | Angela Scheele                                                                                                 |
| 977        | 170       | Lieblingspartner in Europa – Wie China in Serbien Fuß fasst                                  | 2. Dez. 2022              | Anna Tillack                                                                                                   |
| 978        | 171       | Rosa Pralinen, bunte Kuchen – Wenn aus Blüten Farben werden                                  | 5. Dez. 2022              | Ralph Weihermann                                                                                               |
| 979        | 172       | Affenpocken auf dem Vormarsch – Ein Rennen gegen die Zeit                                    | 6. Dez. 2022              | Dominik Wessely                                                                                                |
| 980        | 173       | Ein Leben für Buddha – Shaolin-Mönche in Deutschland                                         | 8. Dez. 2022              | Ines Rüchel-Hohage                                                                                             |
| 981        | 174       | Venedigs Frauen am Steuer – Platz da, Männer!                                                | 9. Dez. 2022              | Vera Rudolph, Lourdes Picareta                                                                                 |
| 982        | 175       | Ofen an, wer kann? – Mit Holz und Kohle durch den Winter                                     | 12. Dez. 2022             | Salome Bader                                                                                                   |
| 983        | 176       | Valencias Honig-Königin – Wie eine Sterneköchin Bienen rettet                                | 13. Dez. 2022             | Lourdes Picareta                                                                                               |
| 984        | 177       | Delikatesse Froschschenkel – Zwischen Gaumenkitzel und Öko-Desaster                          | 14. Dez. 2022             | Michael McGlinn, Kristina Karasu                                                                               |
| 985        | 178       | Für einen neuen Iran – Revolution im Exil                                                    | 15. Dez. 2022             | Christine Kensche, Vanessa Schlesier                                                                           |
| 986        | 179       | Weg vom Erdgas! – Landwirte als Energieversorger                                             | 16. Dez. 2022             | Cornelia Benne                                                                                                 |
| 987        | 180       | Verdrängtes Leid – Die Niederlande und ihr koloniales Erbe                                   | 19. Dez. 2022             | Britta Behrendt, Claudia Bäckmann                                                                              |
| 988        | 181       | Der Geschmack des Glücks – Vater und Tochter auf der Flucht durch Europa                     | 20. Dez. 2022             | Bamdad Esmaili                                                                                                 |
| 989        | 182       | Schottland in der Krise – Raus aus dem Königreich                                            | 21. Dez. 2022             | Sebastian Bellwinkel                                                                                           |
| 990        | 183       | Chaos auf der Schiene – Die Deutsche Bahn und die Verspätungen                               | 22. Dez. 2022             | Kathrin Wildhagen, Thorsten Bader, Nils Fricke                                                                 |
| 991        | 184       | Christen in der Türkei – Eine Nonne kehrt zurück                                             | 23. Dez. 2022             | Stephan Talneau, Selcen Küçüküstel                                                                             |
| 992        | 185       | Scharf aber fair – Gewürze einfach nachhaltig                                                | 27. Dez. 2022             | Tanja Reinhard, Yves Schurzmann                                                                                |
| 993        | 186       | Der Ausverkauf von Lissabon – Altstadt ohne Einheimische                                     | 28. Dez. 2022             | Dominik von Eisenhart-Rothe                                                                                    |
| 994        | 187       | Eine Kur für Karlsbad – Wenn der Rubel nicht mehr rollt                                      | 29. Dez. 2022             | Bettina Wobst, Irina Kitzki                                                                                    |
| 995        | 188       | Verbotene Liebe – Der lange Kampf für den Uhudler                                            | 30. Dez. 2022             | Peter Prestel, Karsten Schwanke                                                                                |

## 2023
| Nr. (ges.) | Nr. (St.) | Originaltitel                                                                    | Erstausstrahlung D (arte) | Drehbuch                                                        |
| ---------- | --------- | -------------------------------------------------------------------------------- | ------------------------- | --------------------------------------------------------------- |
| 996        | 1         | Endlich null Promille – Frauen auf Entzug                                        | 2. Jan. 2023              | Liz Wieskerstrauch                                              |
| 997        | 2         | Ein Zirkus für Lesbos – Eine Artistenfamilie versucht zu helfen                  | 3. Jan. 2023              | Matthias Neumann, Constantin Stüve                              |
| 998        | 3         | Verseucht und vergiftet – Gefahr an der polnischen Weichsel                      | 4. Jan. 2023              | Tom Fugmann                                                     |
| 999        | 4         | Wenn die Arbeit liegenbleibt – Fachkräfte verzweifelt gesucht                    | 6. Jan. 2023              | Martin Jabs                                                     |
| 1000       | 5         | Gentherapie für das Auge – Rettung vor dem Erblinden                             | 9. Jan. 2023              | Birgit Augustin, Antje Büll                                     |
| 1001       | 6         | Heim zu Allah – Wenn Muslime sterben                                             | 10. Jan. 2023             | Özgür Uludag, Jens Nicolai                                      |
| 1002       | 7         | Europas Wirtschaft im China-Dilemma – Unabhängiger werden - aber wie?            | 11. Jan. 2023             | Gisela Baur, Ralph Gladitz                                      |
| 1003       | 8         | Klima ahoi – Wie Schiffe sauberer werden                                         | 13. Jan. 2023             | Jakob Groth                                                     |
| 1004       | 9         | Krieger und Frauenversteher – Wann ist ein Mann ein Mann?                        | 16. Jan. 2023             | Frank Müller, Caroline Büchele                                  |
| 1005       | 10        | Tafeln am Limit – Neue Armut in Deutschland                                      | 17. Jan. 2023             | Jan Tenhaven                                                    |
| 1006       | 11        | Die Quiz-Champions – Wer wird Europas Alleswisser?                               | 19. Jan. 2023             | Andreas Wagner                                                  |
| 1007       | 12        | Italiens neue Faschisten – Mussolinis Erben im Aufwind                           | 20. Jan. 2023             | Carmen Butta                                                    |
| 1008       | 13        | Das Balkan-Orchester – Mit Musik gegen alte Konflikte                            | 23. Jan. 2023             | Dirk Schraeder                                                  |
| 1009       | 14        | Stroh, Lehm, kein Abfall – Der Traum vom nachhaltigen Bauen                      | 24. Jan. 2023             | Almut Gronauer                                                  |
| 1010       | 15        | Kreativ gegen Stromfresser – Mit Marke Eigenbau durch die Energiekrise           | 25. Jan. 2023             | Lorenz Findeisen                                                |
| 1011       | 16        | Der Stier soll leben – Spanier wenden sich gegen den Stierkampf                  | 26. Jan. 2023             | Rémi Cadoret, Bertrand Aguirre                                  |
| 1012       | 17        | Vergiftetes Erbe – Auf der Suche nach jüdischen Eigentümern                      | 27. Jan. 2023             | Stefan Dexheimer                                                |
| 1013       | 18        | Auswanderer in Grönland – Lust auf Eis und Einsamkeit                            | 30. Jan. 2023             | Tanja Dammertz                                                  |
| 1014       | 19        | Waschen, schneiden, Meere retten – Europas Friseure für den Umweltschutz         | 31. Jan. 2023             | Michael Stocks                                                  |
| 1015       | 20        | Der Feind ist schwul – Zunehmender Hass in Russland                              | 1. Feb. 2023              | Niko Karasek                                                    |
| 1016       | 21        | Clever gegen Krisen – Frühwarnsysteme der Zukunft                                | 3. Feb. 2023              | Cordula Stadter                                                 |
| 1017       | 22        | Angst auf dem Heimweg – Wie sicher fühlen sich Frauen?                           | 6. Feb. 2023              | Caroline Sami                                                   |
| 1018       | 23        | Namenlose tote Flüchtlinge – Ein griechischer Forensiker ermittelt               | 7. Feb. 2023              | Rüdiger Kronthaler, Angie Saltampasi                            |
| 1019       | 24        | Risiko Corona-Impfung? – Wie gefährlich ist der Piks?                            | 8. Feb. 2023              | Silvia Kaiser                                                   |
| 1020       | 25        | Gas aus dem Schwarzen Meer – Verpasst Rumänien seine Chancen?                    | 10. Feb. 2023             | Katrin Molnár, Paul Tutsek                                      |
| 1021       | 26        | Hype ums Baby – Schwangerschaft als Business                                     | 13. Feb. 2023             | Nicola Goethe, Sarah Schmerse                                   |
| 1022       | 27        | Besser als Tinder – Wie Irlands Amor Singles verkuppelt                          | 14. Feb. 2023             | Dirk Schraeder                                                  |
| 1023       | 28        | Long COVID und kein Ende – Die unheimliche Krankheit                             | 15. Feb. 2023             | Anni Brück, Beate Schwarz                                       |
| 1024       | 29        | Trauern - aber anders! – Zurück ins Leben                                        | 16. Feb. 2023             | Susann Kowatsch                                                 |
| 1025       | 30        | Boom der Bunker – Wohin im Ernstfall?                                            | 20. Feb. 2023             | Mathias Marx                                                    |
| 1026       | 31        | Kriegsverbrechen auf der Spur – Mord an ukrainischen Zivilisten                  | 21. Feb. 2023             | Carsten Stormer                                                 |
| 1027       | 32        | Ein Sender im Exil – Europa und die russische Opposition                         | 23. Feb. 2023             | Vladlena Savenkova                                              |
| 1028       | 33        | Welterbe Ohridsee – Europas ältester See vor dem Kollaps                         | 27. Feb. 2023             | Paul Tutsek                                                     |
| 1029       | 34        | Die Hafermacher – Woher kommt das Trendgetreide?                                 | 28. Feb. 2023             | Stefan Helge                                                    |
| 1030       | 35        | Hoffen auf eine Prothese – Syrische Kriegsopfer in der Türkei                    | 2. März 2023              | Kristina Karasu                                                 |
| 1031       | 36        | Zu zweit im Geisterdorf – Kalabriens vergessene Orte                             | 3. März 2023              | Giulia Ottaviano                                                |
| 1032       | 37        | Im Islandfieber – Touristenansturm auf die Vulkaninsel                           | 7. März 2023              | Heiko Heltorff, Juliette Planitzer                              |
| 1033       | 38        | Sie sollte sterben – Was tun EU-Länder gegen Frauenmorde?                        | 8. März 2023              | Julia Schuster, Jasmin Brock, Maria Fedorova, Sümeyye Uğur      |
| 1034       | 39        | Die Schweizer Energiekrise – Chance oder Umweltfluch?                            | 9. März 2023              | Lourdes Picareta                                                |
| 1035       | 40        | Rock, Hut, Stock – Handwerkerinnen auf Wanderschaft                              | 10. März 2023             | Lilian Boss                                                     |
| 1036       | 41        | Nach dem Erdbeben – Jahrhundert-Katastrophe in der Türkei                        | 13. März 2023             | Kristina Karasu                                                 |
| 1037       | 42        | Wenn der Arzt nicht kommt – Kann Telemedizin helfen?                             | 15. März 2023             | Diana Deutschle                                                 |
| 1038       | 43        | Auf Gegenkurs – Eine Bürgermeisterin in Polen                                    | 16. März 2023             | Britt Beyer, Emilia Sniegoska                                   |
| 1039       | 44        | Nagellack und Bohrmaschine – Die Driller Queens von Berlin                       | 17. März 2023             | Giulia Ottaviano                                                |
| 1040       | 45        | Preiskämpferinnen – Leben auf dem Polenmarkt                                     | 20. März 2023             | Jan Tenhaven, Agata Czarkowska                                  |
| 1041       | 46        | Ungarns rotes Gold in Gefahr – Paprika-Peter gibt nicht auf                      | 21. März 2023             | Laura Schmitt, Vivien Pieper                                    |
| 1042       | 47        | Alles unter Kontrolle? – Leben mit einer Zwangserkrankung                        | 22. März 2023             | Liz Wieskerstrauch                                              |
| 1043       | 48        | Generation Glücksspiel – Wie junge Serben ihre Zukunft verzocken                 | 23. März 2023             | Detlev Konnerth                                                 |
| 1044       | 49        | Der Abwrack-Clan – Das harte Geschäft der Schiffsverwerter                       | 27. März 2023             | Nikolaus Tarouquella-Levitan, Matthias Pfister                  |
| 1045       | 50        | Im Schatten der Angst – Albaner und Serben im Nordkosovo                         | 28. März 2023             | Katrin Molnár, Paul Tutsek                                      |
| 1046       | 51        | Pferdeblut für Billigfleisch – Tierschützerinnen im Einsatz für die Islandstuten | 30. März 2023             | Antonella Berta                                                 |
| 1047       | 52        | Es lebe das Moor – Klimarettung aus den Sümpfen                                  | 31. März 2023             | Katrin Kleemann                                                 |
| 1048       | 53        | Rettung aus der Luft – Einsatz mit der Air Zermatt                               | 3. Apr. 2023              | Jörg Daniel Hissen                                              |
| 1049       | 54        | Liverpool gegen Hunger – Zwei Fanclubs rufen zu Spenden auf                      | 4. Apr. 2023              | Frédérique Zingaro, Mathilde Bonnassieux                        |
| 1050       | 55        | Fast Fashion in der Wüste – Müllberge in der Atacama                             | 5. Apr. 2023              | Antonia Schaefer                                                |
| 1051       | 56        | Neues Leben für ein Bergdorf – Corippo darf nicht sterben                        | 6. Apr. 2023              | Marco Giacopuzzi                                                |
| 1052       | 57        | Allein gegen die Krake – Die Mafia im Visier der Priester                        | 11. Apr. 2023             | Jawar Nadi                                                      |
| 1053       | 58        | Eine Chance für Kinder – Paten für ein besseres Leben                            | 12. Apr. 2023             | Ole Neugebauer                                                  |
| 1054       | 59        | Aufstand der Klimaschützer – Stresstest für die Gesellschaft                     | 13. Apr. 2023             | Jutta Pinzler, Sylvia Freudenberger                             |
| 1055       | 60        | Die A380 kommt zurück – Aufwecken eines Riesenfliegers                           | 14. Apr. 2023             | Peter Bardehle                                                  |
| 1056       | 61        | Ein Paradies in Gefahr? – Luxusressorts in Portugal                              | 17. Apr. 2023             | Lise Thomas Richard                                             |
| 1057       | 62        | Das Dorf der Hässlichen – Piobbico rebelliert gegen den Schönheitskult           | 18. Apr. 2023             | Antonella Berta                                                 |
| 1058       | 63        | Klimaschutz oder Krawall? – Der Widerstand der "Letzten Generation"              | 19. Apr. 2023             | Beate Schwarz                                                   |
| 1059       | 64        | Krank und unversorgt – Ärztemangel in Frankreichs Dörfern                        | 20. Apr. 2023             | Igor Strauss                                                    |
| 1060       | 65        | Wettlauf zum Mond – Countdown für Europas Astronauten                            | 21. Apr. 2023             | Susanne Freitag-Carteron                                        |
| 1061       | 66        | Sea, War and Sun – Ein bulgarischer Badeort in Kriegszeiten                      | 24. Apr. 2023             | Ilioné Schultz                                                  |
| 1062       | 67        | Kinderkliniken am Limit – Hochleistung trotz Dauerstress                         | 25. Apr. 2023             | Denise Dismer                                                   |
| 1063       | 68        | Rückkehr der wilden Riesen – Sind Wisente in Rumänien willkommen?                | 26. Apr. 2023             | Katrin Molnár, Paul Tutsek                                      |
| 1064       | 69        | Feuer, Flammen, Funkenschlag – Waldschutz in der Klimakrise                      | 27. Apr. 2023             | Christina Gantner                                               |
| 1065       | 70        | Der Zorn der Franzosen – Gegen die Rente mit 64                                  | 28. Apr. 2023             | Yaël Goujon, Michaël Sztanke, Benjamin Géminel                  |
| 1066       | 71        | Express-Versand – Kräftemessen in Grenoble                                       | 2. Mai 2023               | Christophe Barreyre                                             |
| 1067       | 72        | Meine fremde Mutter – Adoptionskinder suchen ihre Familie                        | 3. Mai 2023               | Ralf Wilharm                                                    |
| 1068       | 73        | Charles wird gekrönt – Kann er die Monarchie erneuern?                           | 4. Mai 2023               | Michael McGlinn, Frédérique Veith                               |
| 1069       | 74        | Kiews Techno-Szene packt an – Wiederaufbau mit Beats                             | 5. Mai 2023               | Svitlana Magazova                                               |
| 1070       | 75        | Gastarbeiter gesucht! – Asiatische Arbeitskräfte in Rumänien                     | 9. Mai 2023               | Ilioné Schultz                                                  |
| 1071       | 76        | Schatzsuche im Schrott – Elektromüll vermeiden und recyceln                      | 10. Mai 2023              | Jochen Klöck                                                    |
| 1072       | 77        | Allein unter Schafen – Ein neues Leben als Schäferin                             | 11. Mai 2023              | Paula Kersten                                                   |
| 1073       | 78        | Machtwechsel in der Türkei? – Das Bündnis gegen Erdogan                          | 12. Mai 2023              | Eberhard Rühle                                                  |
| 1074       | 79        | Zurück in die Ukraine? – Was wird aus den minderjährigen Flüchtlingen            | 15. Mai 2023              | Pierre Belet                                                    |
| 1075       | 80        | Tierärzte unter Druck – Bellen, beißen, Burnout                                  | 18. Mai 2023              | Niko Karasek                                                    |
| 1076       | 81        | Die Artenschützer – Im Einsatz für die Natur                                     | 19. Mai 2023              | Johannes von Kalckreuth                                         |
| 1077       | 82        | Traumjob Bestatter/Bestatterin – Das Geschäft mit dem Tod floriert               | 22. Mai 2023              | Mathieu Benoist                                                 |
| 1078       | 83        | Exoten im Vogelkäfig – Das Geschäft mit Tropenvögeln                             | 23. Mai 2023              | Nathalie Bertrams, Ingrid Gercama                               |
| 1079       | 84        | Ratten in Paris – Gefährliche Plage                                              | 24. Mai 2023              | Émilie Lambin                                                   |
| 1080       | 85        | Europas größter Slum – Die Cañada Real in Madrid                                 | 25. Mai 2023              | Antonia Schaefer, Ignacio Marín                                 |
| 1081       | 86        | Israel im Griff der Rechten – Siedlerbewegung auf dem Vormarsch                  | 26. Mai 2023              | Karsten Gravert                                                 |
| 1082       | 87        | Kohle-Comeback – Frankreichs Kohleausstieg gebremst                              | 30. Mai 2023              | Christophe Barreyre                                             |
| 1083       | 88        | Deutsche Soldaten in Frankreich – Die erste gemeinsame Fliegerstaffel in Évreux  | 31. Mai 2023              | Nils Casjens                                                    |
| 1084       | 89        | Pflegende Jugendliche – Voller Einsatz für die Familie                           | 1. Juni 2023              | Ursula Duplantier                                               |
| 1085       | 90        | Jagd auf Biberratten – Niederländische Deiche in Gefahr                          | –                         | Gordian Arneth, Volker Heimann                                  |
| 1086       | 91        | Sekt, made in England – Klimawandel, Kommerz und Weinkultur                      | 5. Juni 2023              | Emmanuelle Msika                                                |
| 1087       | 92        | Flucht vor der Einberufung – Russische Kriegsverweigerer                         | 6. Juni 2023              | Stefan Eberlein                                                 |
| 1088       | 93        | Abfallprodukt Schafwolle – Ist der Rohstoff noch zu retten?                      | 7. Juni 2023              | Sabine Lindlbauer                                               |
| 1089       | 94        | Die Eisenbahnladys der Ukraine – Wie sie den Schienenverkehr am Laufen halten    | 8. Juni 2023              | Lennart Behnke, Nina Suweis                                     |
| 1090       | 95        | Pflege in Not – Wege aus der Krise                                               | 9. Juni 2023              | Katrin Kleemann, Luca Vogel                                     |
| 1091       | 96        | Gerettet nach dem Beben – Der schwere Weg für Opfer und Helfer                   | 13. Juni 2023             | Xenia Böttcher, Lourdes Picareta, Özgür Uludag                  |
| 1092       | 97        | Ostseefischer am Limit – Polens Heringsflotte und der nahe Krieg                 | 14. Juni 2023             | Magdalena Jaroszewicz, Oliver Krüger                            |
| 1093       | 98        | Irlands geraubte Kinder – Zwangsadoption im Namen der Kirche                     | 15. Juni 2023             | Katrin Kleemann                                                 |
| 1094       | 99        | Rettet die Reste! – Ideen gegen Lebensmittelverschwendung                        | 16. Juni 2023             | Katarina Schickling                                             |
| 1095       | 100       | Freiwillige Sanitäter an der Front – Leben retten im Krieg                       | 19. Juni 2023             | Sebastian Weis, Lara Maria Olbeter                              |
| 1096       | 101       | Schnelles Geld in Krisenzeiten – Ansturm auf Pfandleihhäuser                     | 20. Juni 2023             | Thorsten Bader, Kathrin Wildhagen                               |
| 1097       | 102       | Die Frauen von Ceuta – Leben zwischen Europa und Afrika                          | 21. Juni 2023             | Christine Linke                                                 |
| 1098       | 103       | Albaniens letzte Pfleger – Gehen oder bleiben?                                   | 22. Juni 2023             | Antje Büll, Anja Troelenberg, Ilir Tsouko                       |
| 1099       | 104       | Wasserkrise am Lago Maggiore – Wetterextreme in Norditalien                      | 23. Juni 2023             | Eduard Erne, Christoph Potting                                  |
| 1100       | 105       | Little Britain in der Dordogne – Baguette statt Brexit                           | 27. Juni 2023             | Sebastian Bellwinkel                                            |
| 1101       | 106       | Frankreichs Drohnenpiloten – Der Krieg aus der Distanz                           | 28. Juni 2023             | Marion Touboul                                                  |
| 1102       | 107       | Umzingelt vom Feind – Leben in Moldaus Sicherheitszone                           | 29. Juni 2023             | Katrin Molnár, Paul Tutsek, Irina Tabaranu                      |
| 1103       | 108       | Genial gärtnern – Balkon und Garten optimal nutzen                               | 30. Juni 2023             | Eva Münstermann, Frédérique Veith, Denise Dismer                |
| 1104       | 109       | Aus Liebe zum Zug – Bahnstrecken in Bürgerhand                                   | 4. Juli 2023              | Volker Heimann                                                  |
| 1105       | 110       | Der Horror im Klassenzimmer – Mobbing an Spaniens Schulen                        | 5. Juli 2023              | Vera Rudolph, Barbara Platsch                                   |
| 1106       | 111       | Athen wird schick – Wie Investoren eine Stadt verändern                          | 6. Juli 2023              | Olivia Dehez, Stephan Talneau                                   |
| 1107       | 112       | Stark durch Fußball – Mädchen kicken gegen Widerstände                           | 7. Juli 2023              | Sabine Büttner                                                  |
| 1108       | 113       | Einsatz gegen Fahrradklau – Wohin verschwinden unsere Räder?                     | 10. Juli 2023             | Anni Brück, Udo Müller                                          |
| 1109       | 114       | Touristenboom in Kroatien – Aufschwung oder Ausverkauf?                          | 11. Juli 2023             | Susanne Fiedler, Steffi Illinger                                |
| 1110       | 115       | Mit Mama hinter Gittern – Italiens jüngste Gefangene                             | 12. Juli 2023             | Manuela Patti, Katja Duregger                                   |
| 1111       | 116       | Second Hand als erste Wahl – Zweites Leben für alte Sachen                       | 13. Juli 2023             | Arlette Gruoner,                                                |
| 1112       | 117       | Flamingos oder Flughafen? – Natur in Albanien bedroht                            | 14. Juli 2023             | Caroline Wenzel                                                 |
| 1113       | 118       | Italien nach der großen Flut – Eine vermeidbare Katastrophe?                     | 18. Juli 2023             | Carmen Té                                                       |
| 1113       | 118       | Kampf gegen Allergien – Hilfe für das Abwehrsystem                               | 21. Juli 2023             | Julia Disselmeyer, Saskia Weinert                               |
| 1114       | 119       | Ressource Trinkwasser – Neue Ideen gegen Trockenheit                             | 18. Aug. 2023             | Jonas Geisler                                                   |
| 1115       | 120       | Umbau statt Neubau – Wie Wohnraum bezahlbar wird                                 | 24. Aug. 2023             | Eva-Maria Gfirtner                                              |
| 1116       | 121       | Kann Hightech Leben retten? – Drohnen und autonome Roboter im Einsatz            | 25. Aug. 2023             | Jasmin Cilesiz Linhart                                          |
| 1117       | 122       | Stromboli – Leben auf dem Vulkan                                                 | 28. Aug. 2023             | Pierre Lascar                                                   |
| 1118       | 123       | Invasion der Riesenkrabbe – Norwegens monströse Delikatesse                      | 29. Aug. 2023             | Claudia Bäckmann                                                |
| 1119       | 124       | Wohnen nur für Reiche? – Kitzbühel und der Immobilienboom                        | 30. Aug. 2023             | Caroline Büchele, Frank Müller                                  |
| 1120       | 125       | Schüler, aber obdachlos – Wie Frankreichs Lehrer helfen                          | 31. Aug. 2023             | Lisa Monin                                                      |
| 1121       | 126       | Beichte und Luxusparty – Erstkommunion in Polen                                  | 1. Sep. 2023              | Jan Tenhaven, Agata Czarkowska                                  |
| 1122       | 127       | Mit Hightech gegen Hunger – Niederlande denken Pflanzen neu                      | 4. Sep. 2023              | Agnès Nabat                                                     |
| 1123       | 128       | 45 Grad – Athen und die Extremhitze                                              | 5. Sep. 2023              | Antonis Repanas, Michael Fräntzel                               |
| 1124       | 129       | Mein Freund der Wal – Einsatz im Mittelmeer                                      | 6. Sep. 2023              | Claudia Groh, Rüdiger Kronthaler                                |
| 1125       | 130       | Ausbildung für alle – Bessere Chancen für Jugendliche                            | 7. Sep. 2023              | Christine Walter                                                |
| 1126       | 131       | DJane mit 84 – Vika dreht auf                                                    | 8. Sep. 2023              | Vivien Pieper                                                   |
| 1127       | 132       | Grüne Geldanlage – Nachhaltige Investition in den Wald                           | 11. Sep. 2023             | Pierre Lascar                                                   |
| 1128       | 133       | Tierwohl oder Tradition? – Spaniens Tierschutz-Dilemma                           | 12. Sep. 2023             | Friederike Schlumbom                                            |
| 1129       | 134       | Zwischen Hoffnung und Angst – Der Felssturz von Brienz                           | 13. Sep. 2023             | Charlotte Schönberger, Henning Winter                           |
| 1130       | 135       | Gift im Trinkwasser? – Eine Stadt in Frankreich handelt                          | 14. Sep. 2023             | Véronique Blanc                                                 |
| 1131       | 136       | Zoos mit Zukunft – Mehr Wildnis wagen                                            | 15. Sep. 2023             | Sophie Scheufen, Nikolas Winter                                 |
| 1132       | 137       | Showtime in Paris – Madame Arthurs Cabaret                                       | 18. Sep. 2023             | Anaïs Michel                                                    |
| 1133       | 138       | La Palma und der Vulkan – Eine Insel kämpft sich zurück                          | 19. Sep. 2023             | Diana Deutschle                                                 |
| 1134       | 139       | Der längste Tunnel der Welt – Entlastung für den Brennerpass                     | 20. Sep. 2023             | Patrick Zeilhofer                                               |
| 1135       | 140       | Europas Gemüseversorgung in Gefahr – Wassernot in Spanien                        | 21. Sep. 2023             | Johannes Lenz                                                   |
| 1136       | 141       | Neue Fische fürs Mittelmeer – Aufzucht als letzte Rettung                        | 22. Sep. 2023             | Ursula Duplantier                                               |
| 1137       | 142       | Spaniens Kliniken am Limit – Krankgespart und unterbesetzt                       | 25. Sep. 2023             | Marine Courtade                                                 |
| 1138       | 143       | Der Acker wird zur Goldgrube – Reiche Ernte auf minimaler Fläche                 | 26. Sep. 2023             | Ulrich Crüwell                                                  |
| 1139       | 144       | Helfen gegen Widerstände – Die Ärztinnen von Montfermeil                         | 27. Sep. 2023             | Ulrike Bremer                                                   |
| 1140       | 145       | Ukrainische Kinder – Von Russland entführt                                       | 28. Sep. 2023             | Damien Fleurette, Sasha Aleksandrenko                           |
| 1141       | 146       | Im Tiefflug gegen Waldbrände – Löschflieger im Einsatz                           | 29. Sep. 2023             | Antonis Repanas, Carl Exner, Michael Fräntzel                   |
| 1142       | 147       | Brexit und der Jammer danach – Briten bereuen den Ausstieg                       | 2. Okt. 2023              | Maxime Vautier                                                  |
| 1143       | 148       | ADHS bei Erwachsenen – Hummeln im Hirn                                           | 3. Okt. 2023              | Liz Wieskerstrauch, Isabel Sutton                               |
| 1144       | 149       | Wassermangel in Frankreich – Landwirtschaft in Gefahr?                           | 4. Okt. 2023              | Kathrin Wildhagen                                               |
| 1145       | 150       | Arbeit für alle – Inklusion in Katalonien                                        | 5. Okt. 2023              | Vanessa Juerke, Ralph Weihermann                                |
| 1146       | 151       | Made in Portugal – Wirtschaftsboom in der Provinz                                | 6. Okt. 2023              | Detlev Konnerth, Marijke Engel                                  |
| 1147       | 152       | Alpentäler für Kraftwerke? – Naturschützer laufen Sturm                          | 10. Okt. 2023             | Georg Bayerle                                                   |
| 1148       | 153       | Arm trotz Job – Briten am Limit                                                  | 11. Okt. 2023             | Caroline Sami                                                   |
| 1149       | 154       | Kämpfen wie im Mittelalter – Mit Rüstung, Schwert und Schild                     | 12. Okt. 2023             | Thomas Dandois                                                  |
| 1150       | 155       | Gefängnis ohne Mauern – Alternative offener Strafvollzug                         | 13. Okt. 2023             | Elena Horn, Pia Schädel                                         |
| 1151       | 156       | Das Alzheimer-Dorf – Erfolgversprechendes Modellprojekt                          | 16. Okt. 2023             | Emmanuelle Msika                                                |
| 1152       | 157       | Hopfen und Malz verloren? – Europas Biere in Gefahr                              | 17. Okt. 2023             | Kevin Köhrmann                                                  |
| 1153       | 158       | Die Wallfahrt nach El Rocío – Sherry, Flamenco und Gebet                         | 18. Okt. 2023             | Marcel Mettelsiefen                                             |
| 1154       | 159       | Urwald in Gefahr – Ranger gegen Raubbau und Wilderer                             | 19. Okt. 2023             | Peter Prestel, Karsten Schwanke                                 |
| 1155       | 160       | Widerstand im Rollstuhl – Die Kletteraktivistin Cécile                           | 20. Okt. 2023             | David Donschen                                                  |
| 1156       | 161       | Not in Bergdörfern – Ehrenamtliche unterwegs in Südfrankreich                    | 23. Okt. 2023             | James De Caupenne                                               |
| 1157       | 162       | Picasso unter´m Hammer – Auktionen und Millionen                                 | 24. Okt. 2023             | Peter Prestel, Karsten Schwanke                                 |
| 1158       | 163       | Schlangenplage auf Gran Canaria – Die Kettennatter breitet sich aus              | 25. Okt. 2023             | Heiko Heltorff, Juliette Planitzer                              |
| 1159       | 164       | Der Krieg vor der Haustür – Rumäniens Donau-Dörfer in Angst                      | 26. Okt. 2023             | Katrin Molnár, Janine Grün, Paul Tutsek                         |
| 1160       | 165       | Für immer Bali – Ruhestand auf der Insel Gottes                                  | 27. Okt. 2023             | Clio Sozzani                                                    |
| 1161       | 166       | Archive des Schreckens – Albaniens Aufarbeitung der Vergangenheit                | 30. Okt. 2023             | Morgane Belloir                                                 |
| 1162       | 167       | Schwarze Schwärme – Krähenplage in der Stadt                                     | 31. Okt. 2023             | J. Michael Schumacher                                           |
| 1163       | 168       | Skulpturen gegen Schleppnetze – Gegen illegalen Fang im Mittelmeer               | 1. Nov. 2023              | Caroline von der Tann                                           |
| 1164       | 169       | Im Kollektiv aufs Dach – Solaranlagen für jeden                                  | 2. Nov. 2023              | Susanne Roser                                                   |
| 1165       | 170       | Äpfel ohne Pestizide – Alte Sorten, neuer Anbau                                  | 3. Nov. 2023              | Stefanie Hass, Lea Brüggemann                                   |
| 1166       | 171       | Angst vor der Schule – Was hilft gegen Phobien bei Jugendlichen?                 | 6. Nov. 2023              | Léa Barracco                                                    |
| 1167       | 172       | Goldrausch im Rentierland – Die Sami unter Druck                                 | 7. Nov. 2023              | Laura Schmitt, Johannes Bünger                                  |
| 1168       | 173       | Gerettet vor der Shoa – Auf den Spuren von Sousa Mendes                          | 8. Nov. 2023              | Tanja Dammertz                                                  |
| 1169       | 174       | Wo Kinderseelen heilen – Kinderschutzhaus Sterneby                               | 9. Nov. 2023              | Liz Wieskerstrauch                                              |
| 1170       | 175       | Trauminsel Eigg – Grüne Utopie für alle?                                         | 10. Nov. 2023             | Solomon Kane, Dominique Mesmin                                  |
| 1171       | 176       | Tiere im Fokus – In Vollzeit für das Tierwohl?                                   | 13. Nov. 2023             | Morgane Belloir                                                 |
| 1172       | 177       | Das Geschäft mit der Trauer – Bestatter unter Druck                              | 14. Nov. 2023             | Kathrin Denk                                                    |
| 1173       | 178       | Neue Bäume und tote Hirsche – Die Aufforstung der schottischen Highlands         | 15. Nov. 2023             | Jörg Daniel Hissen                                              |
| 1174       | 179       | Spitzbergens russische Siedlung – Konflikte in der Arktis                        | 16. Nov. 2023             | Jonas Geisler, Eberhard Rühle                                   |
| 1175       | 180       | Büffelmozzarella aus Italien – Die dunkle Seite der Delikatesse                  | 17. Nov. 2023             | Kevin Köhrmann                                                  |
| 1176       | 181       | Mama mit Kamera und ich – Influencerin, ein Business im Homeoffice?              | 20. Nov. 2023             | Jawar Nadi, Pierre Lascar                                       |
| 1177       | 182       | Gestrandet in Nordzypern – Afrikanische Studierende in Not                       | 21. Nov. 2023             | Cécilia Marchat, Julius Schmitt                                 |
| 1178       | 183       | Frauenpower für San Marino – Ein Zwergstaat erfindet sich neu                    | 22. Nov. 2023             | Ralph Weihermann, Markus Harmann                                |
| 1179       | 184       | Fashion aus Baku – Mode für Menschen mit Handicap                                | 23. Nov. 2023             | Jutta Pinzler                                                   |
| 1180       | 185       | Raus aus der Einsamkeit – Leben in großer Gemeinschaft                           | 24. Nov. 2023             | Helge Oelert                                                    |
| 1181       | 186       | Ediths Geheimnis – Die Kindheit unserer jüdischen Mutter                         | 27. Nov. 2023             | Christian Limpert, Liora Ben-Haim                               |
| 1182       | 187       | Das Leiden der Modehunde – Niedlich, aber krankgezüchtet?                        | 28. Nov. 2023             | Anni Brück, Felix Franz                                         |
| 1183       | 188       | Trendsport Klettern – Wenn Freiheitsdrang die Natur bedroht                      | 29. Nov. 2023             | Claudia Bäckmann, Volker Heimann, Patrick Ortwein               |
| 1184       | 189       | Gefahr durch Bären – Ausbreitung auf leisen Sohlen                               | 30. Nov. 2023             | J. Michael Schumacher                                           |
| 1185       | 190       | Charterflug für kranke Kinder                                                    | 1. Dez. 2023              | Detlev Konnerth                                                 |
| 1186       | 191       | Das Ende der irischen Fischer                                                    | 4. Dez. 2023              | Frédérique Zingaro, Mathilde Bonnassieux                        |
| 1187       | 192       | Freiwillige Feuerwehr am Limit                                                   | 5. Dez. 2023              | Ursula Duplantier, Michael Fräntzel                             |
| 1188       | 193       | Nachhaltiger Schmuck – Gold und faire Edelsteine                                 | 6. Dez. 2023              | Jasmin Cilesiz Linhart                                          |
| 1189       | 194       | Kein Schweigen mehr über Endometriose                                            | 7. Dez. 2023              | Steffi Fetz                                                     |
| 1190       | 195       | Georgiens letzte Pferdemänner                                                    | 8. Dez. 2023              | Laura Schmitt, Vivien Pieper                                    |
| 1191       | 196       | Hausbesetzungen – Der Kampf um Wohnraum in Katalonien                            | 11. Dez. 2023             | Christophe Barreyre                                             |
| 1192       | 197       | Ausgebeutet für Champagner                                                       | 12. Dez. 2023             | Robert Schmidt, Stéphanie Wenger, Ishaq Anis, Sebastian Heemann |
| 1193       | 198       | Kloster statt Knast – Resozialisierung junger StraftäterInnen                    | 13. Dez. 2023             | Christine Walter                                                |
| 1194       | 199       | Kindheit auf dem Feld                                                            | 14. Dez. 2023             | Kristina Karasu                                                 |
| 1195       | 200       | Das gefährliche Geschäft der Trüffeljäger                                        | 15. Dez. 2023             | Giulia Ottaviano                                                |
| 1196       | 201       | Das gefährliche Ende der Bundeswehr-Mission in Mali                              | 19. Dez. 2023             | Erik Häußler, Johannes Lenz, Hanna Resch                        |
| 1197       | 202       | Mutti macht jetzt Punkrock                                                       | 20. Dez. 2023             | Karin Feltes                                                    |
| 1198       | 203       | Lebensretter in Gaza und Israel                                                  | 21. Dez. 2023             | Martin Himel                                                    |
| 1199       | 204       | Rettet die Baumriesen – Wie Waldgiganten das Klima schützen                      | 22. Dez. 2023             | Carina Nickel, Stefanie Nickel                                  |
| 1200       | 205       | Stopfleber als Delikatesse?                                                      | 27. Dez. 2023             | Stefanie Hass                                                   |
| 1201       | 206       | Iberico-Schinken – Spaniens Nationalheiligtum                                    | 28. Dez. 2023             | Antonia Schaefer                                                |
| 1202       | 207       | Freunde und Genießer in den baskischen Kochclubs                                 | 29. Dez. 2023             | Natalia Bachmeyer                                               |

## 2024
| Nr. (ges.) | Nr. (St.) | Originaltitel                                                         | Erstausstrahlung D (arte) | Drehbuch                                             |
| ---------- | --------- | --------------------------------------------------------------------- | ------------------------- | ---------------------------------------------------- |
| 1203       | 1         | Der Wolf ist zurück – was nun?                                        | 2. Jan. 2024              | Michael Stocks, Henning Winter                       |
| 1204       | 2         | Rechtsextreme in der Wikingerszene                                    | 3. Jan. 2024              | Alexander Wiese                                      |
| 1205       | 3         | Auf den Spuren der Familie von Stuttgart nach Chile                   | 4. Jan. 2024              | Dirk Schraeder                                       |
| 1206       | 4         | Gesünder arbeiten                                                     | 5. Jan. 2024              | Frédérique Veith                                     |
| 1207       | 5         | Klima-Vorbild Schweden – Energiewende im hohen Norden                 | 8. Jan. 2024              | Sylvain Pierron                                      |
| 1208       | 6         | Frankreichs Käsekultur in der Krise                                   | 9. Jan. 2024              | Ursula Duplantier                                    |
| 1209       | 7         | Ein Dorflehrer in Russland                                            | 10. Jan. 2024             | Jo Angerer                                           |
| 1210       | 8         | Europas letzte Sherpas – Lastenträger der Tatra                       | 11. Jan. 2024             | Markus Henssler                                      |
| 1211       | 9         | Whisky-Boom mit Schattenseiten                                        | 12. Jan. 2024             | Michael McGlinn                                      |
| 1212       | 10        | Rückkehr nach Kalabrien – Ein neues Leben in Süditalien               | 15. Jan. 2024             | Yaël Goujon                                          |
| 1213       | 11        | Lebensretter auf dem Mittelmeer                                       | 16. Jan. 2024             | Kristin Kowsky, Mitja von Eisenhart                  |
| 1214       | 12        | Die Kleingarten-Rebellen                                              | 17. Jan. 2024             | Norbert Lübbers, Laura Wiegand                       |
| 1215       | 13        | Kriminellen Welpenhändlern auf der Spur                               | 18. Jan. 2024             | Dirk Schraeder                                       |
| 1216       | 14        | Nachhaltige Möbel                                                     | 19. Jan. 2024             | Kristina Klasen                                      |
| 1217       | 15        | Diskrete Flüchtlinge – Russen in Serbien. Was nun?                    | 22. Jan. 2024             | Nicolas Bellemon                                     |
| 1218       | 16        | Rückkehr der Wildnis in Schottlands Highlands                         | 23. Jan. 2024             | Norbert Lübbers, Laura Wiegand                       |
| 1219       | 17        | Auf Friedensmission in Armenien                                       | 24. Jan. 2024             | Petra Dorrmann                                       |
| 1220       | 18        | Trüffelland Deutschland                                               | 25. Jan. 2024             | Julie Kirchhoff                                      |
| 1221       | 19        | Volkskrankheit Entzündungen                                           | 26. Jan. 2024             | Judith Arnold                                        |
| 1222       | 20        | Im Land der Bienen                                                    | 29. Jan. 2024             | Agnès Nabat                                          |
| 1223       | 21        | 19-Jährige fordert Orban heraus                                       | 30. Jan. 2024             | Simone Unger                                         |
| 1224       | 22        | Schnee recyceln für den Wintersport                                   | 31. Jan. 2024             | Maria-Christina Degen                                |
| 1225       | 23        | Die verrückteste Lotterie der Welt                                    | 1. Feb. 2024              | Peter Onneken                                        |
| 1226       | 24        | Die Papageientaucher-Patrouille auf Island                            | 2. Feb. 2024              | Thorsten Bader                                       |
| 1227       | 25        | Korsikas Dorf der Zukunft                                             | 5. Feb. 2024              | Ilioné Schultz                                       |
| 1228       | 26        | Die Türkei im Jahr nach dem Beben                                     | 6. Feb. 2024              | Kristina Karasu                                      |
| 1229       | 27        | Backen wie die Weltmeister                                            | 7. Feb. 2024              | Jelena Altenberg, Felix Franz, Kathrin Wildhagen     |
| 1230       | 28        | Nach der Kohle, wenn die Erde einstürzt                               | 8. Feb. 2024              | Tom Fugmann                                          |
| 1231       | 29        | Frischer Wind im Pflegeheim                                           | 9. Feb. 2024              | Katharina Wulff-Bräutigam                            |
| 1232       | 30        | Geht die Camargue unter?                                              | 12. Feb. 2024             | Pierre Lascar                                        |
| 1233       | 31        | Deutsche Querdenker in Paraguay                                       | 13. Feb. 2024             | Harriet Kloss, Markus Thöß                           |
| 1234       | 32        | Irlands moderne Druiden                                               | 14. Feb. 2024             | Niamh Sauter-Cooke                                   |
| 1235       | 33        | Ein Krankenwagen für Georgien                                         | 15. Feb. 2024             | Philipp Lemmerich, Nevin Sungur, Marta Schröer       |
| 1236       | 34        | Die Retter von Biber und Sumpfschildkröte                             | 16. Feb. 2024             | Susanne Roser                                        |
| 1237       | 35        | Sea, War and Sun – Ein bulgarischer Badeort in Kriegszeiten           | 19. Feb. 2024             | Ilioné Schultz                                       |
| 1238       | 36        | Energiewende im Heizungskeller                                        | 20. Feb. 2024             | Patrick Zeilhofer, Felix Franz                       |
| 1239       | 37        | Arm im reichsten Land Europas                                         | 21. Feb. 2024             | Matthias Ebert                                       |
| 1240       | 38        | Modellraketenfieber in Kroatien                                       | 22. Feb. 2024             | Katrin Molnár                                        |
| 1241       | 39        | Ukrainer auf der Flucht vor dem Militärdienst                         | 23. Feb. 2024             | Karsten Gravert                                      |
| 1242       | 40        | Wer hat Angst vor dem Wolf?                                           | 26. Feb. 2024             | James de Caupenne                                    |
| 1243       | 41        | Ein palästinensisches Dorf kämpft um seine Zukunft                    | 27. Feb. 2024             | Vanessa Schlesier                                    |
| 1244       | 42        | Studentenbude mal anders                                              | 28. Feb. 2024             | Babette Hnup                                         |
| 1245       | 43        | Polens Zivilisten trainieren für den Ernstfall                        | 29. Feb. 2024             | Dawid Romanowski                                     |
| 1246       | 44        | Die Walretter                                                         | 1. März 2024              | Torsten Mehltretter                                  |
| 1247       | 45        | Experiment Stadtfarm                                                  | 4. März 2024              | Yohan Malka                                          |
| 1248       | 46        | Die Hebamme ist ein Mann!                                             | 5. März 2024              | Annie Hofmann                                        |
| 1249       | 47        | Sportschützen unter Druck                                             | 6. März 2024              | Patrick Meyer-Clement, Andreas Krüger                |
| 1250       | 48        | Zoos als Artenretter?                                                 | 7. März 2024              | Leslie Keferstein, Claudia Bäckmann, Isabell Roempke |
| 1251       | 49        | Prags vietnamesische Community startet durch                          | 8. März 2024              | Katrin Molnár, Jana Šustová                          |
| 1252       | 50        | Die letzten "Griechen" der Türkei                                     | 11. März 2024             | Mayalen de Castelbajac                               |
| 1253       | 51        | Bordeaux-Winzer in Not                                                | 12. März 2024             | Charlene Rautenberg                                  |
| 1254       | 52        | Warum Ärzte die Türkei verlassen                                      | 13. März 2024             | Ilyas Meç                                            |
| 1255       | 53        | Exilrussen gegen Putin                                                | 14. März 2024             | Stefan Eberlein                                      |
| 1256       | 54        | Mystischer Islam lockt Aussteiger nach Spanien                        | 15. März 2024             | Rashad Alhindi, Muath Hamed                          |
| 1257       | 55        | Zimmer frei für Solo-Eltern                                           | 18. März 2024             | Charlène Flores                                      |
| 1258       | 56        | Pazifische Austern erobern das Wattenmeer                             | 19. März 2024             | Kathrin Sänger, Kathrin Wildhagen                    |
| 1259       | 57        | Italien gegen Regenbogenfamilien                                      | 20. März 2024             | Giulia Ottaviano                                     |
| 1260       | 58        | Haartransplantation gegen Halbglatze                                  | 21. März 2024             | Schyda Vasseghi                                      |
| 1261       | 59        | Britische Super-Nannys                                                | 22. März 2024             | Christine Linke                                      |
| 1262       | 60        | Opa wohnt im Kindergarten                                             | 25. März 2024             | Jérémi Nureni                                        |
| 1263       | 61        | Letzte Runde in den britischen Pubs?                                  | 26. März 2024             | Sebastian Bellwinkel                                 |
| 1264       | 62        | Eskalation auf Frankreichs Straßen                                    | 27. März 2024             | Romy Straßenburg                                     |
| 1265       | 63        | Wir wollen leben wie die anderen                                      | 28. März 2024             | Katrin Molnár, Paul Tutsek, Janine Grün              |
| 1266       | 64        | Leben auf Italiens Supervulkan                                        | 2. Apr. 2024              | Kevin Köhrmann                                       |
| 1267       | 65        | Wie blinde Menschen von einer Lotterie profitieren                    | 3. Apr. 2024              | Alexander Stenzel, Barbara Platsch                   |
| 1268       | 66        | Die Angst vor dem großen Beben in Istanbul                            | 4. Apr. 2024              | Oktay Gökakın, Eberhard Rühle                        |
| 1269       | 67        | Gesund ohne OP                                                        | 5. Apr. 2024              | Tatjana Mischke                                      |
| 1270       | 68        | Mein Traumjob in Paris                                                | 9. Apr. 2024              | Chiara Sambuchi                                      |
| 1271       | 69        | Die Bettwanzen-Jäger                                                  | 10. Apr. 2024             | Sabine Lindlbauer                                    |
| 1272       | 70        | Rote Karte für Spaniens Machos                                        | 11. Apr. 2024             | Ulrich Crüwell, Patrick Ortwein                      |
| 1273       | 71        | Kantine der Zukunft                                                   | 12. Apr. 2024             | Katarina Schickling                                  |
| 1274       | 72        | Das Plastikmeer von Almeria                                           | 16. Apr. 2024             | David Regos                                          |
| 1275       | 73        | Eine Woche offline und zurück                                         | 17. Apr. 2024             | Lutz Hofmann, Agata Czarkowska                       |
| 1276       | 74        | Wenn Menschen krankhaft Tiere sammeln                                 | 18. Apr. 2024             | Almut Gronauer                                       |
| 1277       | 75        | Grindavík am Rande des Vulkans                                        | 19. Apr. 2024             | Heiko Heltorff, Juliette Planitzer                   |
| 1278       | 76        | Psychologie für Polizisten                                            | 22. Apr. 2024             | Morgane Belloir                                      |
| 1279       | 77        | Kommen die israelischen Geiseln zurück?                               | 23. Apr. 2024             | Martin Himel                                         |
| 1280       | 78        | Hoffnung für Italiens Suchtkranke                                     | 24. Apr. 2024             | Carmen Té                                            |
| 1281       | 79        | Aufbruch zum Mars                                                     | 25. Apr. 2024             | Susanne Roser                                        |
| 1282       | 80        | Der Traum vom Paradies – Nur die Liebe zählt                          | 26. Apr. 2024             | Silvia Kaiser                                        |
| 1283       | 81        | Business hinter Klostermauern                                         | 29. Apr. 2024             | Pierre Lascar, Yohan Malka                           |
| 1284       | 82        | Seniorinnen gegen Schweizer Klimapolitik                              | 30. Apr. 2024             | Alexander Stenzel                                    |
| 1285       | 83        | Wenn das Jugendamt eingreift                                          | 2. Mai 2024               | Liz Wieskerstrauch                                   |
| 1286       | 84        | Polens Staatsfernsehen will unabhängig werden                         | 3. Mai 2024               | Tom Fugmann                                          |
| 1287       | 85        | Bretonische Insel sucht Einwohner                                     | 6. Mai 2024               | Virginie Goubier, Fred Poussin                       |
| 1288       | 86        | Billige Arbeitskräfte aus Bulgarien                                   | 7. Mai 2024               | Ufuk Cam                                             |
| 1289       | 87        | Der Balkan-Bus mit Päckchenservice                                    | 10. Mai 2024              | Mark Michel                                          |
| 1290       | 88        | Die letzten Venezianer                                                | 13. Mai 2024              | Anaël Dang                                           |
| 1291       | 89        | Clowns helfen Kindern in Not                                          | 14. Mai 2024              | Lucile Chaussoy                                      |
| 1292       | 90        | Patient Pferd im OP                                                   | 15. Mai 2024              | Lena Oldach                                          |
| 1293       | 91        | Am eisigen Grenzposten der NATO                                       | 16. Mai 2024              | Detlev Konnerth, Marijke Engel                       |
| 1294       | 92        | Radeln Richtung Verkehrswende                                         | 17. Mai 2024              | Jakob Groth                                          |
| 1295       | 93        | Heuschnupfen auf dem Vormarsch                                        | 21. Mai 2024              | Kathrin Sänger, Kathrin Wildhagen                    |
| 1296       | 94        | Im Job mit 70                                                         | 22. Mai 2024              | Schyda Vasseghi, Lorenz Findeisen                    |
| 1297       | 95        | Nordmazedonien ringt nach Luft                                        | 23. Mai 2024              | Detlev Konnerth                                      |
| 1298       | 96        | Wut auf Spaniens Olivendiebe                                          | 24. Mai 2024              | Barbara Platsch, Matthias Ebert                      |
| 1299       | 97        | Mit aller Kraft gegen die Armut                                       | 27. Mai 2024              | Dirk Schraeder                                       |
| 1300       | 98        | Der Ukrainekrieg und der Druck auf Russlanddeutsche                   | 28. Mai 2024              | Kathrin Denk                                         |
| 1301       | 99        | Kiffen für alle?                                                      | 29. Mai 2024              | Volker Heimann, Patrick Ortwein                      |
| 1302       | 100       | Yvan Sagnet, Kämpfer für die Rechte von Erntehelfern                  | 30. Mai 2024              | Ulrich Crüwell                                       |
| 1303       | 101       | Bandenkrieg in Schweden eskaliert                                     | 31. Mai 2024              | Marijke Engel, Detlev Konnerth                       |
| 1304       | 102       | Auf wackligen Schienen in die Karpatenschlucht                        | 4. Juni 2024              | Katrin Molnár, Paul Tutsek, Janine Grün              |
| 1305       | 103       | Der D-Day und eine Reise in die Familiengeschichte                    | 5. Juni 2024              | Ralph Weihermann, Markus Harmann, Joachim Heinz      |
| 1306       | 104       | Jugend im Westjordanland                                              | 6. Juni 2024              | Patrick Tombola                                      |
| 1307       | 105       | Kaffee mit Zukunft                                                    | 7. Juni 2024              | Luca Vogel                                           |
| 1308       | 106       | Long-Covid – Heilung auf Zypern                                       | 11. Juni 2024             | Chloé Domat                                          |
| 1309       | 107       | Das einfache Leben als wahrer Luxus                                   | 12. Juni 2024             | Laura Wiegand, Norbert Lübbers                       |
| 1310       | 108       | Tödliche Fahrradunfälle                                               | 13. Juni 2024             | Jennifer Gunia                                       |
| 1311       | 109       | Indische Truckerinnen auf Europas Straßen                             | 14. Juni 2024             | Clara Trischler, Leslie Keferstein                   |
| 1312       | 110       | Ein Bürgermeister von der AfD – Eine Kleinstadt und die große Politik | 18. Juni 2024             | Theo Heyen                                           |
| 1313       | 111       | Die Geheimnisse der hundertjährigen Sarden                            | 19. Juni 2024             | Markus Henssler                                      |
| 1314       | 112       | Einsatz der deutsch-französischen Polizei                             | 20. Juni 2024             | Alix François Meier                                  |
| 1315       | 113       | Hilfe für Schottlands Männer                                          | 21. Juni 2024             | Ole Neugebauer                                       |
| 1316       | 114       | Kamele für Europa                                                     | 25. Juni 2024             | Clio Sozzani                                         |
| 1317       | 115       | Wenn nur ein Container zum Wohnen bleibt                              | 26. Juni 2024             | David Donschen                                       |
| 1318       | 116       | Illegale Arbeiter auf Olympia-Baustellen                              | 27. Juni 2024             | Lalita Clozel, Ariane Mohseni-Sadjadi                |
| 1319       | 117       | Georgien – Zwischen Putin und Europa                                  | 28. Juni 2024             | Robin Forestier-Walker                               |
| 1320       | 118       | Neue Chancen für Aussortiertes                                        | 19. Juli 2024             | Frank Zintner                                        |
| 1321       | 119       | Bürger gegen Rechtsextreme in Thüringen                               | 5. Aug. 2024              | Tim Schulz, Tobias Sylvan                            |
| 1322       | 120       | Landwirtschaft ohne Pestizide                                         | 16. Aug. 2024             | Tanja Reinhard, Marika Liebsch                       |
| 1323       | 121       | Alte Mordfälle – Neue Spuren                                          | 26. Aug. 2024             | Leslie Keferstein, Claudia Bäckmann                  |
| 1324       | 122       | Zeitreise ins Steinzeit-Camp                                          | 27. Aug. 2024             | Tim Boehme                                           |
| 1325       | 123       | Alt und obdachlos                                                     | 28. Aug. 2024             | Salome Bader                                         |
| 1326       | 124       | Giftschlangenjagd an der Adria                                        | 29. Aug. 2024             | Heike Bittner                                        |
| 1327       | 125       | Taucheinsatz vor Schottlands Küste                                    | 30. Aug. 2024             | Eberhard Rühle                                       |
| 1328       | 126       | Portugals Kampf gegen Megafeuer                                       | 2. Sep. 2024              | Agnès Nabat                                          |
| 1329       | 127       | Meine Inselschule in der Bretagne                                     | 3. Sep. 2024              | Sèbastien Mesquida                                   |
| 1330       | 128       | Zur OP ins Ausland                                                    | 4. Sep. 2024              | Tereza Bora                                          |
| 1331       | 129       | Die letzten Angelruten-Fischer der Azoren                             | 5. Sep. 2024              | Lourdes Picareta                                     |
| 1332       | 130       | Nachwuchskräfte fürs Handwerk                                         | 6. Sep. 2024              | Frauke Vogel                                         |
| 1333       | 131       | Russen in Lettland unerwünscht                                        | 9. Sep. 2024              | Ilioné Schultz                                       |
| 1334       | 132       | Busfahrer dringend gesucht                                            | 10. Sep. 2024             | Thorsten Bader, Kathrin Wildhagen                    |
| 1335       | 133       | Die Hai-Retter                                                        | 11. Sep. 2024             | Anja Troelenberg, Mirjana Momirović                  |
| 1336       | 134       | Brücken bauen in Zeiten des Krieges                                   | 12. Sep. 2024             | Andreas Nickl, Matthias Schellenberg                 |
| 1337       | 135       | Neue Krankheiten früh erkennen                                        | 13. Sep. 2024             | Andrea Ernst, Steffen Bayer                          |
| 1338       | 136       | Ukrainerinnen im Männerjob                                            | 16. Sep. 2024             | James de Caupenne                                    |
| 1339       | 137       | Vom Wegwerfkalb zum Alpenretter                                       | 17. Sep. 2024             | Stephan Jakel                                        |
| 1340       | 138       | Fachkräfte aus aller Welt                                             | 18. Sep. 2024             | Arlette Gruoner                                      |
| 1341       | 139       | Flucht aus Gaza                                                       | 19. Sep. 2024             | Vanessa Schlesier                                    |
| 1342       | 140       | Kroatiens Adria in Gefahr?                                            | 20. Sep. 2024             | Susanne Fiedler, Steffi Illinger                     |
| 1343       | 141       | Sanftes Fischen in der Normandie                                      | 23. Sep. 2024             | Pierre Laurent                                       |
| 1344       | 142       | Beten am Ballermann                                                   | 24. Sep. 2024             | Kevin Köhrmann                                       |
| 1345       | 143       | Auf der Jagd nach Meteoriten                                          | 25. Sep. 2024             | Helge Oelert                                         |
| 1346       | 144       | Eine ehemalige IS-Sklavin kehrt zurück                                | 26. Sep. 2024             | Svitlana Magazova, Julia Schuster                    |
| 1347       | 145       | Bootsraser im Visier                                                  | 27. Sep. 2024             | Denise Dismer, Giulia Ottaviano                      |
| 1348       | 146       | Eine Klinik für Wildtiere in Madrid                                   | 30. Sep. 2024             | Emmanuel Core                                        |
| 1349       | 147       | Abnehmen per Spritze?                                                 | 1. Okt. 2024              | Juliane Tutein                                       |
| 1350       | 148       | Bikerinnen auf der Überholspur                                        | 2. Okt. 2024              | Leela Gilles                                         |
| 1351       | 149       | Dialog in Nahost                                                      | 3. Okt. 2024              | Sagi Bornstein, Rami Fahel, Udi Nir, Badoor Jbara    |
| 1352       | 150       | Rettet Marseilles Küste vor dem Müll                                  | 7. Okt. 2024              | Alexia Luquet                                        |
| 1353       | 151       | Cannabis-Boom in Tschechien                                           | 8. Okt. 2024              | Katharina Vorndran                                   |
| 1354       | 152       | Schwere Steine, starke Frauen                                         | 9. Okt. 2024              | Markus Reichert                                      |
| 1355       | 153       | Ein Dorf lässt seine Alten nicht im Stich                             | 10. Okt. 2024             | Diana Deutschle                                      |
| 1356       | 154       | Maria und das Glück in den Bergen Bulgariens                          | 11. Okt. 2024             | Nathalie Suthor                                      |
| 1357       | 155       | Hilfe für Spaniens LGBTQ+ Senioren                                    | 14. Okt. 2024             | Céline Schmitt, Rémi Cadoret                         |
| 1358       | 156       | Zweite Chance für Schulabbrecher                                      | 15. Okt. 2024             | Frank Zintner                                        |
| 1359       | 157       | Ein Wildfluss vor dem Kollaps                                         | 16. Okt. 2024             | Nils Fricke, Nikolaus Neumaier                       |
| 1360       | 158       | Crack erobert die Städte                                              | 17. Okt. 2024             | Isabell Roempke                                      |
| 1361       | 159       | Kult Kicker, unterste Liga                                            | 18. Okt. 2024             | Thomas Aders                                         |
| 1362       | 160       | Moorretter in Pommern                                                 | 21. Okt. 2024             | Nikolaus Tarouquella-Levitan                         |
| 1363       | 161       | Zypern und der Krieg in Gaza                                          | 22. Okt. 2024             | Alba Vivancos Folch                                  |
| 1364       | 162       | Unsere Trinkhalle darf nicht sterben                                  | 23. Okt. 2024             | Tim Hamelberg                                        |
| 1365       | 163       | Die Klinik für Klapperstörche                                         | 24. Okt. 2024             | Antje Schneider                                      |
| 1366       | 164       | Zero Waste – Leben ohne Müll                                          | 25. Okt. 2024             | Susanne Ladopoulos                                   |
| 1367       | 165       | Ein See verschwindet                                                  | 29. Okt. 2024             | Karsten Schwanke, Peter Prestel, Klaus Hernitschek   |
| 1368       | 166       | Mallorca und der Alkohol                                              | 30. Okt. 2024             | Johannes Meier                                       |
| 1369       | 167       | Problem Reizdarm                                                      | 31. Okt. 2024             | Anni Brück                                           |
| 1370       | 168       | Afrikanische Ärzte im Einsatz für Irland                              | 1. Nov. 2024              | Sebastian Bellwinkel                                 |
| 1371       | 169       | Flüchtlingskrise in Polens Grenzwäldern                               | 4. Nov. 2024              | Ilioné Schultz                                       |
| 1372       | 170       | Wildes Essen vom Straßenrand                                          | 5. Nov. 2024              | Laura Wiegand                                        |
| 1373       | 171       | Mit schwerer Fracht auf der Donau zum Schwarzen Meer                  | 6. Nov. 2024              | Katrin Molnár, Paul Tutsek                           |
| 1374       | 172       | Aktiv leben mit Parkinson                                             | 7. Nov. 2024              | Schyda Vasseghi                                      |
| 1376       | 174       | Mission Artenschutz                                                   | 8. Nov. 2024              | Jochen Klöck                                         |
| 1377       | 175       | Gepanschter Honig                                                     | 11. Nov. 2024             | Gordian Arneth, Patrick Ortwein                      |
| 1378       | 176       | Goldgrube Türkei                                                      | 12. Nov. 2024             | Kristina Karasu                                      |
| 1379       | 177       | Jean-Michels Traum von der Dune du Pilat                              | 13. Nov. 2024             | Thomas Karp                                          |
| 1380       | 178       | Neustart nach der Haft                                                | 14. Nov. 2024             | Christine Walter                                     |
| 1381       | 179       | Ballettsprünge statt Ruhestand                                        | 15. Nov. 2024             | Karin Feltes                                         |
| 1382       | 180       | Kristallfieber am Mont Blanc                                          | 18. Nov. 2024             | Pierre Laurent                                       |
| 1383       | 181       | Mein neues Leben als Hüttenwirt                                       | 19. Nov. 2024             | Laura Zirkel                                         |
| 1384       | 182       | Aufstand der Orcas?                                                   | 20. Nov. 2024             | J. Michael Schumacher                                |
| 1385       | 183       | Auf der Spur der kriegsgefangenen Väter                               | 21. Nov. 2024             | Christine Rütten                                     |
| 1386       | 184       | Grüner Versandhandel                                                  | 22. Nov. 2024             | Katrin Kleemann, Frauke Vogel                        |
| 1387       | 185       | Not und Wut nach der Jahrhundertflut in Valencia                      | 25. Nov. 2024             | Antonia Schaefer                                     |
| 1388       | 186       | Tourimeile Jakobsweg                                                  | 26. Nov. 2024             | Kyra Funk                                            |
| 1389       | 187       | Wohnung in Dublin verzweifelt gesucht                                 | 27. Nov. 2024             | Peter Onneken                                        |
| 1390       | 188       | Die Schildkröten-Retter vom Mittelmeer                                | 28. Nov. 2024             | Kevin Köhrmann                                       |
| 1391       | 189       | Ein Friedhof wie kein anderer                                         | 29. Nov. 2024             | Katrin Molnár, Janine Grün                           |
| 1392       | 190       | Die schwierige Rückkehr der Geier                                     | 2. Dez. 2024              | J. Michael Schumacher                                |
| 1393       | 191       | Prothesen für die Ukraine                                             | 3. Dez. 2024              | Heike Schüler, Michael Günther                       |
| 1394       | 192       | Rückkehr der Deutschen in die alte Heimat Rumänien                    | 4. Dez. 2024              | Paul Weihermann, Janine Bechthold, Markus Harmann    |
| 1395       | 193       | Schokolade, fair und nachhaltig                                       | 5. Dez. 2024              | Sascha Rudolf, Florian Fiedler                       |
| 1396       | 194       | Notre-Dame – Auferstehung im alten Glanz?                             | 6. Dez. 2024              | Lorenz Findeisen                                     |
| 1397       | 195       | Blaukrabben-Alarm an der Adria                                        | 10. Dez. 2024             | Silvia Palmigiano                                    |
| 1398       | 196       | Netflix-Touristen stürmen die Alpen                                   | 11. Dez. 2024             | Matthias Ebert                                       |
| 1399       | 197       | Das zweite Leben der Windräder                                        | 12. Dez. 2024             | Carsten Binsack                                      |
| 1400       | 198       | Die Königin des Stierkampfes                                          | 13. Dez. 2024             | Katrin Molnár, Vivien Pieper                         |
| 1401       | 199       | Die Retter der italienischen Küche                                    | 17. Dez. 2024             | Stefanie Hass, Patrick Ortwein                       |
| 1402       | 200       | Wohnungskrise auf Mallorca                                            | 18. Dez. 2024             | Johan von Mirbach, Florian Schneider                 |
| 1403       | 201       | Kirche zu verkaufen                                                   | 19. Dez. 2024             | Philipp Lemmerich                                    |
| 1404       | 202       | Das Feuerwerk der Zukunft                                             | 20. Dez. 2024             | Ferdinand Ruppert                                    |
| 1405       | 203       | Mit 1.400 Schafen über den Gletscher                                  | 27. Dez. 2024             | Jutta Pinzler                                        |

## 2025
| Nr. (ges.) | Nr. (St.) | Originaltitel                                         | Erstausstrahlung D (arte) | Drehbuch                                               |
| ---------- | --------- | ----------------------------------------------------- | ------------------------- | ------------------------------------------------------ |
| 1406       | 1         | Der Bergarzt und die Lebenskünstler im Tessin         | 2. Jan. 2025              | Detlev Konnerth, Marijke Engel                         |
| 1407       | 2         | Skincare-Hype unter Kindern                           | 3. Jan. 2025              | Sarah Schmerse, Antonia Schäfer                        |
| 1408       | 3         | Der Schneider des Papstes                             | 6. Jan. 2025              | Mirella Pappalardo                                     |
| 1409       | 4         | Leben mit der Lava auf Island                         | 7. Jan. 2025              | Henning Rütten                                         |
| 1410       | 5         | Jagd mit Pfeil und Bogen                              | 9. Jan. 2025              | Kevin Köhrmann                                         |
| 1411       | 6         | Italiens neue Landwirte                               | 10. Jan. 2025             | Susanne Roser                                          |
| 1412       | 7         | Falken für den Nahen Osten                            | 13. Jan. 2025             | Juliane Tutein                                         |
| 1413       | 8         | Insta-Hype im Weltkulturerbe Kappadokien              | 14. Jan. 2025             | Dirk Bitzer, Fritz Sprengart                           |
| 1414       | 9         | Spurensuche im Gletschereis                           | 15. Jan. 2025             | Philipp Lemmerich                                      |
| 1415       | 10        | Islands Rezept für gute Pflege                        | 16. Jan. 2025             | Andrea Koeppler                                        |
| 1416       | 11        | Klimawandel auf dem Teller                            | 17. Jan. 2025             | Yves Schurzmann, Marika Liebsch                        |
| 1417       | 12        | Trendsport Angeln                                     | 21. Jan. 2025             | Michael McGlinn, Felix Franz                           |
| 1418       | 13        | Zwei Mohnbauern gegen einen Käfer                     | 22. Jan. 2025             | Babette Hnup, Kristina Klasen                          |
| 1419       | 14        | Einmal arm, immer arm?                                | 23. Jan. 2025             | Liz Wieskerstrauch                                     |
| 1420       | 15        | Der eisige Weg zum Extrembergsteiger                  | 24. Jan. 2025             | Michael Düchs                                          |
| 1421       | 16        | Ein Holocaust-Überlebender als TikTok-Star            | 27. Jan. 2025             | Stefanie Hass, Udi Nir                                 |
| 1422       | 17        | Grüner Güterverkehr                                   | 28. Jan. 2025             | Christian Bock, Christina Rech                         |
| 1423       | 18        | Das Gemüsewunder von Island                           | 29. Jan. 2025             | Laura Wiegand                                          |
| 1424       | 19        | Inside Jehovas Zeugen                                 | 30. Jan. 2025             | Theo Heyen                                             |
| 1425       | 20        | Ein Pfarrer für 43 Dörfer                             | 31. Jan. 2025             | Markus Henssler                                        |
| 1426       | 21        | Ein Dorf ringt mit seiner NS-Vergangenheit            | 3. Feb. 2025              | Katharina Zabrzynski                                   |
| 1427       | 22        | Die Jenischen und ihr Wunsch nach Anerkennung         | 4. Feb. 2025              | David Donschen, Anne Thiele                            |
| 1428       | 23        | Marjana und das Gesetz der albanischen Berge          | 5. Feb. 2025              | Kathrin Denk                                           |
| 1429       | 24        | Rückkehr nach Syrien?                                 | 6. Feb. 2025              | Theresa Breuer                                         |
| 1430       | 25        | Jeder Baum zählt                                      | 7. Feb. 2025              | Torsten Mehltretter                                    |
| 1431       | 26        | Beauty und Begegnung im Plattenbau                    | 10. Feb. 2025             | Antje Schneider                                        |
| 1432       | 27        | Raus aus der Medikamentenabhängigkeit                 | 11. Feb. 2025             | Liz Wieskerstrauch                                     |
| 1433       | 28        | Unser Zuhause im Frankfurter Bahnhofsviertel          | 12. Feb. 2025             | Ilyas Meç                                              |
| 1434       | 29        | Ohne Tabus durch die Wechseljahre                     | 13. Feb. 2025             | Paula Kersten, Julia Macher                            |
| 1435       | 30        | Auswanderer-Paradies Albanien?                        | 14. Feb. 2025             | Paul Tutsek                                            |
| 1436       | 31        | Surfen im Abwasser vor Teneriffa                      | 17. Feb. 2025             | Detlev Konnerth, Valentina Repetto                     |
| 1437       | 32        | Krach im Kleingarten                                  | 18. Feb. 2025             | Ulrich Crüwell                                         |
| 1438       | 33        | Frankfurt – Leben im jüdischen Altersheim             | 19. Feb. 2025             | Max Neidlinger, Kim Plettemeier                        |
| 1439       | 34        | Geldsegen für ein italienisches Bergdorf              | 20. Feb. 2025             | Chiara Sambuchi                                        |
| 1440       | 35        | Späte Versöhnung, nach Krieg und Terror               | 21. Feb. 2025             | Frido Essen                                            |
| 1441       | 36        | Tatort Kirche – Betroffene klagen an                  | 25. Feb. 2025             | Schyda Vasseghi                                        |
| 1442       | 37        | Auswanderung nach Israel                              | 26. Feb. 2025             | Christine Linke                                        |
| 1443       | 38        | Straßenlehrer gegen die Camorra                       | 27. Feb. 2025             | Alix François Meier                                    |
| 1444       | 39        | Wie gefährlich sind American XL Bullys?               | 28. Feb. 2025             | Rebecca Landshut                                       |
| 1445       | 40        | Die Tee-Pioniere aus Georgien                         | 3. März 2025              | Yohan Malka                                            |
| 1446       | 41        | Unsterblich dank KI?                                  | 4. März 2025              | Petra Wernz                                            |
| 1447       | 42        | Türkei – Straßenhunde im Visier                       | 5. März 2025              | Kristina Karasu                                        |
| 1448       | 43        | Das harte Geschäft mit den Austern von Arcachon       | 6. März 2025              | Susanne Petersohn, Maike von Galen                     |
| 1449       | 44        | Wege aus der Einsamkeit                               | 7. März 2025              | Kyra Funk                                              |
| 1450       | 45        | Londons tödliche Messerkrise                          | 10. März 2025             | Anna Bachner, Erik Häußler                             |
| 1451       | 46        | Eisbaden – Sehnsucht nach Kälte                       | 11. März 2025             | Volker Heimann                                         |
| 1452       | 47        | Stille Helden in den Drogenvierteln von Marseille     | 12. März 2025             | Ursula Duplantier                                      |
| 1453       | 48        | Super-Ager – Geistig fit im hohen Alter               | 13. März 2025             | Steven Galling                                         |
| 1454       | 49        | Eine Pflegefamilie wandert aus                        | 14. März 2025             | Ulf Eberle                                             |
| 1455       | 50        | Georgien und der europäische Traum                    | 17. März 2025             | Juliane Tutein                                         |
| 1456       | 51        | Streit um Europas teuerste Schnellzugstrecke          | 18. März 2025             | Ursula Duplantier, Greta Dall'Acqua, Anna Maria Straub |
| 1457       | 52        | Hürdenlauf zum Schweizer Pass                         | 19. März 2025             | Jonas Dunkel                                           |
| 1458       | 53        | Lachskrise in Norwegen                                | 20. März 2025             | Antje Büll                                             |
| 1459       | 54        | Stark, weiblich, Bodybuilderin                        | 21. März 2025             | Anja Wieland, Ines Rüchel-Hohage                       |
| 1460       | 55        | Ein muslimischer Zwergstaat für Albanien?             | 24. März 2025             | Katrin Molnár, Paul Tutsek                             |
| 1461       | 56        | Der Retter der misshandelten Tiere                    | 25. März 2025             | Valentine Patry                                        |
| 1462       | 57        | Kloake statt Strandidylle an englischen Küsten        | 26. März 2025             | Leslie Keferstein                                      |
| 1463       | 58        | Die neuen, jungen Jäger                               | 27. März 2025             | Almut Gronauer                                         |
| 1464       | 59        | Europas größter Nationalpark in den Karpaten?         | 28. März 2025             | Jörg Daniel Hissen                                     |
| 1465       | 60        | Ein Start-up aus der Banlieue                         | 31. März 2025             | Susanna Dörhage                                        |
| 1466       | 61        | Wie Männer trauern lernen                             | 1. Apr. 2025              | Simone Dettelbacher                                    |
| 1467       | 62        | Ein Team, eine Mission, fünf Wochen im Atlantik       | 2. Apr. 2025              | Moritz Boll                                            |
| 1468       | 63        | Meine Schwester, plötzlich unheilbar krank            | 3. Apr. 2025              | Ansgar Moek                                            |
| 1469       | 64        | Türkei – Frauen kämpfen um die Macht                  | 4. Apr. 2025              | Kristina Karasu                                        |
| 1470       | 65        | Junge Exilrussen rocken Belgrad                       | 7. Apr. 2025              | Dmitri Vologdin, Frank Müller                          |
| 1471       | 66        | Polinnen streiten für die Abtreibung                  | 8. Apr. 2025              | Charlotte Notteghem, Magdalena Paciorek                |
| 1472       | 67        | Aufstand gegen die Regierung in Serbien               | 9. Apr. 2025              | Eberhard Rühle, Natalija Miletić                       |
| 1473       | 68        | Leben mit Krebs                                       | 10. Apr. 2025             | Kyra Funk, Candan Six-Sasmaz                           |
| 1474       | 69        | Staufalle Brennerpass                                 | 11. Apr. 2025             | Sabine Lindlbauer                                      |
| 1475       | 70        | Spaniens Edelkäse in Gefahr                           | 14. Apr. 2025             | Ori Szternfeld                                         |
| 1476       | 71        | Leben mit Autismus in Irland                          | 15. Apr. 2025             | Agnès Nabat                                            |
| 1477       | 72        | Die Erde bebt auf Santorin                            | 16. Apr. 2025             | Detlev Konnerth                                        |
| 1478       | 73        | Jurek trommelt, ganz Polen spendet                    | 17. Apr. 2025             | Nikolaus Tarouquella-Levitan                           |
| 1479       | 74        | Jung und wohnungslos in Österreich                    | 22. Apr. 2025             | Jelena Altenberg                                       |
| 1480       | 75        | Smartphone-Verbot für Spaniens Kinder                 | 23. Apr. 2025             | Lucile Aimard                                          |
| 1481       | 76        | Hausmeister in Russland, 24/7 im Job                  | 24. Apr. 2025             | Jo Angerer, Erika Haas                                 |
| 1482       | 77        | Von der Großstadt auf die Alm                         | 25. Apr. 2025             | Arnaud Guiguitant                                      |
| 1483       | 78        | Bulgariens Winterbräute, zwischen Tradition und Trend | 28. Apr. 2025             | Alexander Stenzel                                      |
| 1484       | 79        | Wenn die Angst mitreist                               | 29. Apr. 2025             | Dominik von Eisenhart-Rothe                            |
| 1485       | 80        | Mein kaltes Zuhause in Portugal                       | 30. Apr. 2025             | Patrick Ortwein                                        |
| 1486       | 81        | Die Halligen in Gefahr                                | 5. Mai 2025               | Julie Kirchhoff                                        |
| 1487       | 82        | Eine griechische Insel und ihr Weltkriegserbe         | 6. Mai 2025               | Michael Fräntzel, Antonis Repanas                      |
| 1488       | 83        | Türkische Teppichkultur am Ende?                      | 7. Mai 2025               | Nuray Şahin                                            |
| 1489       | 84        | Mission Munitionsbergung aus dem Meer                 | 8. Mai 2025               | Frido Essen                                            |
| 1490       | 85        | Rom zwischen den Päpsten                              | 9. Mai 2025               | Daniela Agostini, Mirella Pappalardo                   |
| 1491       | 86        | Teurer Führerschein                                   | 13. Mai 2025              | Jennifer Gunia                                         |
| 1492       | 87        | Mit Impfungen gegen schwarzen Hautkrebs               | 14. Mai 2025              | Larissa Klinker                                        |
| 1493       | 88        | Die UFO-Jäger                                         | 15. Mai 2025              | Claudia Bäckmann, Charlene Rautenberg                  |
| 1494       | 89        | Im Einsatz gegen vermüllte Gewässer                   | 16. Mai 2025              | Jörg Daniel Hissen                                     |
| 1495       | 90        | Sizilien im Dürre-Stress                              | 20. Mai 2025              | Giulia Ottaviano, Daniela Agostini                     |
| 1496       | 91        | Hilfe für demenzkranke Briten                         | 22. Mai 2025              | Isabel Sutton                                          |
| 1497       | 92        | Wem gehört der Döner?                                 | 23. Mai 2025              | Niko Karasek, Kristina Karasu                          |
| 1498       | 93        | Mit Raketen und Schwarzpulver durch die Osternacht    | 26. Mai 2025              | Caroline Wenzel                                        |
| 1499       | 94        | Wenn Alkohol am Steuer das Auto kostet                | 27. Mai 2025              | Jörg Winterbauer                                       |
| 1500       | 95        | Erste Hilfe für das britische Gesundheitssystem       | 28. Mai 2025              | Jutta Pinzler                                          |
| 1501       | 96        | Protestwelle in der Türkei                            | 30. Mai 2025              | Kristina Karasu                                        |
| 1502       | 97        | Andalusier wehren sich gegen Solarparks               | 2. Juni 2025              | Marine Courtade                                        |
| 1503       | 98        | Frühschwangerschaften in Französisch-Guayana          | 3. Juni 2025              | Maxime Carsel, Ludovic Clerima                         |
| 1504       | 99        | Das Geschäft mit Ungarns Thermalquellen               | 4. Juni 2025              | Katrin Molnár, Paul Tutsek                             |
| 1505       | 100       | Neurodivers – Anders denken, besser arbeiten?         | 5. Juni 2025              | Schyda Vasseghi                                        |
| 1506       | 101       | Zu viele Wildschweine in Belgien?                     | 6. Juni 2025              | Delphine Simon                                         |
| 1507       | 102       | Russland – Bürger als Staatsfeinde                    | 10. Juni 2025             | Konstantin Goldenzweig                                 |
| 1508       | 103       | Die Metzger-WM                                        | 11. Juni 2025             | Michael McGlinn, Kathrin Wildhagen                     |
| 1509       | 104       | Hightech und Patriotismus – Litauens Karrierefrauen   | 12. Juni 2025             | Florian Vitello, Paul Weihermann                       |
| 1510       | 105       | Zwei Länder, vereint in einem Dorf                    | 13. Juni 2025             | Mayalen de Castelbajac                                 |
| 1511       | 106       | Macht Putzen glücklich?                               | 16. Juni 2025             | Jens Nicolai, Eva Münstermann, Kathrin Wildhagen       |
| 1512       | 107       | Breakdance im Abitur                                  | 17. Juni 2025             | Maud Mallet                                            |
| 1513       | 108       | Schnellere Hilfe bei Herznotfällen                    | 18. Juni 2025             | Carolin Hentschel                                      |
| 1514       | 109       | Zwischen Badespaß und Lebensgefahr                    | 19. Juni 2025             | Isabel Hahn, Silvia Palmigiano, Sophie Rebmann         |
| 1515       | 110       | Liberland, der Krypto-Staat am Donaustrand            | 20. Juni 2025             | Susanne Roser                                          |
| 1516       | 111       | Influencer von rechts                                 | 23. Juni 2025             | Camille Girerd                                         |
| 1517       | 112       | Kein Recht, Mutter zu sein?                           | 24. Juni 2025             | Katrin Kleemann                                        |
| 1518       | 113       | Italiens Recht auf Abtreibung in Gefahr               | 25. Juni 2025             | Camille Girerd                                         |
| 1519       | 114       | Schaden Solarparks Frankreichs Natur?                 | 26. Juni 2025             | Clémence Facchinetti, Nicolas Jaillard                 |
| 1520       | 115       | Srebrenica – Leben im Schatten des Völkermords        | 27. Juni 2025             | Ralph Weihermann, Paul Weihermann                      |
| 1521       | 116       | Die Drohnenkrieger der Ukraine                        | 10. Juli 2025             | Marcus Heep                                            |
| 1522       | 117       | Frauen sind anders krank – Männer auch!               | 11. Juli 2025             | Judith Arnold, Franca Leyendecker                      |